# 安倍晋三銃撃事件
安倍晋三銃撃事件（あべしんぞうじゅうげきじけん）は、2022年（令和4年）7月8日11時31分、奈良県奈良市の近畿日本鉄道（近鉄）大和西大寺駅北口付近にて、元内閣総理大臣の安倍晋三が選挙演説中に銃撃され、死亡した事件である。安倍元首相銃撃事件、日本国外の報道機関などでは安倍晋三暗殺事件とも呼称される。
総理大臣経験者が殺害（暗殺含む）されたのは1936年（昭和11年）に発生した二・二六事件以来のことである。本事件の犯人は取り調べで、「旧統一教会（世界平和統一家庭連合）への恨みから教団との関係が深い安倍を狙った」と供述したことから、教団の悪徳商法や政治家とのつながりを浮き彫りにし、2025年の旧統一教会への解散命令のきっかけとなった。

## 概要
事件前日
2022年7月7日、奈良市在住の男X（当時41歳）は、安倍晋三を殺害するため自分で作成した手製銃を携え、小野田紀美の個人演説会場である岡山市民会館へ向かった。安倍は第26回参議院議員通常選挙の公示日から連日各地で候補者の応援演説を行っていた。Xは会館内に入るも標的に近づけず、計画は失敗。
しかし帰りの新幹線で、翌日の安倍の遊説先が急遽長野市から奈良市に変更されたことを自民党の特設ウェブサイトで知った。
事件当日
7月8日11時28分より安倍は大和西大寺駅北口の交差点中央の安全地帯において、佐藤啓の応援演説を行っていた。11時31分、安倍を発見し背後から近づいたXは、安倍に向けて2発発砲。そのうち2発目が銃撃に気づき振り向いた安倍の首元に致命傷を与えた。Xが車道に歩き出してから1回目の発射までの間隔は「9.1秒」あったが、後方警護担当の警察官はXの動きに気付いていなかった。出血多量により心肺停止状態に陥った安倍は、奈良県立医科大学附属病院に搬送されたが救命できず、17時3分に死亡した。
世界有数の銃規制の厳しさで知られる日本で白昼堂々発生した事件であり、総理大臣経験者が選挙期間中に射殺されるという世界的にも類を見ない事件であったことから国内外に大きな衝撃を与えた。
犯行の動機
現行犯逮捕されたXは直後に奈良西警察署で行われた取り調べで、「母親が統一教会の信者で、教団に多額の献金をしたことによって自分の家庭が崩壊した」「そのため教団に強い恨みを抱いていたが、韓鶴子総裁を殺すことが叶わなかったため、代わりに教団との関わりが深い安倍を狙った」と述べた。
奈良県警察は同日21時30分に開いた記者会見で「特定の団体」と述べ、団体名を伏せた。翌9日から10日にかけてフランスの『フィガロ』『レゼコー』『BFM TV』、米国の『ワシントン・ポスト』はXが供述している団体は世界平和統一家庭連合（旧統一教会）であると報じたが、日本のメディアは一部の雑誌系情報サイトを除いて教団名を明かさず、7月10日の参院選投開票日まで「特定の宗教団体」と呼び続けた。
Xの供述や元信者による告発により、統一教会による信者への悪徳商法（霊感商法など）の問題、信者の献金問題が再浮上した。
影響
政治家と統一教会との癒着関係も明るみに出た。第2次岸田内閣の支持率は7月に59％だったのが8月には46％に急落した。危機を強めた安倍派の元会長の森喜朗は8月3日に岸田文雄首相と会食し、自派幹部の要職起用を求めた。内閣改造と自民党役員人事の時期は早まり、8月10日に実施された。教団側から身内とみなされていた萩生田光一は自民党政務調査会長に抜擢された。

7月22日、日本政府は閣議で、安倍の国葬を同年9月27日に日本武道館で行うことを決定した。市民団体や弁護士会などによる反対運動は9月まで続き、同月16日から18日にかけて実施された各メディアの世論調査では「国葬反対」と回答した人の数は60％を超えたが、故安倍晋三国葬儀は予定どおり執り行われた。

## 事件の経緯

### 街頭演説の背景
事件当日は第26回参議院議員通常選挙（2022年6月22日公示・7月10日投開票）の選挙期間中で、安倍晋三は連日、自由民主党公認の立候補者の応援演説を行っていた。
安倍は7月8日夕方に長野駅前で、長野県選挙区に立候補した自民党の新人・松山三四六の応援に入る予定であった。ところが、6日に松山の女性問題や金銭トラブルを週刊誌2誌が電子版で記事にしたことから、7日、応援演説を取り止めることが決まった。安倍の空いた予定を調整するために新たな応援先が検討された結果、中盤の情勢調査で立憲民主党の候補の猪奥美里や日本維新の会の候補の中川崇との接戦が報じられていた奈良県選挙区が選ばれた。候補者は安倍派所属議員の佐藤啓だった。7日12時頃、自民党本部は、佐藤の陣営に「安倍元首相が8日に奈良県に入る」と連絡した。読売新聞の報道によれば、佐藤陣営からも派閥領袖の安倍に応援要請があったとされる。同日12時50分頃、自民党奈良県支部連合会は、奈良県警察に同じ旨を伝えた。
佐藤は8日午前に近鉄学園前駅の界隈を選挙カーで回る計画だったが、安倍に適した場所を新たに探す必要が生じ、奈良1区が選挙区（比例近畿選出）の衆議院議員・小林茂樹のスタッフに相談した。数時間後、場所を近鉄大和西大寺駅北口に差し替えることが決まった。関係者はのちに「平日の昼間でも人が集まる場所。それがどこかと考えれば、大和西大寺駅北口しかなかった」「安倍さんクラスが来るのに、聴衆が少ないのは避けたかった」と証言している。安倍が選挙期間中に奈良県に入るのは2度目だった。6月28日に安倍は近鉄生駒駅前（17時）と大和西大寺駅南口（18時30分）の2か所で演説を行っていた。大和西大寺駅南口では選挙カーを背にして演説していた。
京都府選挙区新人の吉井章の選挙対策本部長を務めていた安倍派の西田昌司もかねてより安倍の来援を要請しており、これに応えて奈良に次いで京都にも応援に入ることが決まった。吉井は7日15時48分、Twitterを更新し「安倍晋三元首相来る！ 7月8日12時30分、四条河原町にて」と書かれた画像を掲載した。安倍は8日夕刻に、参議院比例区から出馬している自派閥の現職・山谷えり子の応援演説を埼玉の大宮駅西口で行うことが以前から決まっていたが、この予定は変更されず据え置かれた。こうして、8日の安倍の遊説先は奈良、京都、埼玉の3府県に確定した。
佐藤陣営の選挙カーは車上から演説できる構造になっていなかったため、陣営は勘案した結果、交差点中央のガードレールで囲まれた約50平方メートルの安全地帯で演説することを決めた。ここは自民党幹事長の茂木敏充が6月25日に応援演説した場所でもあった。
7日15時過ぎ、たまたま佐藤の選挙事務所に立ち寄った県議は、地元議員に送信する前のファックスを見つけた。安倍がわずか10日あまりで再び来県すること、応援演説の場所が同じ大和西大寺駅であることに驚きの声を上げた。
同日16時半頃、自民党奈良県連は大和西大寺駅北口で街頭演説を行う旨を奈良県警に伝えた。
同日17時過ぎ、佐藤陣営は自民系の地元議員に、安倍来訪の案内をファックスで一斉に送信した。自民党は特設ウェブサイトにおいて党役員の演説会スケジュールを随時更新しており、安倍の8日の予定もほどなく公表された。
大和西大寺駅およびその周辺区域をこの当時管轄していた奈良県奈良西警察署は、自民党から連絡を受けたとき、署内で発生した不祥事（実弾紛失誤認事件）の対応に追われていた。奈良西警察署は、翌8日の不祥事事案の報道発表に向けて、県警本部と調整を行っていた。
7日19時頃、自民党奈良県連は奈良県警警備課に連絡し、交差点中央のガードレールで囲まれた安全地帯で街頭演説を実施する旨を伝えた。県警及び奈良西警察署は不祥事事案の業務と並行して、連絡を受けた19時頃から急いで警護警備計画の策定に取り掛かった。
立憲民主党代表の泉健太が同年4月に同じ場所で演説したいと申し出たときは、県警は「後方の警備が難しい」と指摘し、あわせて、車の上で演説することや、車を防弾パネルで覆うことなどを要請した。そのため泉はやむを得ず少し離れた場所で演説を行った。県警の警備部警備課は、6月25日に茂木が演説した際に策定された「警護警備実施計画」を基に、配置する警察官をわずかに増やして、計画書を作成した。
演説会当日7月8日、警備課は執務時間が始まった直後に、警護の統括責任者である警備部参事官に「警護警備実施計画」を提出。警備部長、鬼塚友章本部長の順に決裁された。

### 街頭演説
安倍は羽田空港発の飛行機で10時5分に伊丹空港に到着した後に奈良市に向かった。安倍到着に先立ち、11時10分に佐藤の街頭演説会が開始された。演説会は大和西大寺駅北口から東に50メートルほど離れた、交差点中央のガードレールで囲まれた安全地帯（ゼブラゾーン）で行われた。安全地帯の真南には県道104号谷田奈良線が通っていた。駐車スペースがないため、選挙カーは安全地帯から北に約20メートル離れた場所に止められた。このとき実行犯の男Xは、演壇の右斜め後ろ（南東）約15メートルの歩道に立っていた。また演説台の側では警視庁警備部警護課のSPを含む4人の警察官が警護に当たっていて、そのうち3人はガードレールの内側で、1人はガードレールの南東の外側で後方を警戒していた。県警は長年の前例を踏襲し、現場には制服警察官を配置していなかった。また自民党県連は聴衆の整理のため、スタッフ15人を配置していた。また佐藤陣営は、県道104号谷田奈良線の交通量が多いため、5人の警備員を雇って交通整理に当たっていた。
11時18分に安倍が警察官とともにガードレールの内側に到着し、前方の聴衆が増え始めた。23分に佐藤自身による演説が開始され、ガードレール内にいた県警の警察官は、後方の警戒を担当していた警察官に対してガードレール内に入るよう指示し、これを受けた後方担当の警察官は聴衆が増えてきた前方右手（東側）の警戒を主に行った。他の場所にいた統括役の警察官には、この変更は無線で伝えられず、後方だけを警戒する警察官がいなくなった。
11時28分42秒頃、安倍は佐藤とグータッチを交わしたあと、高さ約40センチメートルの台の上で、駅のロータリーを背に応援演説を開始した。
Xはその直前に歩道と車道の切れ目あたりに移動した後バスロータリー沿いの歩道を南進してきた。さらに安倍の真後ろにいた選挙スタッフの男性が演壇の右方向（東方向）に移動し、脇から安倍をカメラで撮影し始めたため、安倍の後ろががら空きになっていた。また後方担当の警察官は、車道を東進してゼブラゾーンで一時停車したのち低速で東進した自転車の男性と、車道を東進してきて自転車の男性の南側を追い抜いて通行した台を押す男性の2人の姿に気を取られて目で追っていたために、斜め後ろからXが近づいてきたことに気付かなかった。

### 銃撃

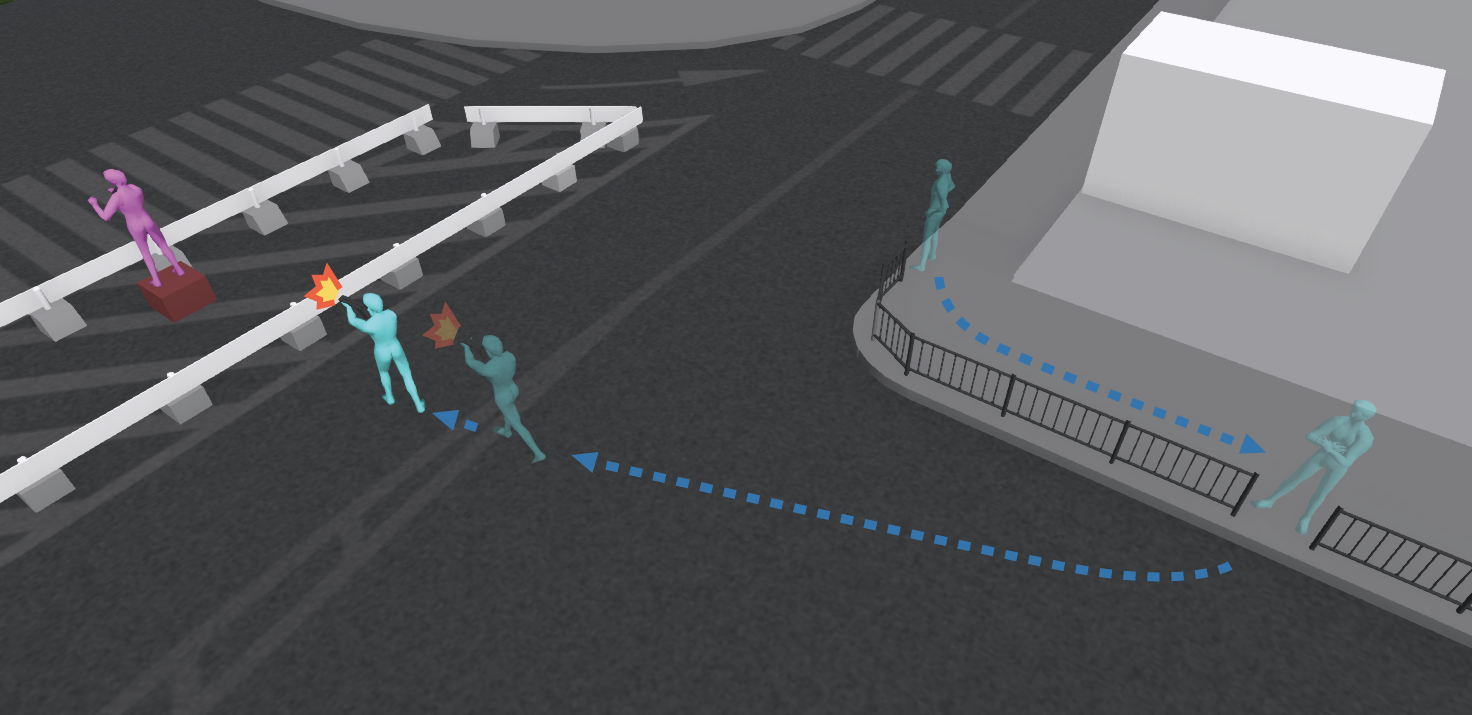
安倍（紫色）とX（青色）の位置関係。Xはまず背後7メートルまで近づいて1発目を発砲し、さらに5.3メートルまで近づいて2発目を発砲した。

ロータリーに侵入して車道を横断したXは、たすきがけのカバンから銃身が粘着テープで巻かれた手製銃を取り出して安倍の背後約7メートルまで接近した。11時31分6秒、安倍が「彼（佐藤）はできない理由を考えるのではなく…」と語った瞬間、Xは1発目を発射した。このとき大きな銃声ともに白煙が上がり、安倍は左後方へ振り返った。その約2.7秒後、安倍の背後まで約5.3メートルまで近づいたXは2発目を発射し、安倍の首の右前部と左上腕部を撃ち抜いた。安倍はよろめきながら演台から降りると膝をついてその場に倒れ、心肺停止状態に陥った。
警察の調べでは、被疑者が車道に歩き出してから1回目の発射までの間隔は「9.1秒」とされており、また1発目と2発目の間隔は、警察庁がまとめた報告書により「2.7秒」とされている。
Xが2発目を撃った直後、近くにいた奈良県警の警官数名が駆けつけてXを押し倒して取り押さえ、11時32分に殺人未遂の現行犯で逮捕した。この際、Xを確保するために駆け寄ってきた警官の一人が路上にいた女子高生と衝突し、転倒させてしまった。車道に向かって転倒した女子高生はまさに走行中の自動車の目前に投げ出される事態になったが、轢かれることなくすぐに救出されたため軽傷で済んだ。

### 死亡確認

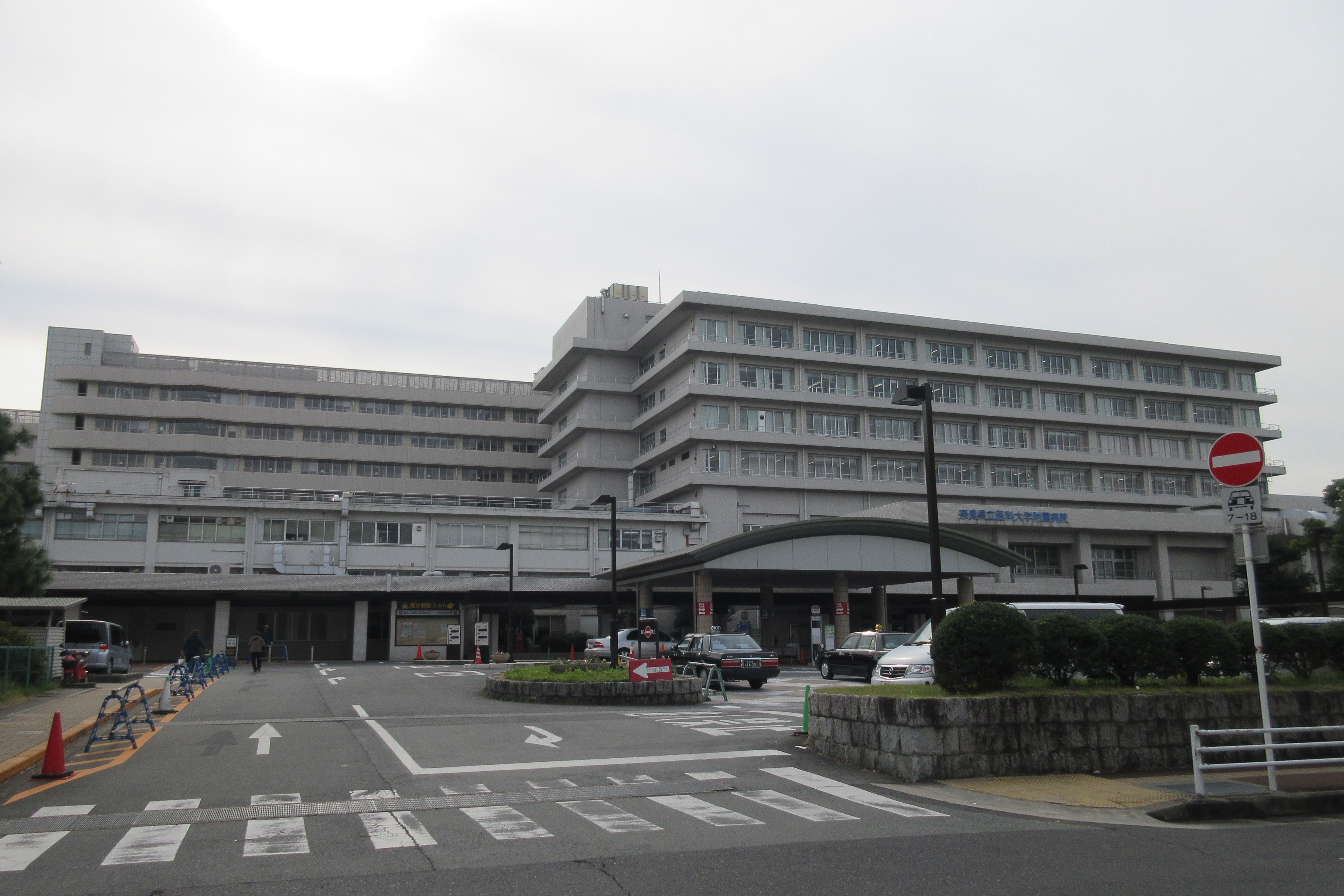
搬送先の奈良県立医科大学附属病院

奈良市消防局が公開した救急隊員らの活動報告書によると、同日11時32分に救急車の出動要請があり、程なくして救急車2台、ドクターカー1台を含む車両計7台が出動した。その間、現場に居合わせた看護師らが救命措置を施し、11時37分に先発の救急隊が到着、11時41分には次の隊が到着した。安倍は道路に仰向けの状態で倒れており、自動体外式除細動器（AED）を用いるなどして救命措置が行われていたが、この時点で心肺停止の状態であることが確認された。
最初に速報を流したのはNHKで、11時42分に「安倍元首相、血を流し倒れる。銃声のような音」と報道した。7分後には、日本経済新聞が「安倍氏は心肺停止の状態で現場から搬送された」と報道した。
11時43分に救急車が安倍を収容。11分後の54分に救急車は現場を発ち、ドクターヘリの着陸先である平城宮跡歴史公園に向かった。この時点で消防は右首の銃創、左胸の皮下出血を確認した。12時9分に安倍がドクターヘリに収容され、12時13分、ドクターヘリが離陸。12時20分、安倍は橿原市内の奈良県立医科大学附属病院高度救命救急センターへ搬送され、100 単位以上にわたる輸血と、止血術や蘇生的開胸術などの蘇生措置が行われた。
一報を受けて東京都渋谷区富ヶ谷の自宅を出た妻の昭恵は、16時30分頃、奈良県立医大附属病院の最寄り駅の近鉄大和八木駅に到着した。そこから車に乗り、16時55分に病院に到着。医師が輸血を大量に行うなど蘇生措置を実施したことおよび容態を告げ、最終的に「蘇生は難しい」と昭恵が判断し、17時3分に死亡が確認された。17時48分から49分にかけてNHK、毎日新聞、日本経済新聞など主要メディアは安倍死去の一報を速報で伝えた。
首相経験者に対するテロとしては、1936年2月26日の二・二六事件で高橋是清と斎藤実が陸軍青年将校らに殺害されて以来の出来事であった。内閣制度発足以後、殺害された現職首相・首相経験者としては伊藤博文、原敬、高橋是清、濱口雄幸、犬養毅、斎藤実に続いて7人目（「殺害された日本の内閣総理大臣の一覧」参照）、戦後の国会議員としては浅沼稲次郎、丹羽兵助、11代目山村新治郎、石井紘基に続いて5人目である。主要国首脳会議 (G7) 首脳経験者が殺害された事件は、イタリアの元首相アルド・モーロが1978年に殺害されて以来であり、未遂事件を含めても1981年にアメリカ合衆国で発生したレーガン大統領暗殺未遂事件以来であった。首相経験者の60歳代での死去は池田勇人、小渕恵三、橋本龍太郎に次ぐ戦後4人目である。
奈良県警察本部刑事部捜査第一課により公表された安倍の検視結果によると、左肩に銃創1か所、右前頸部に楕円形の銃創2か所が確認されている。警察庁刑事局により公表された司法解剖の結果によると、死因は左上腕部射創による左右鎖骨下動脈損傷に基づく失血死である。警察庁は、銃弾が身体を貫かずに体内でとどまっている盲管銃創が確認されたと説明している。当初、奈良県立医大附属病院は右前頸部に銃創2か所が確認され、首から心臓に向かう弾道であり、大血管や心室に損傷を与えたことによる失血死と説明していた。左上腕部の銃創は、射出口の一つとみられるとしていたことから、首から心臓への弾道は不可解とされ、正面からの狙撃や倒れ込んだ際に何者かに銃撃された可能性が一部で指摘されていた。
7月29日、体に2発受けたとみられる銃弾のうち1発が見つかっていないことが報じられた。司法解剖などで医師が調べた際にはすでに体内から見つかっておらず、蘇生措置などの際に体の外に流出した可能性が考えられるという。事件から5日後の13日に現場検証が行われ、この時点でも銃弾は見つかっていないが、奈良県警捜査本部は「遺体の状況や体に2発受けたとみられる銃弾のうち1発は確認できており、事実関係の立証に支障はない」としている。警察庁も「銃弾の形状については丸薬のような直径10ミリほどの球体であり、解剖では発見されていない」と説明している。

### 政府の対応
本事件を受け、政府は8日11時45分、首相官邸危機管理センターに官邸対策室を設置した。また、警察庁も警備局長の櫻澤健一をトップとする対策本部を設置した。
12時50分頃、内閣官房長官の松野博一は首相官邸で記者団の取材に応じ、安倍の容体は不明とした上で、参院選に伴う各地での応援演説が予定されていた内閣総理大臣の岸田文雄が、緊急で官邸に戻ることを明らかにした。また、「応援演説などで各地にいる閣僚については、直ちに東京に戻るよう指示を出した」と述べた。
岸田は、正午頃に山形県寒河江市にある道の駅寒河江にて応援演説を行う予定であり、演説前に「ただいま安倍元総理が負傷されるという不確定ですが情報が入りました」とのアナウンスが入った後に岸田が約13分間の演説を行った。演説後、自民党選挙対策委員長の遠藤利明が岸田へ「総裁、急用ができましたのですぐ解散いたします。ご了解いただきたいと思います」と伝えた後、支援者と触れ合うことなく車に乗り込み、同県東根市の陸上自衛隊神町駐屯地へと向かった。その後航空自衛隊松島基地、羽田空港を経由し陸上自衛隊ヘリコプターで14時29分に首相官邸へと戻った。首相官邸へ戻ると共に、G20会合のためインドネシアを訪問中だった外務大臣の林芳正を除く全閣僚に対して速やかに選挙応援を中止し帰京するよう改めて指示を出した。13時過ぎ、自民党総務会長の福田達夫は、元文部科学副大臣の田野瀬太道に搬送先の奈良県立医大附属病院で情報収集を行うよう指示した。病院に到着した田野瀬は「搬送された時点で心肺停止状態」「輸血を続けている」という状況を福田に報告し、岸田にも共有された。一方で、男が動機として旧統一教会への恨みを口にしていることも間を置かずに秘書官から岸田に伝えられた。14時46分、岸田は記者団の取材に応じ、犯行を「卑劣な蛮行」と非難した上で、「今（容体が）深刻な状況にあると聞いている。今現在、懸命の救急措置が行われている。まずは安倍元首相が何とか一命を取り留めていただくよう、心から祈りたい」と声を震わせながら語った。
16時30分、緊急の関係閣僚会議が行われ、国家公安委員会委員長の二之湯智は会議後、記者団に対し「首相から閣僚らへの警護・警備を一層、強化し、選挙を公平に実施できるように要請があった」と述べた。また、二之湯から、警察庁に警護および警備の強化を指示したことを明らかにした。総務大臣の金子恭之は「このような蛮行があっても、しっかり選挙を行う体制を整える」と述べ、総務省の選挙担当部署に対策強化の指示を出す考えを示した。
18時55分、岸田が記者会見し、「偉大な政治家をこうした形で失い、残念でならない」などと述べ、安倍の死去を伝えた。
11日にはこれまでの功績を受ける形で、死去した8日付をもって、安倍を従一位に叙するとともに大勲位菊花大綬章及び大勲位菊花章頸飾を追贈することを持ち回り閣議に於いて決定した。戦後の首相経験者で最高位の勲章である大勲位菊花章頸飾が授与されるのは中曽根康弘（2019年11月死去）以来4人目。

### 遺体搬送・弔問
8日午後、衆議院第一議員会館にある安倍事務所には、経済産業大臣の萩生田光一が入り、安倍事務所の秘書らと情報収集に当たったほか、安倍内閣で内閣官房参与などを務めた元参議院議員の荒井広幸や首相補佐官などを務めた内閣官房参与の今井尚哉らも入った。また、奈良県立医大附属病院には安倍派会長代理の塩谷立、同事務総長の西村康稔、安倍内閣で首相秘書官、内閣情報官、国家安全保障局長を務めた北村滋、前内閣総理大臣の菅義偉らが入った。のちに北村は内閣官房参与の今井から事件の一報を受けて、同病院に急行したと明かしている。また、菅も参院選の応援演説のため沖縄県に向かう予定であったが、事件の一報を受けて演説の予定がなくなったため、同病院に急行したと明かしている。その後、同病院に内閣官房長官の松野が入った。
安倍の遺体は司法解剖に付された後、妻の昭恵とともに翌9日5時55分、奈良県立医大附属病院を出発した。遺体を乗せた車の前後に5台の関係車両がつき、そのうち1台には元防衛大臣の稲田朋美の姿もあった。同日13時35分、東京都渋谷区の私邸に到着。到着時には自民党政務調査会長の高市早苗と自民党総務会長の福田達夫、前国家安全保障局長の北村、警視総監の大石吉彦、外務審議官の鈴木浩、親交が深かったフジサンケイグループ会長の日枝久らが出迎え、その後、選挙応援の合間を縫う形で岸田のほか、元内閣総理大臣の森喜朗、小泉純一郎、衆議院議長の細田博之、参議院議長の山東昭子、元自民党幹事長の二階俊博、側近で経済産業大臣の萩生田、国土交通大臣の斉藤鉄夫（公明党所属）、東京都知事の小池百合子らが弔問に訪れた。
10日は、自民党幹事長の茂木敏充や、元衆議院議員の亀井静香、楽天グループ会長兼社長の三木谷浩史らが安倍の私邸を弔問した。また、駐日アメリカ大使のラーム・エマニュエルは家族や大使館関係者を連れて、弔問に訪れた。
15日は、奈良県警察本部長の鬼塚友章や刑事部捜査第一課長らが事件現場を訪れ、銃撃地点からおよそ90メートルほど離れた立体駐車場の壁に見つかった銃弾の痕跡を確認し、献花台で手を合わせた。
事件現場では、連日献花に訪れる参列者で長蛇の列を成した。事件後、市が設置した献花台は18日に撤去されたが、その後も献花が続き、奈良市は「お花とお供えなどは、故人へのお気持ちと共にお持ち帰りください」との張り紙を現場に掲示した。また、11日から15日にかけて、自民党本部でも追悼の献花と記帳を受け付けることとなり、自民党幹事長の茂木は19日の記者会見で、5日間で約18,000人が訪れたと述べた。さらに、同記者会見で茂木は、自民党本部にて、100を超える国や地域の要人の献花や記帳があったとしている。

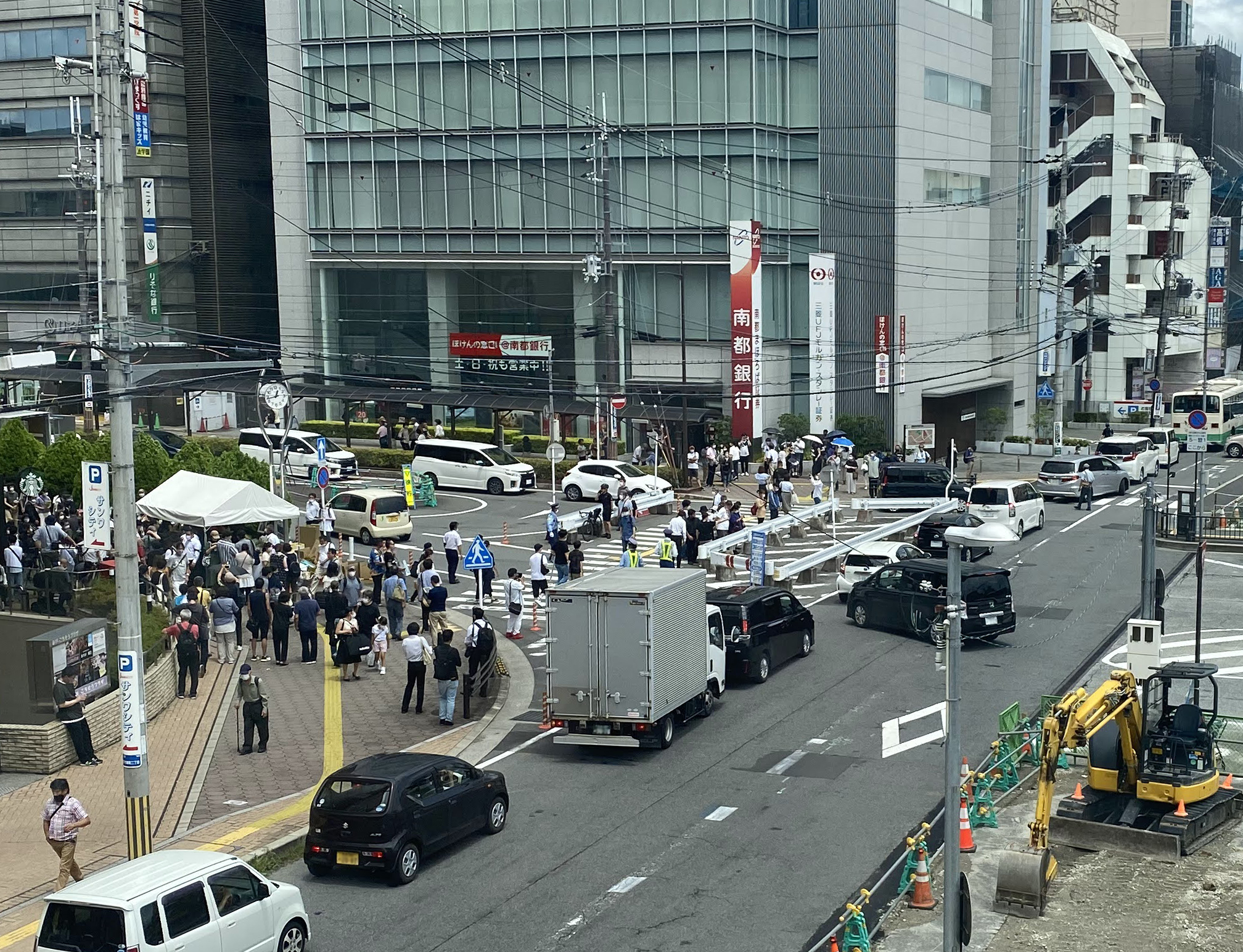
現場で弔意を示す人々と献花台（2022年7月10日）。
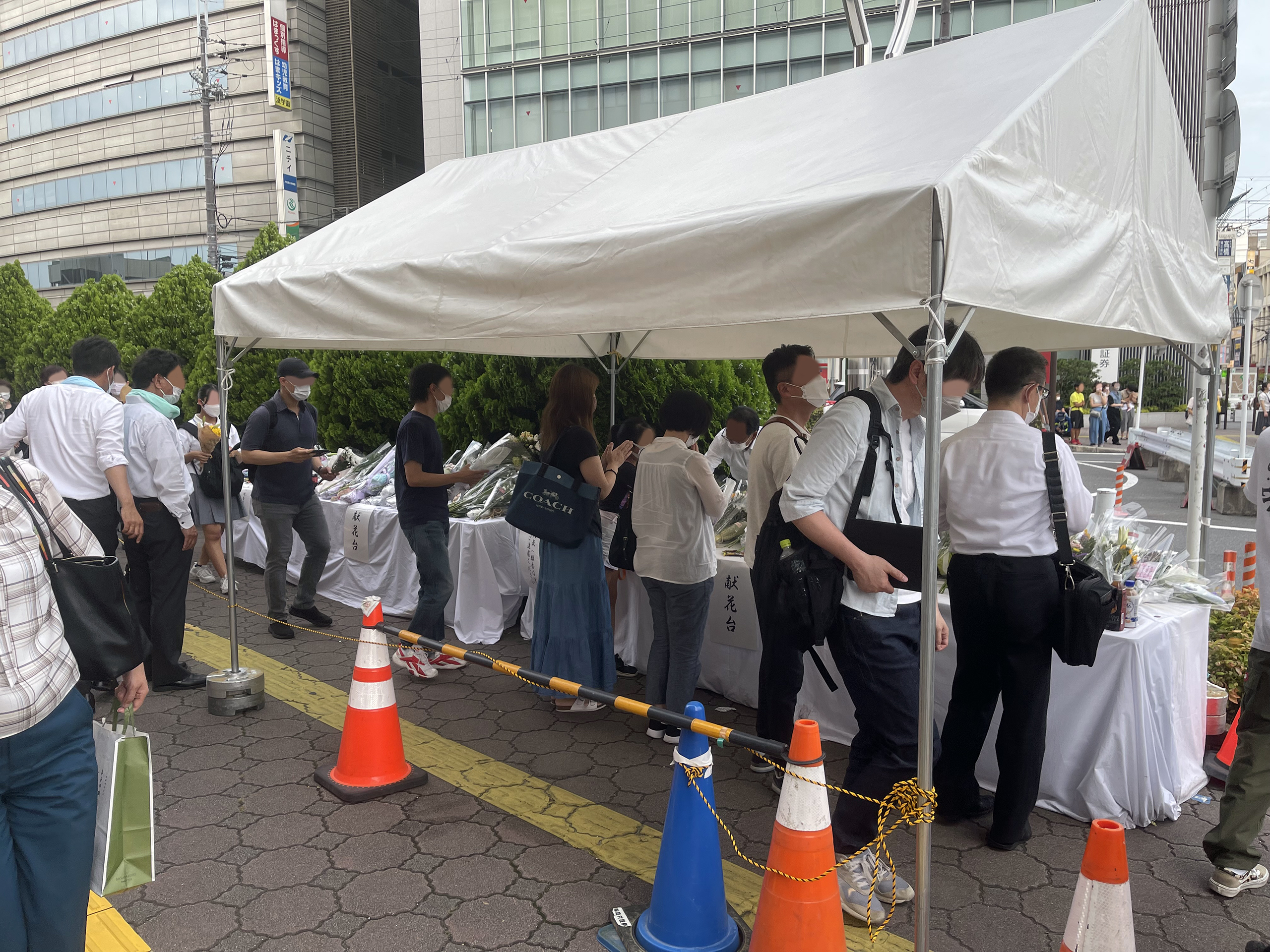
現場近くに設けられた献花台（2022年7月11日）。
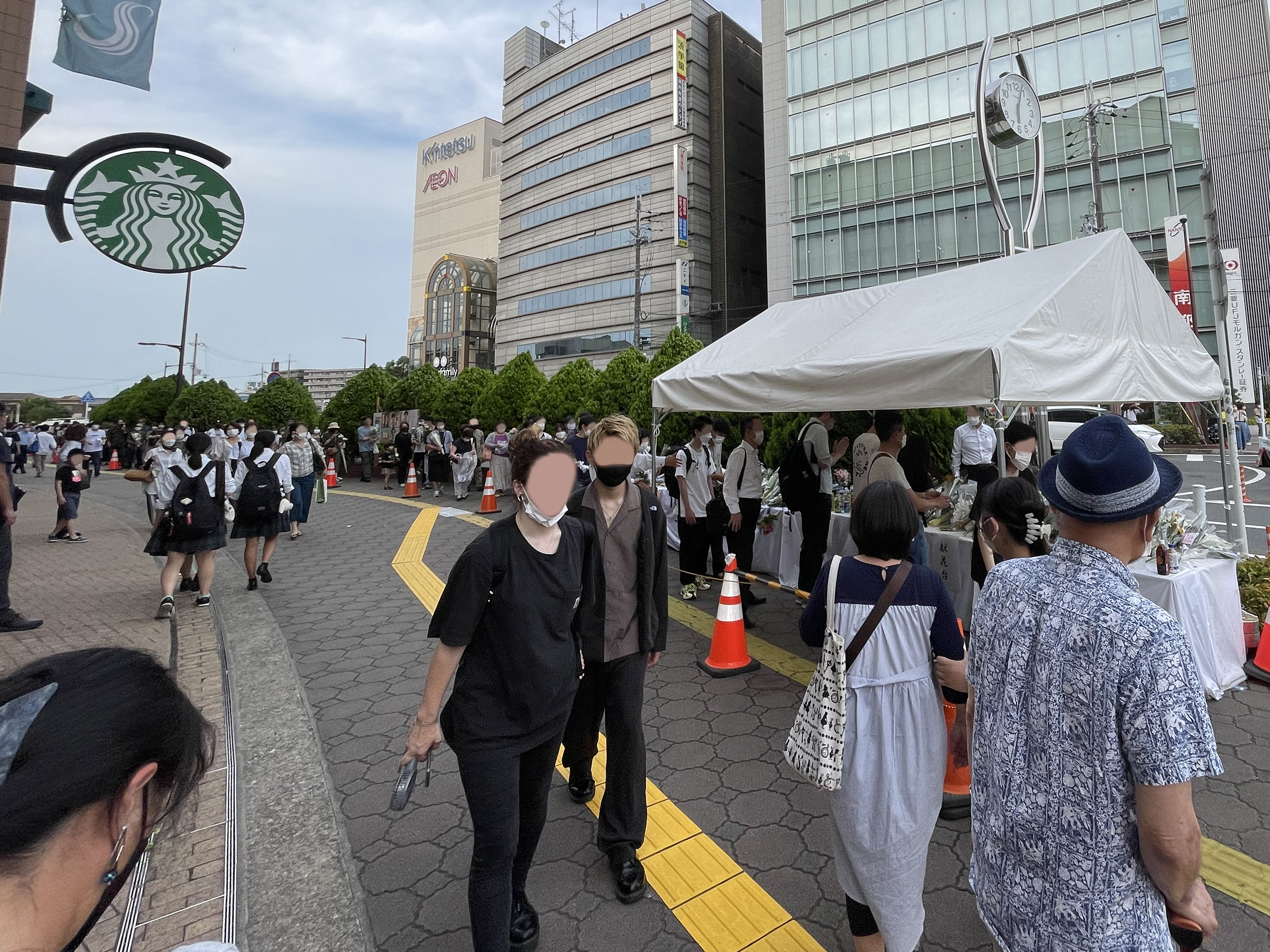
献花のために並ぶ長蛇の列（2022年7月11日）。
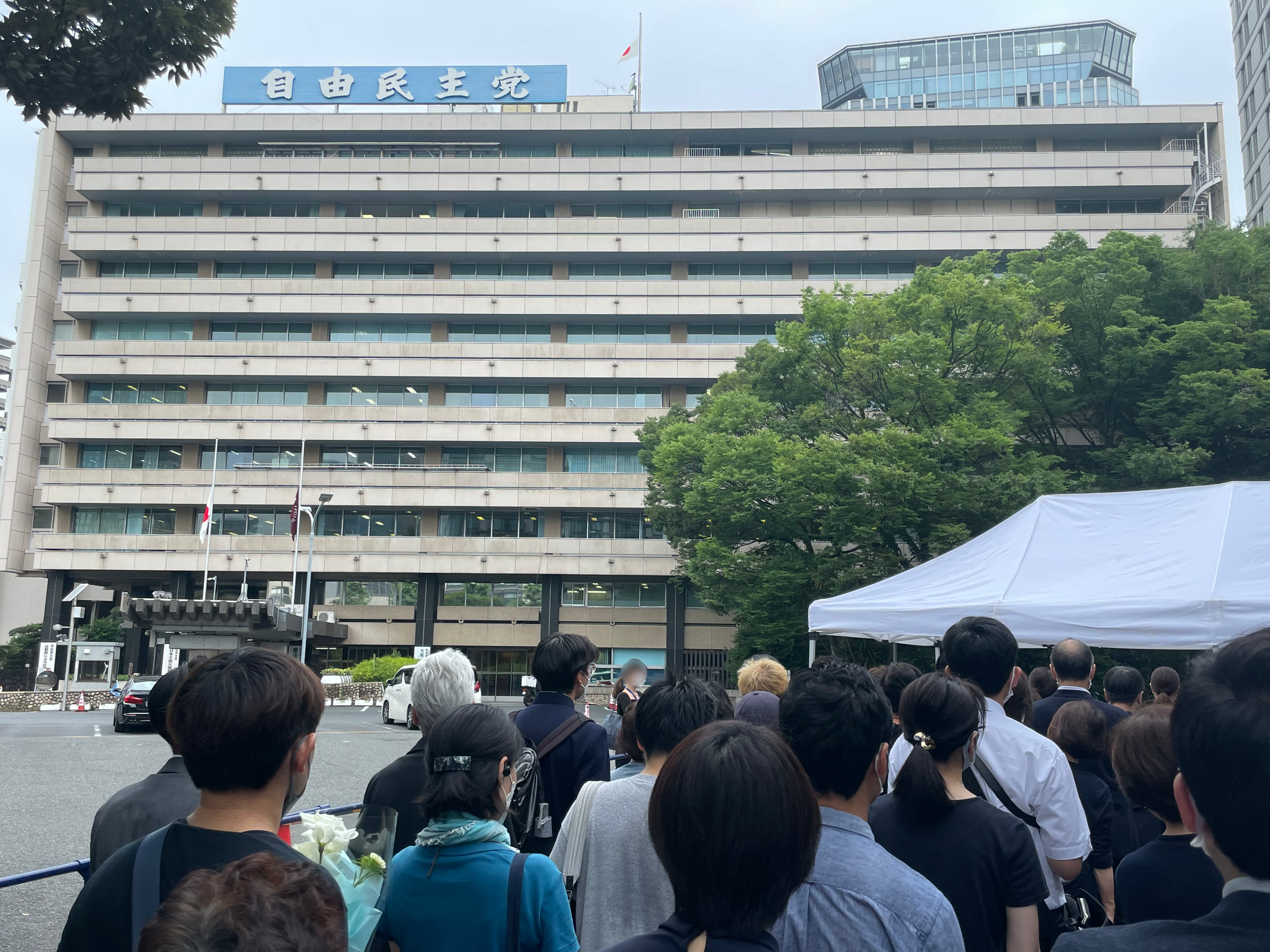
自民党本部にて特設で設置された献花・記帳台。半旗が掲揚されている（2022年7月12日）。
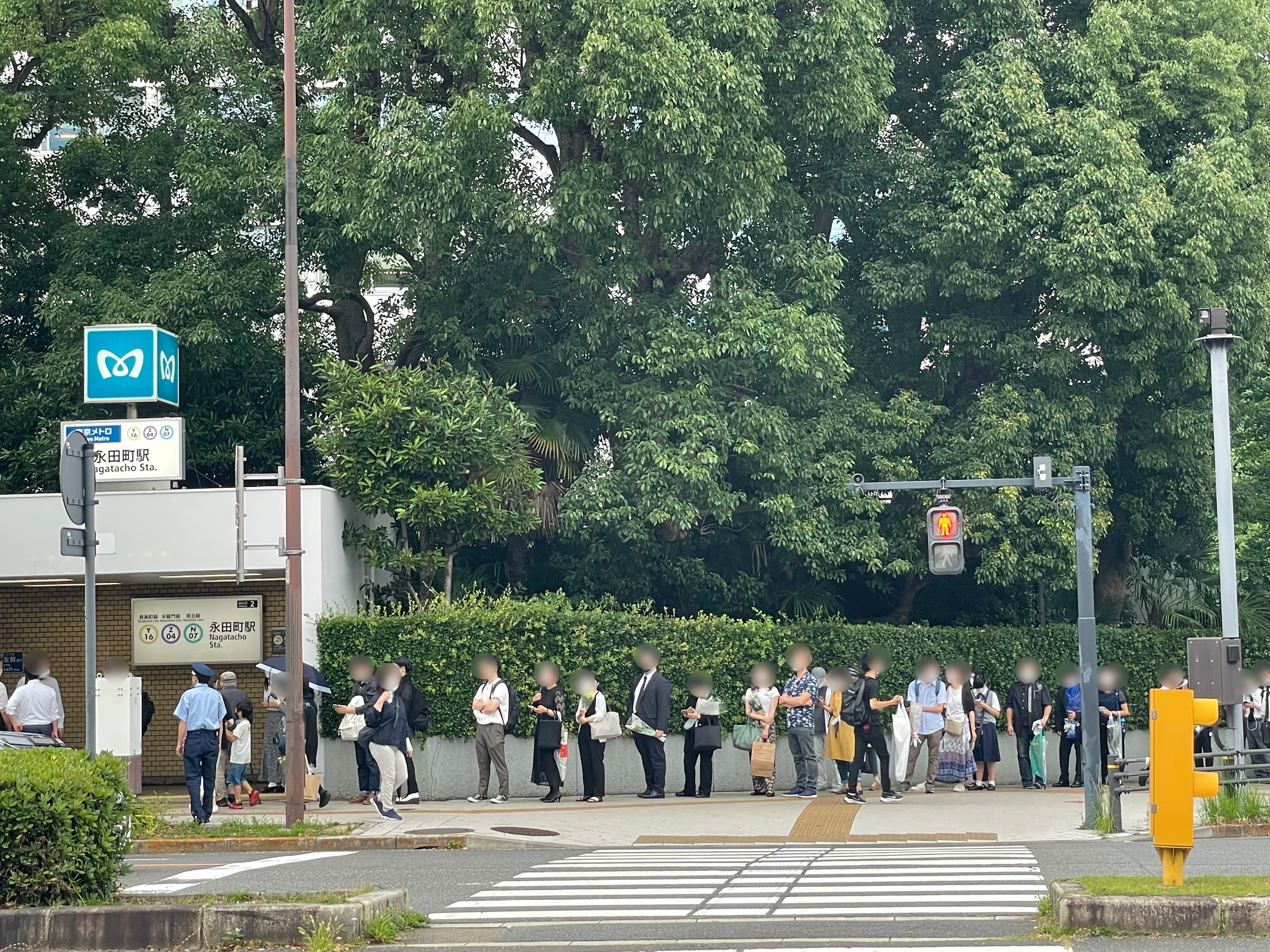
自民党本部での献花・記帳のために並ぶ長蛇の列（2022年7月12日、東京メトロ永田町駅前）。
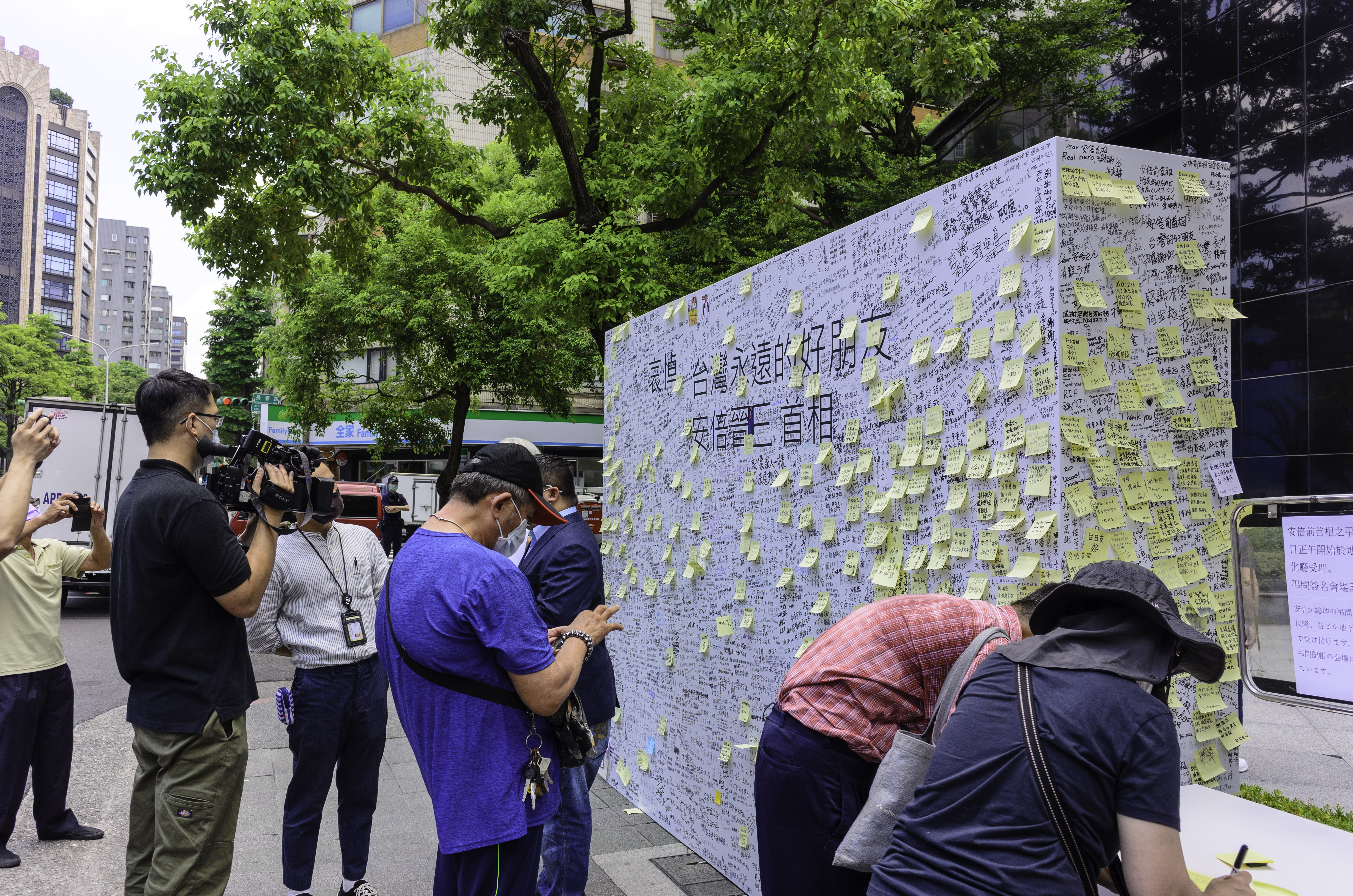
日本台湾交流協会台北事務所前のメッセージボード（2022年7月11日）。
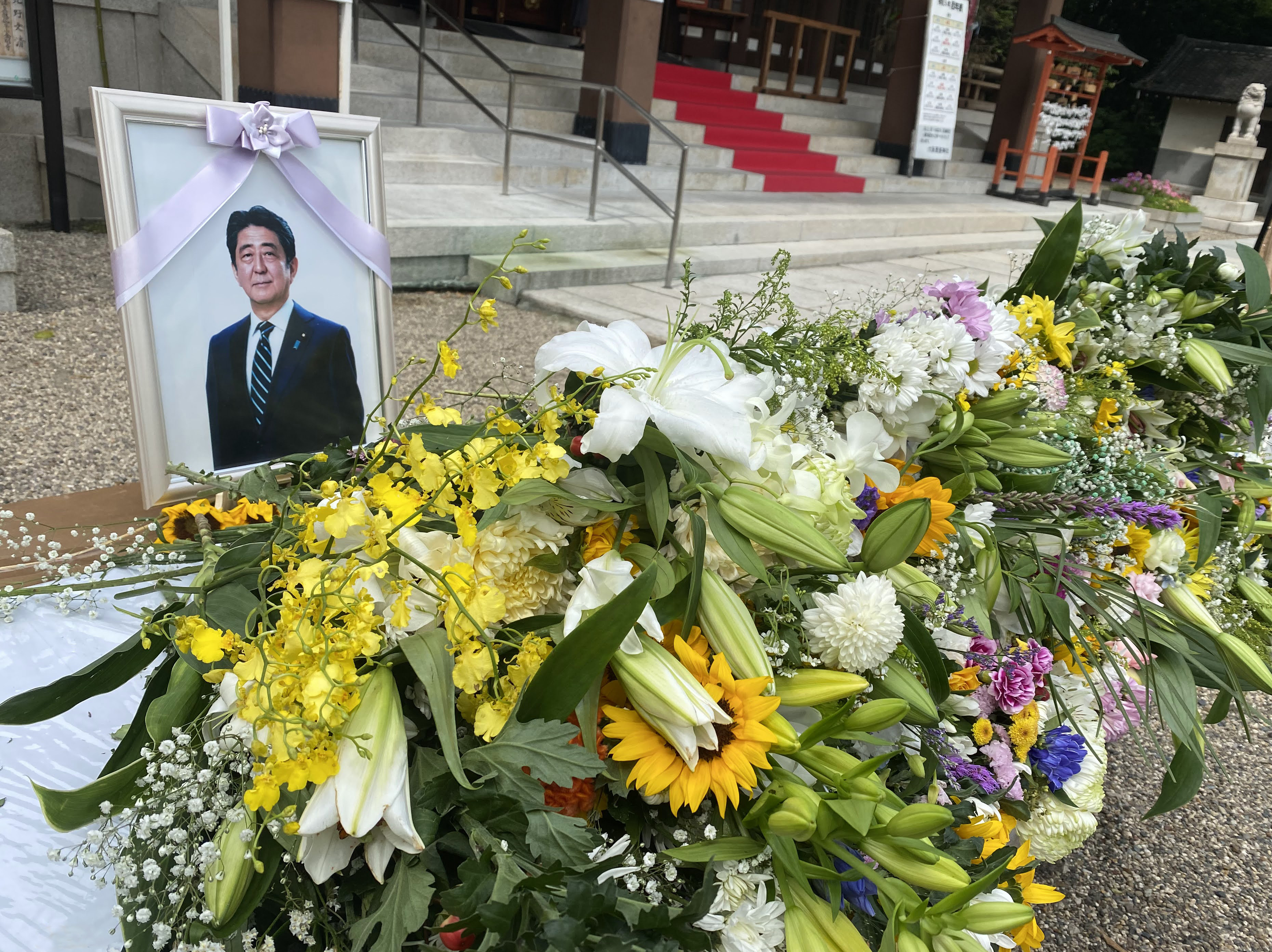
大阪護国神社に設置された献花台。
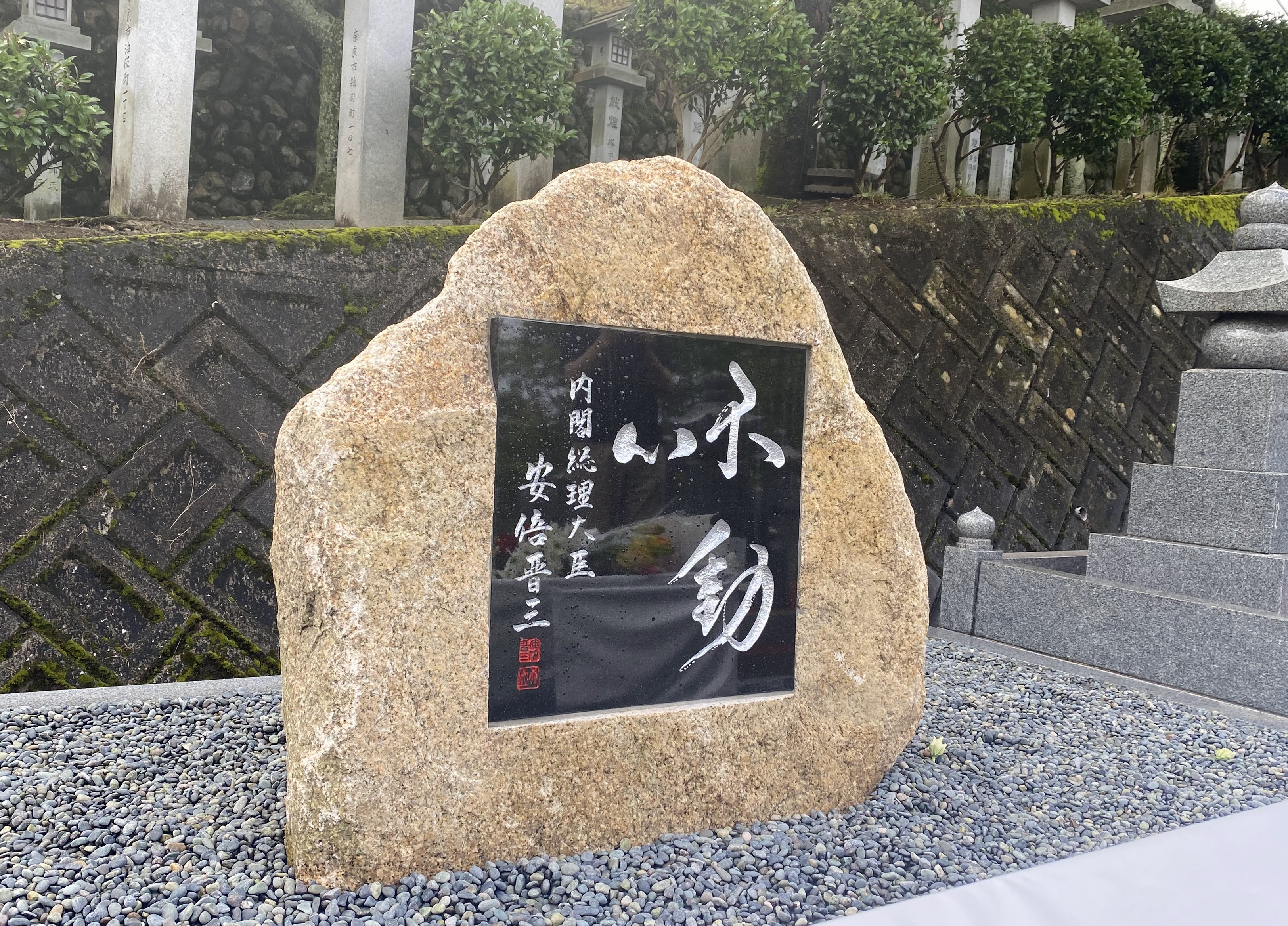
安倍元総理を慰霊する留魂碑
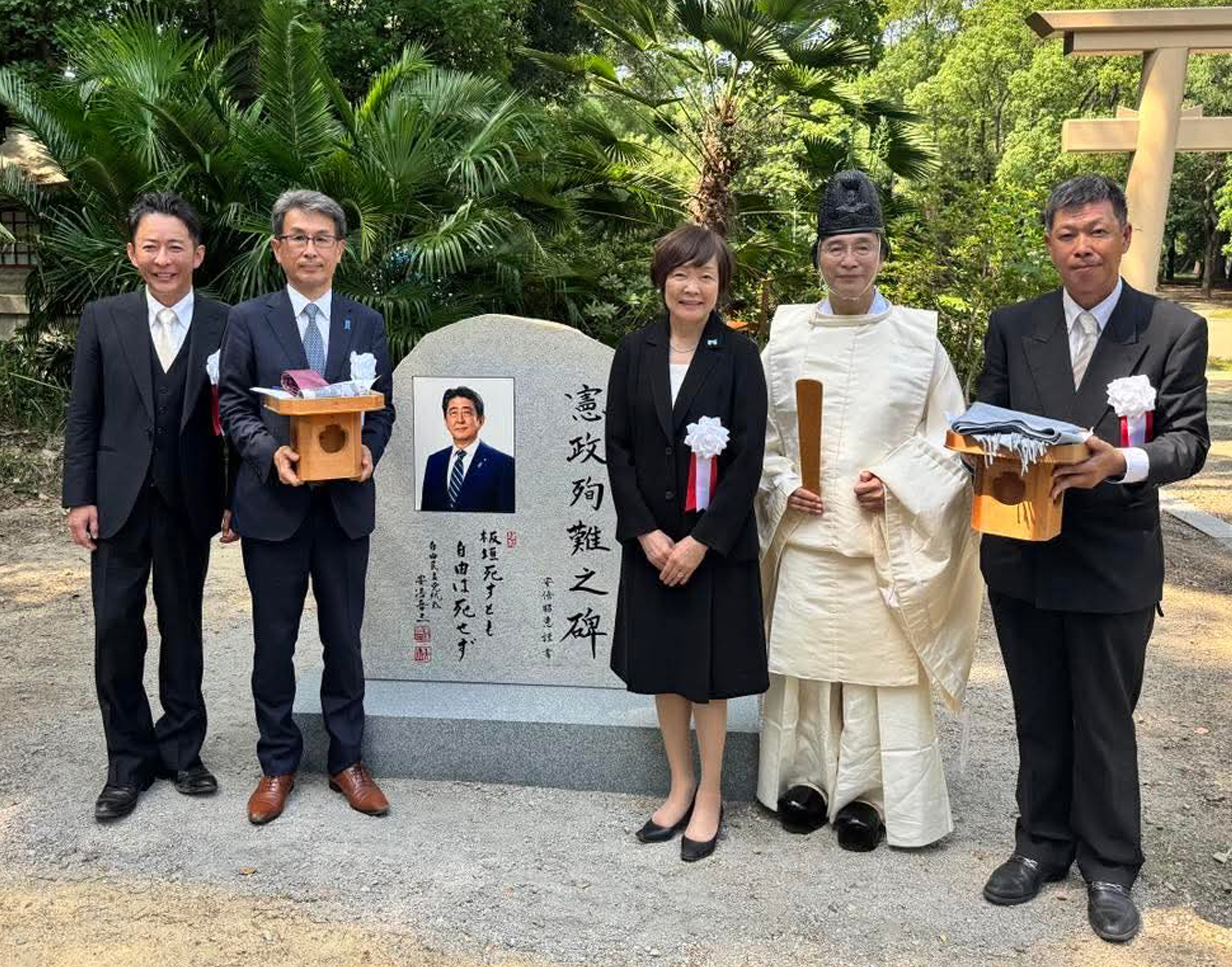
憲政殉難之碑建立除幕式（2025年7月6日）
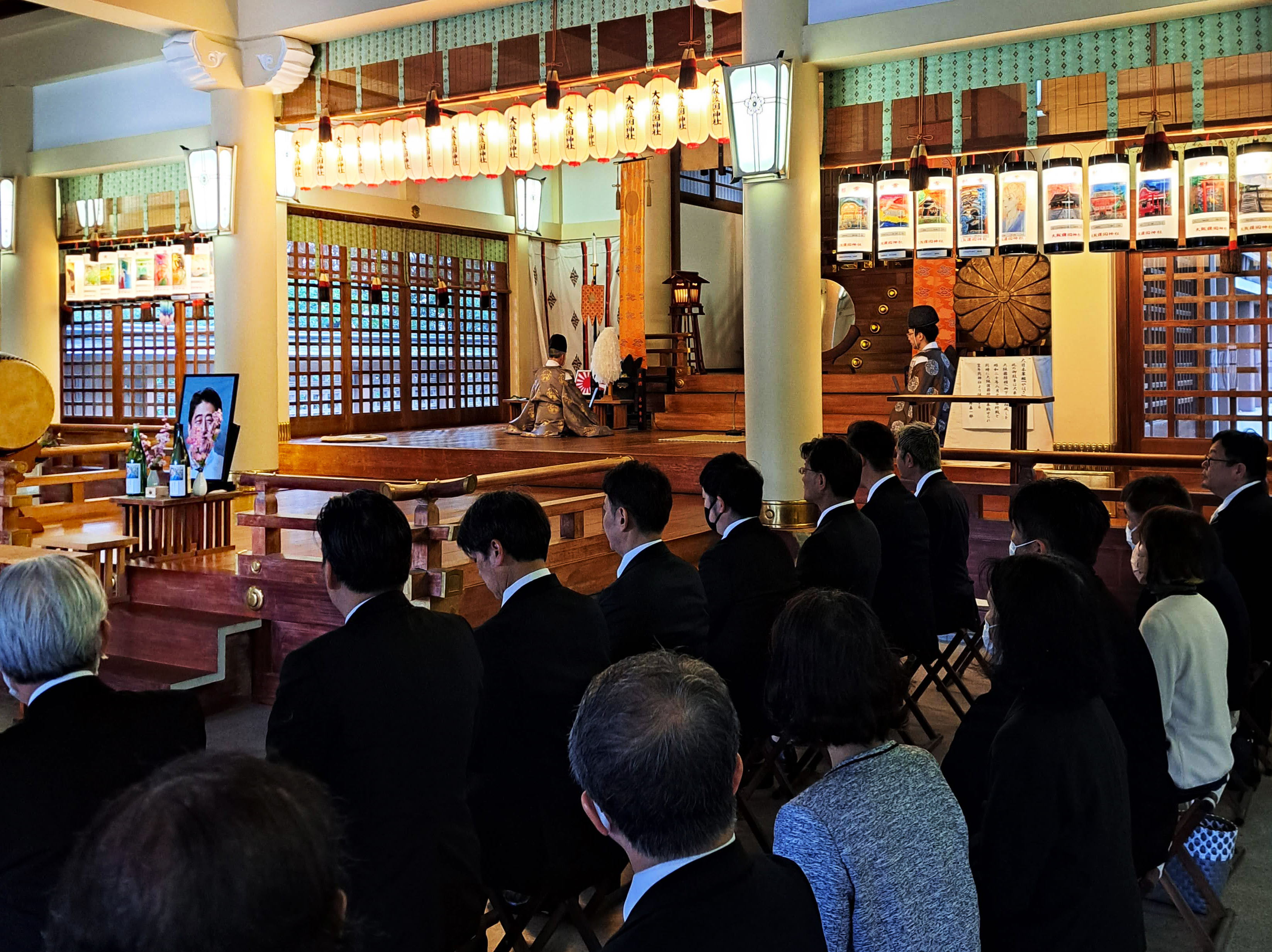
大阪護国神社における安倍晋三元総理慰霊祭（板垣会主催）

### 通夜・葬儀

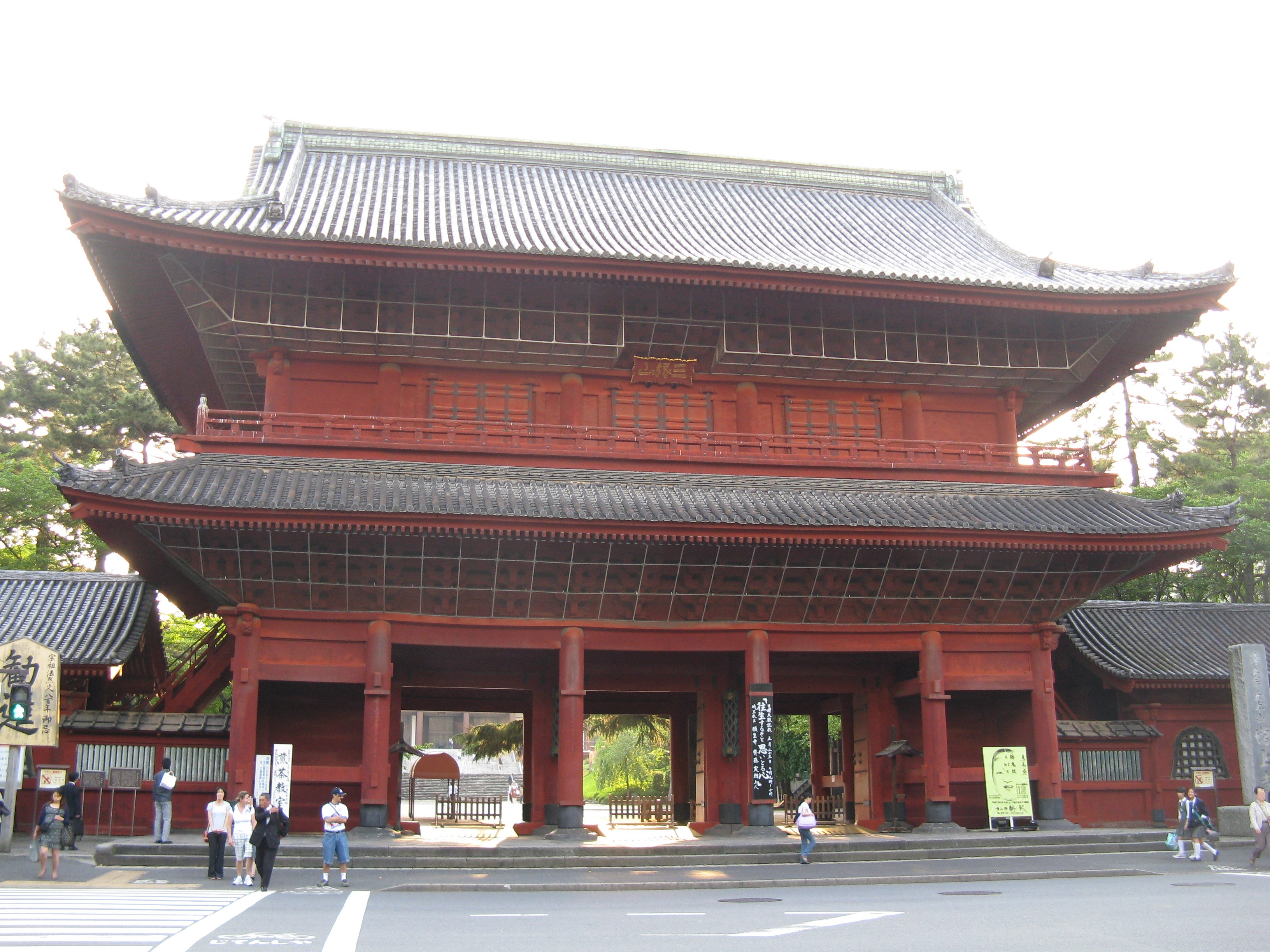
安倍の葬儀が行われた増上寺の三解脱門

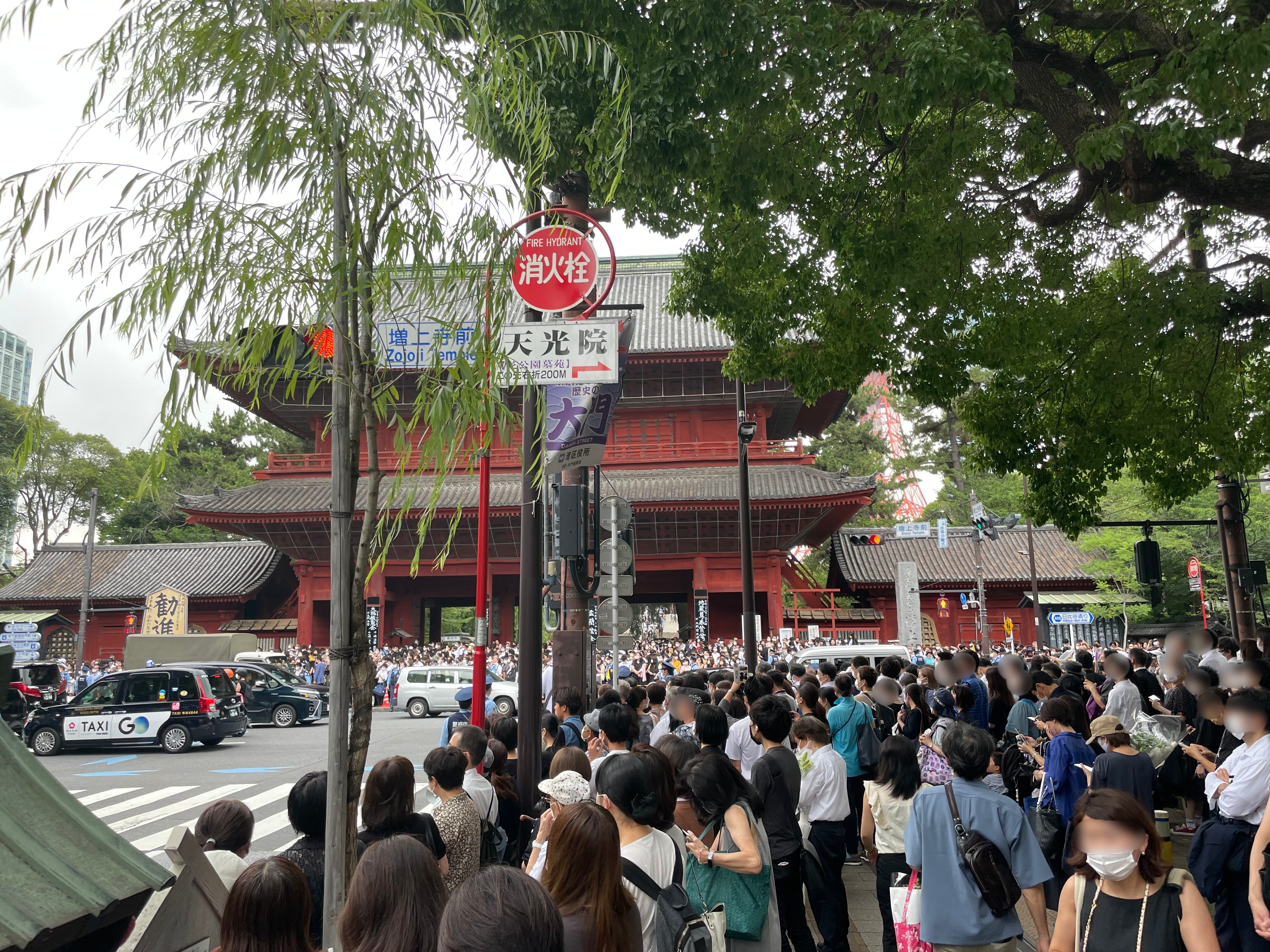
増上寺からの出棺を待つ人々（2022年7月12日）

11日、通夜が東京都港区の増上寺において関係者のみで執り行われた。喪主は妻の昭恵。天皇・皇后が香典にあたる祭粢料、御供物の品と花1対を賜い、名代として侍従が焼香した。また、岸田や前内閣総理大臣の菅、自民党副総裁の麻生太郎、駐日アメリカ大使のエマニュエル、アメリカ財務長官のジャネット・イエレン、日本銀行総裁の黒田東彦、立憲民主党代表の泉健太、国民民主党代表の玉木雄一郎、フジサンケイグループ代表の日枝、楽天グループ会長兼社長の三木谷、トヨタ自動車社長の豊田章男、セガサミーホールディングス会長の里見治ら、国会議員や各国大使、ゆかりのある経済人や文化人約2,500人が焼香に訪れた。
12日に葬儀・告別式が行われ、この日までに259の国や地域、機関から約1,700件の弔意のメッセージが届けられた。葬儀では自民党副総裁で、安倍内閣では副総理兼財務大臣や外務大臣などを務めた元内閣総理大臣の麻生が「友人代表」として弔辞を述べた。葬儀後に安倍の棺を載せた霊柩車が自民党本部、議員会館、首相官邸、国会議事堂を回り、岸田や自民党幹部をはじめとする国会議員、官邸職員など関係者のほか、沿道で多数の一般市民が見送り、桐ヶ谷斎場に到着し荼毘に付された。
後日、東京都内と出身地の山口県内でお別れの会が実施される予定であり、山口県知事の村岡嗣政が県や県議会、市長会などが主催する形で「県民葬」を実施する意向を表明し、後述の国葬後の10月15日に山口県下関市の海峡メッセ下関で「故安倍晋三先生県民葬儀」が執り行われ、約2000人が参列した。

### 国葬の実施決定
安倍が死去して以降、各国から弔問を希望する連絡が外務省へ相次ぎ、さらに自民党内や保守層から弔問希望を求める声が高まったことから、政府は14日、2022年秋に安倍の国葬を行う方針を固め、当日の岸田の記者会見にて発表した。岸田は記者会見に於いて安倍について「卓越したリーダーシップと実行力で首相の重責を担った」と説明した。また、国葬を以て安倍を遇する理由として、東日本大震災からの復興、経済再生、日米関係を基軸とした外交の3点を挙げ、「大きな実績を様々な分野で残した」と述べた。安倍は各国首脳ら国際社会から「極めて高い評価を受けている」とし、国葬を執り行うことにより「日本は暴力に屈せず民主主義を断固として守り抜くという決意を示す」とした。22日、政府は、国葬を日本武道館で同年9月27日に行うことを決定した。
同年9月27日、故安倍晋三国葬儀が実施された。葬儀委員長は岸田、友人代表は前内閣総理大臣の菅が務めた。内閣総理大臣経験者の国葬が行われるのは、1967年に死去した吉田茂以来となり、戦後2人目となった。
現場となった大和西大寺駅北口では、整備計画を一部修正して慰霊碑を設置する案もあったが、10月4日、奈良市長の仲川げんは臨時記者会見を開き、交通安全上の理由などから慰霊碑設置に慎重な意見が多いことから、慰霊碑を設置せず車道として整備し、近くに花壇を設ける方針である発表した。
2023年7月1日、自民党奈良県連（当時の会長は高市早苗）の国会議員らが中心となり、奈良市川上町の三笠靈苑に慰霊碑が建てられた。同年7月6日、「世界日報」は連載記事「安倍元首相暗殺から1年 闇の中の真相」の第4回を配信。慰霊碑設置を報じるとともに「奈良市が史上最長政権を担った元首相暗殺現場に何も残さないのは、極めて異常な措置である」と述べた。

## 検証

### 問題点

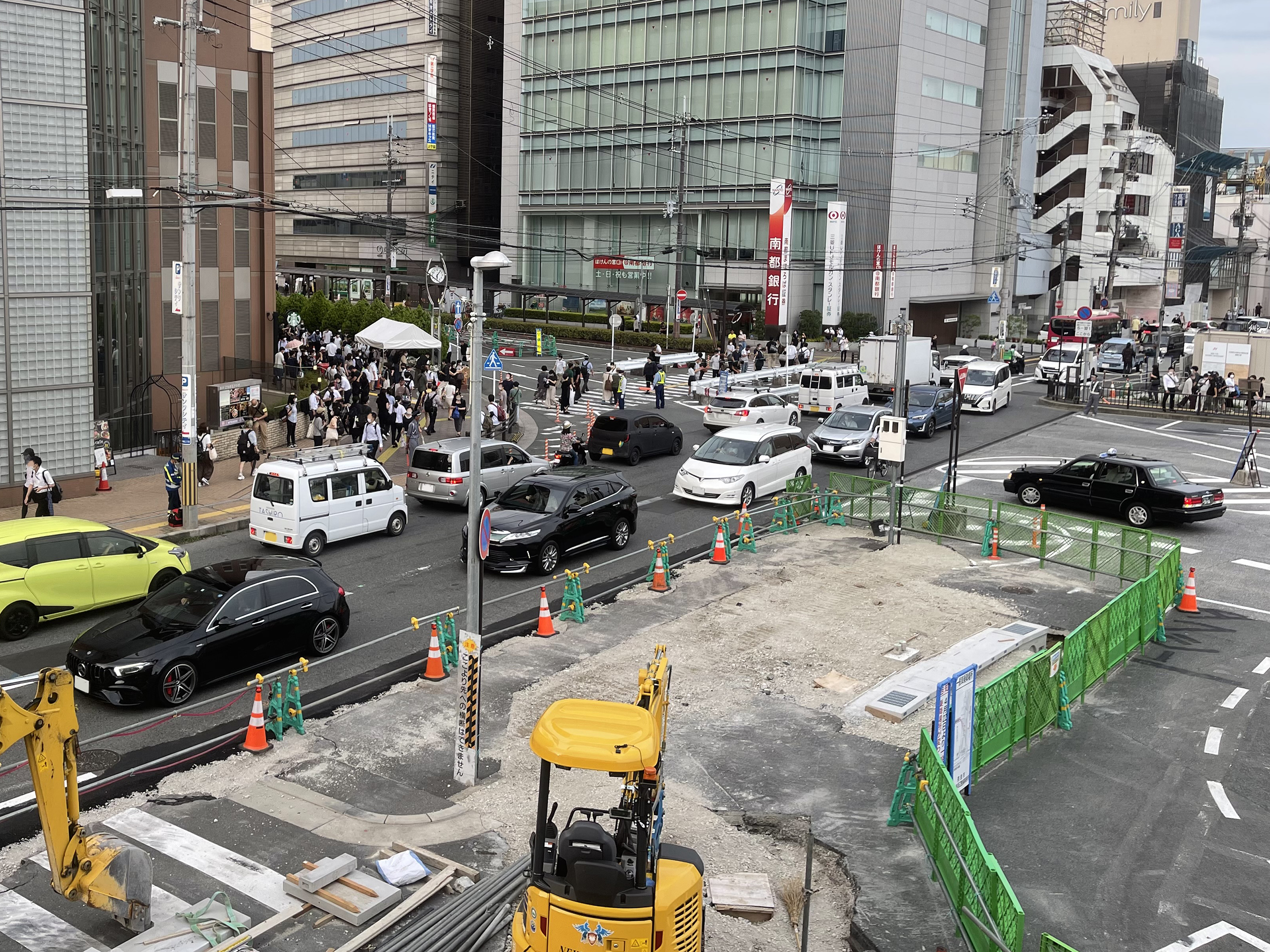
大和西大寺駅北口周辺は道路改良工事が頻繁に行われており、事件当日はバス・タクシーロータリーの工事中であった（2022年7月11日撮影）。

事件当日の演説は交差点中央のガードレールで囲まれたエリアで行われた。演説台のそばには、警視庁警備部警護課のSPを含む4人の警察官が配置されていた。本事件は「演説会場の選択」「当日の警察官の対応」の2つの側面で、それぞれに問題点があったことが指摘されている。
（1）演説会場の選択
- 近鉄大和西大寺駅北口のガードレールで囲まれた台形のゼブラゾーンは360度を見渡せる場所で、背後には県道104号谷田奈良線が通っていた。参院選公示後の2022年6月25日、自民党幹事長の茂木敏充はここで応援演説していた[66][73]。警察庁は8月25日にとめた事件検証の報告書で、安倍の警備計画は6月25日の警備計画を「安易に、かつ、形式的に踏襲」したものであると結論付けた[1]。
- 立憲民主党代表の泉健太が2022年4月に同じ場所で演説したいと申し出たとき、県警は「車や人通りが多く、後方の警備が難しい。泉代表の真後ろに警護員を立たせてほしい」「防弾マットや鉄板などで、選挙カーの手すり部分より下を覆うことはできないか」「銃撃され、地面に伏せた際、身を守れるような装備を準備してほしい」など細かく提案した[197]。このため、泉は少し離れた場所で演説を行わざるを得なかった[83]。日本維新の会は公示後、ゼブラゾーンから北約150メートルの路上で街頭演説を複数回行った。緊急時に使える車も用意された。公明党は、「選挙カーを近くに置けない」という理由で、南口で演説会を行った。日本共産党は、公示前の6月11日に党副委員長の市田忠義が同じ場所で演説したが、市の許可を得てガードレールを一部動かし、エリア内に選挙カーを入れて車上で行った。佐藤の陣営関係者は7月8日に関し、「警察から安全上の問題があるとは指摘されなかった」と取材に答えている[54]。
- 2022年7月22日、共同通信は「現場周辺の道路環境が今春の市の駅前整備工事で変わり、要人警護面での襲撃リスクが増していた」と報じた。車両や歩行者を360度警戒する必要性が生じていたと強調した。野党関係者は「あんなところで演説をさせたのが間違いだった」と述べた[198]。
- 2022年の参院選で、安倍は20都道府県で47回、応援演説に立った。そのほとんどが（A）選挙カーの上、（B）屋内会場、（C）後方に壁や車両がある場所、のいずれかで行われた[18][199]。例外は事件のあった大和西大寺駅北口と、山口県長門市の漁港（6月25日）の2か所のみであった。長門市の漁港での応援演説は後方に人の往来はなく、安倍の後ろに立って周囲を警戒する警護員がいたことから、日本経済新聞は「全47回の演説のうち、屋外の市街地で選挙カーを使わず、かつ背後の警備が手薄だったのは今回だけ。『たった1回』の警備態勢の明らかな不備を、安倍氏をつけ回していた容疑者に狙われた」と調査記事の中でまとめた[18]。

| 特徴                 | 回数 | 都道府県 |
| -------------------- | ---- | --- |
| 選挙カーの上         | 24回 | 東京都（4）、大分県（3）、大阪府（2）、新潟県（2）、千葉県（2）、兵庫県（2）、石川県（2）、 埼玉県（1）、福岡県（1）、愛知県（1）、三重県（1）、北海道（1）、宮城県（1）、神奈川県（1） |
| 屋内会場             | 12回 | 東京都（3）、兵庫県（2）、三重県（2）、山口県（1）、福井県（1）、大分県（1）、北海道（1）、岡山県（1）                                                                                  |
| 後方に壁や車両がある | 9回  | 福島県（3）、奈良県（2）、愛媛県（2）、宮城県（1）、神奈川県（1） |
| その他               | 2回  | 奈良県奈良市（1）、山口県長門市（1） |
（2）当日の警察官の対応
- 安倍の背後は、事実上「がら空き」の状態になっていた。ロナルド・レーガン米大統領（当時）などの国賓警備警護、サミット警備などに従事した元警視庁警備部特殊部隊員（SAT）の伊藤鋼一は「背後を警備していないのはあり得ない」「現場に警備本部が見当たらないが、安倍元首相は警察庁指定の警護対象者で、本来ならそんなことはあり得ない。背広姿の警護員しかおらず、制服警察官の姿が見えなかったことにも非常な違和感を覚えた」「非常に警備としてはやりづらい場所で、（複数の）道路がある。道路の規制さえすれば、警備現場は掌握しやすくなるが、道路も人通りも一切規制していない。容疑者のいた周辺などに、制服警察官を配置するのが通常の形である」「極左暴力集団、極右、右翼的な民族主義者などが来る可能性を想定し、普通であれば制服警察官だけでなく、公安刑事がところどころで警戒している。被疑者とみられる男がバッグを持って観衆とは違う不自然な形で行動をしているので、刑事による尾行や職務質問、排除をやるべきだった」「警視庁であれば必ず銃器は想定する。やはり狙撃されるおそれもあるので、高所にも必ず警察官を配置し、人の流れを見るだけではなくて、窓やいろんな屋上などの周囲をすごく警戒する。それくらい警備を万全にする」「前段警備は必ず本来はやる。なぜやるかというと、安倍元総理というのは本当に絶大なる人気のある方であり、多くの聴衆が来る。そうすると、無差別的な犯罪や直接的な行動を起こす人もいるかもわからない。そういう前段警備の中で、いろんなところに爆弾がないかとか、不審な行動をしている人がいるのであれば、所持品などを確認するための職務質問を必ず行う。今回はそういうものがなかったと考えられる」などと指摘[100][200]。

- 男が車道に進み出て、安倍の約7メートル後ろで立ち止まり、最初の発砲をするまでに「9.1秒」の時間があった[24]。その9.1秒の間、警察官らが男の動きに気づかなかったことが問題視された。TBSは「悲劇を防げた『空白の5秒間[注 14]』」と報じた[100]。元警視総監の米村敏朗は「ほかの人とは明らかに異なる動きをしながら歩いて向かってくる時点で不審者と見込まれるため、警察官がすぐに制止する必要があった」と指摘した[201]。

- 2022年7月8日、毎日新聞は「6月24日には北九州市小倉北区のJR小倉駅前にも、自民候補の応援で訪れていた。駅前には約2000人の聴衆が集まったが、警護のため遊説車と聴衆の前に鉄柵を設けて聴衆との距離を確保したほか、銃撃を想定して遊説車内にも防弾用の装備が準備されていた」と指摘した[202]。

- 演説台のそばに配置された4人の警察官のうち、3人はガードレールの内側におり、1人はガードレールの南東の外側で後方を警戒していた[89]。ガードレール内にいた警察官は、安倍が演説を始める直前、後方の警戒を担当していた警察官に、ガードレールの中に入って前方の警戒を主に行うよう指示。当該警察官は指示どおりにガードレールの内側に入った。他の場所にいた統括役の警察官には、この変更は無線で伝えられなかった。そして後方を警戒する警察官がいなくなった[94][89]。

- ガードレールの内側に入った後方担当の警官は、前方を見るとともに、道路を通り過ぎる自転車などを注視していた[203]。11時30分43秒頃、自転車に乗った男性が車道を東進し、ゼブラゾーンに到着。同52秒頃、台車を押す男性が車道を東進し、ゼブラゾーンに到達。警官はこの男性2人の姿に気を取られ、目で追っていた。その隙をぬって男は車道を渡り、11時31分6秒頃、安倍に向けて1発目を発射した[1][96][97]。

- ジャーナリストの麻生幾は、警察庁が各都道府県警察に「身辺警護員の警護体形の基本」として指導している五人体形が、事件当日は守られていなかったことを明かした。事件後、現役の警護員は安倍の首相秘書官を務めた一人に対し、「マニュアルの警護体形の基本で指示されているのは、警護対象者の右手前方に五番員とよぶ身辺警護員1名、真横の左右に二番員と三番員の2名、後方の左手と右手に身辺警護の長である四番員と一番員の2名を配置すること。それで左右前後の防衛力が効果的に発揮される」と明かした[204]。

- 現場には制服警察官は配置されなかった。警察庁は、仮に雑踏警備などで制服警察官が投入されていれば、男の接近の阻止や犯行の抑止につながった可能性があると述べた[91]。

- 最初の発砲から2発目までの「2.7秒」の間に[1]、身をていして安倍の被弾を防ぐ警察官の姿が確認できない[205]。外国の日本大使館での警護を担当した元警視庁公安部の松丸俊彦は「警護対象者に覆いかぶさるか、タックルで寝転がして、標的を小さくする対処方法は要人警護の基本であるが、この基本が守られていない」「安倍元首相を寝転がしていれば、被弾したとしても、致命傷にはならなかったと思う」とコメントした[206]。警視庁のSP関係者は「警視庁は年に数回、公開訓練を行うが、基本中の基本である『大きな音がしたときに警護対象者に近づき、対象者の楯になるようガードする』訓練の模様は、動画でも公開されている」「都道府県警で要人警護を担当する警察官は、警視庁警護課で1年研修することになっており、基本を学んでいないとは考えにくい。なぜ今回のような事態になったのか理解できない」とコメントした[207]。中東や南西アジアで外交官らの警護を担当したアメリカ人の警備コンサルタントは銃撃の映像を見て「（2発目までの）反応が少し遅いように見える」とコメントした[208]。

- ガードレール内にいた4人の警察官はいずれも、1発目の発砲音について「花火やタイヤの破裂音だと思った」と証言し、銃声と認識することができなかった。複数のメディアから分析の依頼を受けた銃器研究者は音を可視化したグラフなども用いて、「手製銃の方を目視していない状況では、この音を聞いても銃声とは思わないと思う」と述べた[197]。一方、1発目が銃声であると認識していなかったにもかかわらず、警視庁警備部警護課のSPは防護板を展開しながら銃口との間に割り込んだが、安倍が左後方へ振り返ったことから2発目の銃弾が命中して致命傷となった[1]。その当時の状況について、警視庁警備部警護課のSPは事件後の取材に対して「自分の体を盾にしようと思った」と話している[209]。

### 当局幹部の対応・発言

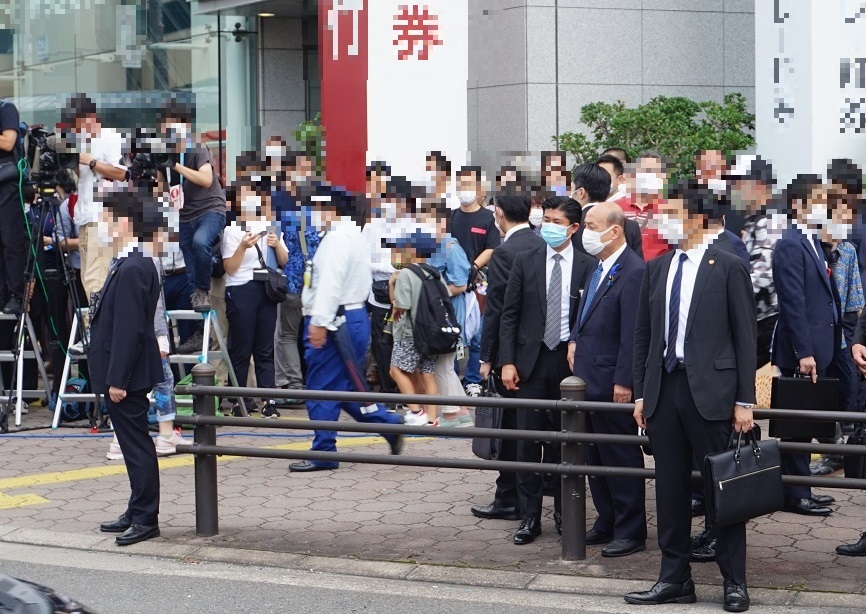
鬼塚友章奈良県警察本部長から事件当時の警護警備の状況等の説明を受ける二之湯智国家公安委員会委員長（2022年7月17日）

7月9日夕方、奈良県警察本部長の鬼塚友章は会見し「警護、警備に問題があったことは否定できない。本部長として痛恨の極みで、27年余の警察官人生で最大の悔恨だ」と謝罪した。安倍の警護計画書については自らが事件当日に承認したと説明し、「警護の態勢か配置状況なのか、個々の警護員の能力なのか、さまざまな問題点を早急に確認し、対策の見直しをはかっていく必要がある」と述べ、警察庁と連携して検証する考えを明らかにした。
同月11日、内閣官房長官の松野博一は「重大な結果を招いたことについて政府として大変重く受け止めている」との見方を示し、「警察庁からは、地元の警察の現場での対応のみならず、全国の警察を指導する立場にある警察庁の関与のあり方も含め、今回の警護、警備に問題があったとの報告を受けている」と述べた。
同月12日、警察庁長官の中村格は会見で「警察としての責任を果たせなかったことを極めて重く受け止めている」とした上で、「警察庁の関与のあり方にも問題があった。長官として慚愧（ざんき）に堪えない。責任は誠に重いと考えている」と述べ、警護体制の責任を認める発言をした。
同日、国家公安委員会委員長の二之湯智は会見で「警護警備に責任を有する警察を主管する大臣として非常に重く受け止めている」とした上で、警護警備に関する検証・見直しのための委員会を立ち上げるように指示したことを明らかにした。二之湯の指示を受けて、警察庁は同日、警察庁次長の露木康浩をトップとする警護警備に関する検証・見直しチームを立ち上げ、奈良県警や警視庁警護課の関係者から聞き取り調査を行い、現場の警護警備の体制や配置のほか、都道府県警察の警護計画などに対する警察庁の関与の在り方についても問題点の洗い出しを進め、8月中に警備上支障のない範囲で検証結果を公表するとした。
同月14日、内閣総理大臣の岸田文雄は会見で、本事件について「率直に言って、警備体制に問題があったと考えている」と述べ、警察当局に対し、「世界各国の要人警護の在り方などとも照らしながら、全面的に点検し、正すべきことは早急に正してもらいたい」と求めた。同日、警察庁の警護警備検証チームを奈良県警に派遣し、現地入りした警備局警備企画課長らが奈良県警本部長の鬼塚をはじめ、警護計画の策定に係わった警察官や現場で警護に当たった警察官から当時の状況について聞き取り調査を行った。聴取では、背後の警戒を含めた具体的な配置、役割分担、認識など実際の現場状況について確認したほか、聴取内容と事件当日に聴衆が撮影した映像や防犯カメラを照らし合わせるなど事実関係の把握を進めた。
同月18日、警護・警備に関する警察庁の検証チーム長を務める露木が事件現場を確認し、「360度開かれ、警護上は難しい現場だが、我々は与えられた条件で警護するのが仕事だ。そういったことを踏まえ、今後の警護のあり方も考えていきたい」と述べた。
事件発生から49日後の8月25日、警察庁は、警護計画の不十分な対応や現場の警護員間の意思疎通の不徹底など複合的要因があったとする検証結果を発表した。これを受けて同日、警察庁長官の中村が辞意を表明した。警察庁長官が個別の事件で引責辞任することは極めて異例のことで、過去にほぼ例がなく、銃撃によって首相経験者が死亡するという重大な結果を重く見たものとみられる。また奈良県警は本部長の鬼塚に減給3か月、警備部長に減給1か月、警備部参事官と現場指揮官だった警備部警備課長を減給1か月、ほかの2人を戒告としたほか、管轄の奈良西警察署長と同署警備課長ら3人を本部長訓戒、本部長注意の懲戒処分を課すと発表したが、同日、鬼塚並びに警備部長、警備部参事官も辞意を表明した。8月26日、中村と櫻澤健一警備局長の辞任は閣議で了承された。
本事件の検証結果を踏まえて、警察庁では『警護要則』の改正に踏み切り、これまで「都道府県任せ」（同庁幹部）だった要人警護を国主導に転換することとした。具体的には警察庁が「警護対象者・場所・聴衆の規模」などの情報について収集・分析を行い、「警護計画の基準」に従って各都道府県警が警護計画を作成し、警察庁が事前審査を行うことで国の関与を強化する。ドローンや3D技術、AIによる異常行動検知システム、警護対象者の周囲に設置する防弾壁や防弾衝立、防弾ブランケット、防弾シェルターなど銃撃から警護対象者を守るための装備資機材を新たに導入するほか、交通規制のための制服警察官の配置、警察庁主導で銃器や突発事案に対処する高度な訓練を充実させることで警護の高度化を図る方針を固めた。本事件のように特定のテロ組織に属さない個人がインターネット上で銃器や爆発物の製造に関する情報を容易に入手できたという問題点を踏まえて、警察庁ではローンウルフを「新たな脅威」と位置づけ、銃器対策やネット上の情報収集を強化する方針も固めた。
12月28日、本事件を受けて、奈良県警は警備部警備課内に警察庁との連絡調整を専門に行う「警衛警護室」を新設する方針を固めた。警察庁が「後方警戒の空白」を事件発生の主な原因とする検証結果を公表したことを踏まえ、県警は要人警護に十分な人員を割く必要性と警護計画の策定に警察庁が強く関与するようになったことから、警衛警護室を新設する組織改編を行うことで警察庁との緊密な連携を図ることとした。また、実践的な警護能力を養うために警視庁警護課への派遣なども行っていく方針を固めた。
2023年1月8日、本事件を受け、警察庁は要人襲撃の予兆となり得るインターネット上の投稿などを収集・分析し、警護現場に活用するためのサイバーパトロールを開始した。従来のサイバーパトロールは違法薬物の売買や児童ポルノなどの摘発が目的であり、要人襲撃に特化した情報収集は行っていなかったが、本事件前に男が「安倍政権に何があってもオレの知った事ではない」などのツイートを投稿していた実態を踏まえ、警察庁はサイバーパトロールを活用することで、要人への不満などを執拗に投稿する人物への情報収集を全国の警察に指示した。情報は警察庁に報告され、同庁が危険度を分析した上で、必要に応じて警護員の増員などを指示する。
1月26日、本事件等を受け、警察庁はインターネット上の違法・有害情報の通報受付やサイト管理者らへの削除依頼の対象として、3月から「爆発物・銃器の製造」「殺人」などを追加し、監視体制を強化する方針を明らかにした。SNSの投稿を分析する人工知能の導入も検討する。
2月16日、一連の捜査が終結したことを受け、警察庁長官の露木康浩は、本事件のようなローンオフェンダーへの対策としてインターネット上の公開情報の収集も含めた情報収集活動の強化と、銃の製造方法などを教える有害情報の削除依頼などの取り組みを強化する考えを示した。
7月3日、警察庁は、本事件のようなローンオフェンダーへの対策として交通違反や警察窓口への相談などで把握した危険度の高い人物の情報を公安部門に集約する方針を固めた。刑事、生活安全、地域などの部門が把握する危険性のある人物の情報を公安部門に一元化し、分析した上で対策を講じる。これまでは警察窓口への相談や交番単位で、世間に強い不満を持つ個人を把握することがあったが、部門間での共有が行われていなかった。銃撃事件前から、警察庁は爆発物の原料となる化学物質を大量購入する不審な人物がいた際、販売事業者に通報を求めてきたが、爆薬の原料が含まれる肥料などは購入に正当な目的があるか店頭では見極めが困難なことから、その効果は限定的だった。そうした中で、ローンオフェンダーによる手製銃や手製爆弾を使用した事件が発生したことから、警察庁は部門による特定の組織を対象とした情報収集や完成銃の対策だけでは警戒の空白が生まれると判断した。事件後に17道県警察で専門の警衛警護室が発足し、警護員は全都道府県警察で増員されたほか、警察庁職員を米国など海外の警護機関に派遣し訓練視察結果を参考に新たな形の訓練も始めた。また、警察庁は与野党に対して演説会場を原則として屋内にすることや屋外の場合は聴衆との距離を設けること、手荷物検査や金属探知検査の実施などを要請している。

## 捜査

### 犯人X
実行犯の男Xは事件当時41歳で、奈良市大宮町の集合住宅に住んでいた。
Xは1980年（昭和55年）9月10日、京都大学工学部出身の父と地元の公立大を卒業した母との間に三重県で生まれ、母親の実家は建設会社を営む裕福な家庭だった。Xには兄と妹がいた。
Xが4歳だった1984年（昭和59年）12月に、建設会社の役員を務めていたXの父が当時住んでいた大阪府東大阪市でマンションから飛び降り自殺し、その後一家は母親の実家がある奈良市内へ転居した。1985年（昭和60年）には母親がその建設会社の取締役に就任している。また、Xの父親が自殺した1984年から2020年（令和2年）頃までは、伯父がXの家族の支援をしていた。
Xの同級生によれば、小中学校時代の成績は優秀で、奈良県内有数の進学校である県立郡山高校に進学した。中学時代はバスケットボール部の主力メンバーで、高校では応援部に所属していた。Xは高校2年生から3年生に進級した時期である1998年（平成10年）春、阪神甲子園球場で開催された第70回選抜高校野球大会に出場した郡山高校の応援団の一員として同校野球部（準々決勝で松坂大輔を擁した横浜高校に敗退、ベスト8）を応援しており、「団長」というあだ名で呼ばれていた。
Xの伯父によれば、Xの父の自殺と同時期にXの兄が小児がんを患っており、こうしたことが起因し、Xの母親は世界基督教統一神霊協会（旧統一教会、現在の世界平和統一家庭連合〈略称「家庭連合」〉。以下、旧統一教会）に入信した。伯父によれば母親は弟を交通事故で亡くしており、1982年（昭和57年）頃に母親の実母が亡くなったことにもショックを受けていたという。
Xの母親の入信時期は、Xの伯父が母親本人から聞いた話として、1991年（平成3年）だとしている。一方、旧統一教会側の発表によれば、1998年（平成10年）頃に正会員となったとされる。食い違いの理由として、旧統一教会はスポーツニッポンの取材に対し、「入会の記録は、入会願書が受理されたタイミング。基本的には、ご紹介者を契機とした関係の構築や企画への参加というプロセスがあるため、入会以前に関わりがあった可能性はある」としている。
1998年10月に母親は奈良市内2か所にある宅地を母方の祖父から相続するが、それらの土地とXら3人の子供と一緒に住んでいた住宅を1999年（平成11年）6月までに売却。統一教会に対し土地などの売却で得た資金や、夫（Xの父親）の生命保険金5,000万円など合わせて約1億円を献金した。Xの伯父によると、Xの母親は1991年の統一教会入会直後に2,000万円、その数日後に3,000万円の献金を行い、1994年（平成6年）頃に1,000万円、1998年以降に4,000万円を献金し、徐々に家計を圧迫したが、旧統一教会側は母親の献金の金額や時期について「確認できていない」としている。
Xと旧統一教会との交流は、Xが高校生の頃から始まった。1998年、母親が通う旧統一教会のセミナーを受けた。Xの母親が通う奈良市内の旧統一教会教会長を務めていた男性によると、Xは母親が信仰する旧統一教会とはどのようなものなのかを確かめるために参加したように映ったとしている。2002年（平成14年）8月、1億円の献金が原因で母親は自己破産した。
1999年3月、Xは県立高校を卒業。Xは家庭の困窮により大学に進学せず、2002年8月に任期制自衛官として海上自衛隊の佐世保教育隊に入隊。4か月後、呉基地に移り、護衛艦「まつゆき」で艦載兵器を取り扱う砲雷科に配属される。広島県江田島市の第1術科学校の総務課に移り、2005年（平成17年）に任期満了で退職した。Xの伯父によると、Xは海上自衛隊に所属していた2005年に自殺未遂を起こした。生命保険の受取人を母親から自身に変えた上で、旧統一教会への献金によって生活が困窮した兄と妹に、自身の死亡保険金を渡すことが目的だったとしている。奈良市内の旧統一教会教会長（当時）は、広島で入院していたXを訪ね、「何でこのようなことしたのか」と尋ねると、「少しでも妹の生活の足しになるかと思って」と述べたという。
この頃、Xの一家の窮状を知った教会長を窓口に、Xの親族側と旧統一教会側との献金の返金協議が開始され、Xもこの協議に参加していたとされる。その後、旧統一教会側は2005年から2014年（平成26年）にかけて、計5,000万円を返金したとしているが、親族によればその5,000万円も母親が再び献金したと説明した。返金は月に30万から40万円ほど、現金による手渡しで行われたとされる。
2005年頃、Xは一人暮らしを始め、アルバイトや派遣社員で生計を立てるようになったが、人間関係が良好にいかず、職を転々とした。自衛官退官後から事件までの17年間の勤務先は10社以上で、人間関係で嫌気がさすと次の仕事が決まっていないのに退職する、ということを繰り返しており、無職期間は少なくとも通算約7年に及んだ。退官後最初にした仕事は2006年（平成18年）12月に始めた測量会社のアルバイトであったが、翌年6月に退職。その後の2年半は無職で、この間に測量士補、宅地建物取引士やファイナンシャルプランナーの資格を取得した。
2009年（平成21年）には、母親が1998年に親族から経営を引き継いだ建設会社が解散した。Xは事件までの10年ほどは職場を移りつつ、派遣社員としてフォークリフトを使った仕事に従事していた。闘病していたXの兄が2015年（平成27年）に自殺した。
2020年10月には、大阪府内の人材派遣会社に登録し、同月から京都府内の工場に派遣社員として勤務した。この工場では当初は仕事を的確にこなし、評価も高かったが、2021年（令和3年）春頃からは職場の先輩や社外のトラックドライバーと口論するなどのトラブルも起こしていた。一方で、職場の社長によれば「誰彼かまわず噛みつくタイプ」ではないとし、「フォークリフト操縦は衝突や破損事故が頻繁に起きるが、仕事を完璧にこなそうとするタイプの彼については事故報告が1件もなかった。そのため、同僚から意見されるとおまえに言われたくないと反発する。進学校を出ている彼の中には自分はこんなところで働く人間ではないという苛立ちが強くあったのでは」と語っていた。

#### 旧統一教会への恨み
Xは事件後の取り調べでも「母親が旧統一教会に入会し、多額のお金を振り込んだ影響で破産したことがそもそもの元凶」「家庭生活がめちゃくちゃになり、（同団体を）絶対成敗しないといけないと思った」と供述した。
母親は2009年頃に教会と距離を置き始め、活動を離脱していたが、2019年（平成31年・令和元年）に教会員と再び連絡を取り始め、2022年初めごろからは月1回ほど教会のイベントに参加していた。Xは事件直後の供述で、「最近も母親と電話で連絡を取っていた」と述べており、母親の宗教活動再開を把握していたとみられる。
2019年（令和元年）10月5日、旧統一教会創設者の文鮮明の妻で、総裁の韓鶴子（韓国在住）が来日。同日に名古屋市のホテルナゴヤキャッスルで開かれた「ジャパンサミット＆リーダーシップカンファレンス」に出席するためと、翌6日に常滑市の愛知県国際展示場で開催された「孝情文化祝福フェスティバル 名古屋4万名大会」にメインスピーカーとして参加するためであった。Xは6日、火炎瓶を持って愛知県国際展示場に向かうが、「教会のメンバーしか会場内に入れなかったので、行くだけで何もできなかった」という。その後、新型コロナウイルス感染症のパンデミックにより、韓が来日する機会は閉ざされ、Xも韓国への渡航を断念した。男は「元凶は韓総裁かと思ったが、韓総裁を日本に連れてきた岸信介元首相の孫ということで、安倍元首相も一緒と思った」と供述。また、「安倍氏が統一教会を日本で広めたと思っていた」と説明した。
2019年10月にはXのTwitterアカウントが作成され、常滑市の愛知県国際展示場で開催された「孝情文化祝福フェスティバル」（Xが襲撃に失敗した集会とされる）から7日後の10月13日に初めてのツイートが投稿された。事件までにXが投稿したツイートは計1,363件で、旧統一教会への恨みが繰り返し語られる一方で、安倍への殺害を示唆するような書き込みはなかった。安倍政権の面々が「朝鮮民族主義の極右である統一教会」（同年10月14日のツイート）と繋がりを持つのは所詮「金と票」（同）が目的で、「過去の経緯」（同）があるからだという認識を持ちながらも、政権を批判するツイートに対しては「安倍政権の功を認識できないのは致命的な歪み。永久泡沫野党宣言みたいなもの」と返信するなど、安倍政権や自民党を一定評価するものが多かった。
2020年9月2日、国際政治学者の三浦瑠麗が、歴代最長政権を築いた安倍政権に関する論文を産経新聞社のオピニオンサイト「iRONNA」に寄稿。三浦の記事には、日本会議の関連団体「美しい日本の憲法をつくる国民の会」が2015年11月10日に日本武道館で開いた集会「今こそ憲法改正を！ 1万人大会」の写真が掲載され、「安倍晋三首相はビデオメッセージを通じ『国民的コンセンサスを得るに至るまで（議論を）深めたい』と訴えた」とのキャプションが付された。これを受けてXは、三浦が記事のリンクを貼った投稿をリツイート（拡散）し、「内容に関係ないが、写真が統一教会の大会そのもの。どこまで入り込んでいるのか」と綴った。
2021年3月頃、自宅とは別に、家賃約2万円のアパートを賃貸契約した。Xは「火薬を乾かすために借りた」と供述している。経済的な理由から9月頃に解約。
同年9月12日、天宙平和連合（UPF）主催の「神統一韓国のためのTHINK TANK 2022 希望前進大会」が韓国・京畿道加平郡の清心ワールドセンターで開催。韓国の会場とオンラインで開いた同大会に、安倍は「今日に至るまでUPFとともに世界各地の紛争の解決、とりわけ朝鮮半島の平和的統一に向けて努力されてきた韓鶴子総裁をはじめ、皆さまに敬意を表します」「UPFの平和ビジョンにおいても、家庭の価値を強調する点を高く評価いたします」とのビデオメッセージを送った。同イベントにはドナルド・トランプ前大統領もビデオ出演しているが、米国政府倫理局（OGE）の公文書により、トランプはUPFからビデオ出演3回の講演料として計250万ドルを受け取り、ペンス前副大統領も講演1回で55万ドルの報酬を得ていることが明らかとなっている。ただしUPFは安倍については「報酬は払っていない」と主張している。
集会の様子はインターネット上で視聴可能な状態におかれ、憂慮した全国霊感商法対策弁護士連絡会（全国弁連）は安倍の国会事務所と下関市の事務所に内容証明郵便で抗議文を送った。また、集会から5日後の9月17日、オンラインの記者会見で抗議文を公開した。安倍の事務所は抗議文の受け取りを拒否した。ビデオメッセージの件を記事にしたのは、『週刊ポスト』2021年10月8日号、『FRIDAY』同年10月15日号、『実話BUNKA超タブー』同年11月号、『LITERA』同年9月14日、『しんぶん赤旗』電子版の5媒体のみ。「大手メディアがこれを取り上げることはなく、自身の政治生命や党の支持率にはいかほどの影響もない」という安倍の読みは的中した。安倍は11月11日に清和政策研究会の会長に就任し、名実ともに安倍派の領袖となった。
Xは「動画を見て、安倍氏と団体につながりがあると思い、絶対に殺さなければいけないと確信した」と供述しており、読売新聞は、男は2021年秋頃に安倍の殺害を決意したと報じた。一方、毎日新聞と朝日新聞は、Xが動画を見た時期を「2022年3月〜4月」「2022年春」と報じ、毎日新聞はXが動画を見た、2022年春頃に安倍の殺害を強く決意したと報じた。
アパートを9月に解約した後、Xはもう一度火薬を乾かすことを目途として、2021年11月から2022年2月頃にかけて、奈良県内でシャッター付きのガレージを借用した。乗用車が1台駐車できるほどの広さで、契約額は月額15,000円だった。またこの頃、2021年春から製造し始めた銃が2022年春頃に完成した。
2022年4月半ば頃、Xは「体調が悪い」と言って職場（前述の派遣先の京都府内の工場）を欠勤するようになり、5月15日に依願退職した。その後派遣先の大阪府内の会社で勤務していたが、6月上旬に退職し、それ以降は事件まで無職だった。事件当時は消費者金融からの借入金など、少なくとも数十万円の負債を抱えていた。
6月22日に第26回参議院選挙が公示。6月28日、安倍は奈良県入りし、近鉄大和西大寺駅南口と、近鉄生駒駅前の2か所で演説を行った。Xは自民党のウェブサイトによって安倍の遊説スケジュールを把握していたが、「このときはやるつもりはなかった」という趣旨の供述をしている。
事件後の7月17日に奈良県警察が押収した、Xがジャーナリストの米本和広宛てに送っていた手紙（後述）には、Xが開設したとされるTwitterのアカウント名が記載されていた。同日、朝日新聞と読売新聞は、XのTwitterアカウントを特定したと報道し、投稿された文章を記事に掲載した。この報道後、7月17日朝の時点で0人だったTwitterのフォロワー数は、18日20時時点で約45,000人に急増。それぞれの投稿に対し多数のリツイートや「いいね」がなされ拡散されたが、19日未明からXのアカウントが凍結され閲覧不能となった。Twitter社は報道機関の取材に応じ、「憎悪や差別、新たな攻撃を引き起こしかねない投稿を禁じる」とする同社の規約に違反したと認める一方、「凍結にいたる詳細等についてはお答えできない」とコメントした。
その後、7月31日と翌8月1日にかけて、読売新聞や産経新聞は、前述のアカウント（便宜上、アカウントBとする）を開設した人物と同一人物が別のアカウント（便宜上、アカウントAとする）を開設していたと報じた。アカウントAはアカウントBが開設された、2019年10月よりも前に開設および凍結されていた。凍結の理由として、Twitter社は「特定の標的に対し、殺害の意思を示す」ことなどを禁じる利用ルールに違反していたためとしているが、利用ルールに抵触した内容の詳細については明らかにしていない。
この詳細について、読売新聞と産経新聞は関係者から取材したとされる内容を以下のように報じているが、内容に食い違いが起きている。
- 読売新聞（7月31日報道）[313]
  - アカウントAには、安倍の殺害を示唆する内容があった[注 21]。
- 産経新聞（8月1日報道）[314]
  - アカウントAには、旧統一教会幹部らの殺害を示唆する内容があった。一方、当時内閣総理大臣であった安倍の殺害を示唆する内容は確認できなかった。

#### 殺害の実行を決意
同年7月3日から自身のスマートフォンで、安倍の遊説日程を複数回閲覧。安倍の7月7日のスケジュールを見て、このときXは初めて安倍の殺害を実行に移すことを決意した。7日は（1）15時30分、西宮市、末松信介の街頭演説会→（2）16時45分、神戸市、末松信介の街頭演説会→（3）19時、岡山市、小野田紀美の個人演説会、の順番で3会場を回ることが記されていた。7月6日、XはJR奈良駅の券売機で岡山駅行き新幹線の片道切符を購入した。前職の退職により、「金がなくなり、7月中には死ぬことになると思った」「その前に安倍氏を襲うと決めた」と供述している。
事件前日にあたる7月7日4時頃、Xは奈良市三条大路の旧統一教会の建物に対して自作の銃の試し撃ちを行った（後の捜査で壁面などに痕跡のような穴が6箇所確認され、弾丸のような金属片も発見された）。のちに近所の住人が、3時半から4時頃までの間に大きな破裂音を聞いたと証言している。同日、Xは3発発射できる銃を持参して新幹線に乗った。JR岡山駅から会場の岡山市民会館に向かう途中、コンビニエンスストアに入り、店内の郵便ポストにジャーナリストの米本和広宛ての手紙（後述）を投函した。
Xは銃に弾を込め、市民会館に入る安倍を屋外で待ち構えた。ほどなくして安倍が会場入りしたことを把握。それに伴い、自身も会館内に入った。19時、小野田の個人演説会が開幕。安倍は冒頭の10分間、応援演説を行った。Xは7月8日の弁解録取手続では「手荷物検査などがあって近づけなかった」と供述し、その後の取り調べでは「人が多すぎて近づけなかった」と供述した。自民党はこの日の午後、8日の安倍の遊説先を長野から奈良に急遽変更した。Xは諦めかけていたが、帰りの新幹線で、翌日に安倍が奈良に来るとの情報を自民党のウェブサイトで知った。

### 事件当日
7月8日10時前、Xはグレーの半袖ポロシャツに作業ズボン姿で、ショルダーバッグをかけて自宅最寄りの近鉄新大宮駅から近鉄奈良線に乗車。隣駅の大和西大寺駅にて下車し、近くの商業施設に立ち寄るなど現場付近を下見した。11時31分頃に犯行に及び、11時32分に殺人未遂の現行犯で逮捕され、奈良西警察署に移送された。
押収された自作銃は岡山に持参した銃とは別のものであった。長さ約40センチメートル、高さ約20センチメートルで、金属製の筒を2本束ね、木製の板やテープで固定されていた。それぞれの筒に6個の弾丸が込められたカプセルが入っており、スイッチを入れることでバッテリーから流れてくる電気で火薬に着火させ、一度の発射で1本の筒から6個の弾丸が飛び出る火縄銃のような仕組みになっていた。本事件では計12個の弾丸が発射され、そのうち少なくとも2個が安倍に命中したとみられる。
同日12時過ぎ、奈良西警察署でXの弁解録取書が作成された。この最初の弁解録取手続で、Xは聴取を担当した同署巡査部長に次のように述べた。
この時点で、奈良県警は旧統一教会への恨みから安倍を銃撃したという犯行動機を把握し、東京・霞が関の警察庁に報告された。奈良県警からの報告を受けたのは、テロ対策を所管する警備局で、当初の情報は「奈良で安倍元総理が撃たれたようだ」「ライフルで撃たれた」というものであった。警察庁では、政治家らの警護警備を所管する警備第一課警護室に警備局長の桜沢健一らが集まった。そして、事件の捜査を所管する警察庁刑事局捜査第一課の担当者が奈良県警との電話連絡に追われ、Xの身上や組織性の有無といった情報を収集した。警備局公安課の担当者も過去にテロ行為を企てた人物などがリスト化されている資料を調べたが、そこに男の名前はなかった。Xは一人暮らしのマンションで鉄パイプなどを用いた銃を密かに製造し、同じマンションの住人がのこぎりで何かを切断するような音を聞いていたが、警察への通報はなかったことからノーマークの人物だった。警察庁では、組織に属さず人知れず過激化してテロを起こす危険性のある人物をローンオフェンダーと呼ぶが、Xもローンオフェンダーだった。
同日15時過ぎ、奈良県警の県民サービス課広報官は捜査第一課の部屋の前で、記者団に対し、「動機について、安倍元首相の政治信条に対する恨みではないと話している」と説明した。ただし、この段階でXは「政治信条」という言葉を使っていなかった。「参院選の投開票日を2日後に控え、安倍元首相と政治信条が近い議員らに動揺が広がらないようにすべきだ」という意見が県警幹部の中であり、意図的な情報操作が行われた。さらにその日の夕方までの取り調べで、Xは「もともと統一教会を日本に引き込んだのは、岸信介元首相だ。ただ、すでに死んでいるので、その孫の安倍元首相を狙った」と供述した。取り調べと並行して、捜査1課ではXの身上や教団についての確認が進められ、「教団トップの名前も間違っていない。確信犯だ」と受け止める捜査幹部もいたが、後述する記者会見では「旧統一教会」の名称は伏せられた。
同日21時30分、奈良県警の記者会見が行われた。刑事部長による事件概要の説明が終わり、質疑応答に入ると、民放の記者が「弁録（弁解録取書）の内容は入っているか」と質問した。捜査第一課長は「特定の団体に恨みがあり、安倍元首相がこれとつながりがあると思い込んで犯行に及んだ旨、本人が供述しております」と机上の資料を読み上げた。「特定の団体というのはどういった系統の団体なのでしょうか」との質問に対し、捜査一課長は事前の協議どおり「それにつきましてお答えを差し控えさせていただきます」と答えた。さらに捜査1課長は「思い込んで犯行に及んだと。もうありのままこの通り申し上げております」と記者に回答した。実際には、Xは「思い込んで」とは供述していなかったことがのちに明らかにされている。この警察の忖度について、ジャーナリストの渡辺周は、団体名を伏せたことへの疑問とともに、つながりの程度はともかくとして何も関係がなかったかのような発表はおかしいと、早い時期から批判している。
同日17時15分ごろから深夜にかけて、Xの自宅マンションの家宅捜索が行われた。自宅からは作りかけも含めた7丁の手製の銃や爆発物が発見され、近隣住民には一時、避難が呼びかけられた。その後の報道によると、押収されたパソコンには武器製造に関するウェブサイトの閲覧履歴が残っていた。Xは「硝酸アンモニウムや硫黄、木炭などを混ぜて黒色火薬を作ったほか、花火から火薬を取り出した」「火薬をつくる方法はネットで調べた」と供述している。事件当時、Xの銀行口座の残額は20万円ほどで、カードローンなどの借入金が数十万円あった。

### 7月9日以降
7月9日、フランスの『フィガロ』『レゼコー』『BFM TV』は、被疑者が供述している団体はいわゆる「統一教会」であると報道。米国の『ワシントン・ポスト』は7月9日に配信した記事を10日に加筆修正し、「世界平和統一家庭連合の東京事務所の代表が、容疑者の母親が信者であることを確認した」と報じた。また『フィガロ』は、日本のメディアが団体名を伏せて報じていることを、7月10日と11日に指摘した。
実際には日本のメディアも旧統一教会への恨みで犯行に及んだと供述している情報を得ていたが、供述内容が事実だと確認できるまでは団体名は出さず、9日付の講談社『現代ビジネス』や10日付の新潮社『デイリー新潮』といった一部の雑誌系メディアを除き、教団名を言及せず「特定の宗教団体」等と呼称していた。
同日、世界平和統一家庭連合の米国事務所は声明を発表。暴力を非難するとともに「銃は我々の宗教的信念や慣行と相容れないものである」と述べた。
同日、文藝春秋の情報サイト「文春オンライン」は、「容疑者は母の宗教団体の分派の団体に所属していたようだが、母が所属する団体を恨んで対立が生まれたようだ」という捜査関係者の証言を記事に掲載した。旧統一教会の分派の一つである世界平和統一聖殿の日本支部「日本サンクチュアリ協会」はこの記事にすぐに反応し、「日本サンクチュアリ協会と容疑者は接点も関係も一切ない」「マスコミやその他の推測記事や悪意ある印象操作によるものと断じ、撤回を求める」との声明を発表した。
7月10日、読売新聞朝刊はXの供述内容を報道。記事のなかで「（海外が発祥の）団体の代表らが設立した民間活動団体の集会で安倍氏のビデオメッセージが流れる動画が投稿されている」と書き、Xが「メッセージを送っている動画を見て、つながりがあると思った」と説明していると報じた。同紙の記事により、2021年9月12日に韓国で行われたUPF主催のイベントの存在が再び関心を集めることとなった。
同日午前、奈良県警は容疑を殺人に切り替え、Xは奈良地方検察庁へと送致された。同日、世界平和統一家庭連合の東京事務所の代表は、Xの母親が信者であることを認めた。同日夜、参院選の開票が実施された。
7月11日14時、世界平和統一家庭連合日本教会会長の田中富広は記者会見を開き、Xは在籍していないものの、Xの母親は正会員であり、母親は月に1度程度は主催行事に参加していたことを明らかにした。安倍については、「友好団体が主催する行事にメッセージが送られてきたことがあり、『世界平和運動』に関しては賛意を示してくれた」としつつ、「会員や顧問になったことはない」「選挙協力も安倍元首相についてはない」と述べた。また、「過去に献金トラブルもあったが、2009年からコンプライアンスを徹底した。今は献金の強要はしていない」と説明した。
団体名の報道を避けていた日本のメディアは、田中が会見したこと、11日にXの「事件前日に教団の関連施設を銃撃した」という供述通りに弾痕のようなものが確認されて物的証拠も明らかになったこと受け、同日午後から、「世界平和統一家庭連合」あるいは「旧統一教会」と明記するようになった。
7月12日、旧統一教会の被害救済などに取り組んでいる全国霊感商法対策弁護士連絡会は記者会見を開き、元信者への返金を命じる民事裁判の判決が近年も相次いでいるとして「（同団体による）献金の強要はないという説明はうそ」と述べた。また、同連絡会はあわせて政治家に対して、同団体への支持を表明するような行為を慎むよう求める声明を公表した。
7月17日、Xが銃撃を示唆する手紙を松江市在住のジャーナリスト・米本和広に岡山市内から送っていたことが明らかとなった。Xはかつて、米本のブログに旧統一教会を批判する書き込みをしていたとされる。男は手紙の中で、統一教会創設者の文鮮明を「世界中の金と女は本来全て自分のものだと疑わず、その現実化に手段も結果も問わない自称現人神」と評し、「私はそのような人間、それを現実に神と崇める集団、それが存在する社会、それらを『人類の恥』だと書きましたが、今もそれは変わりません」と記載した。安倍については「苦々しくは思っていましたが、本来の敵ではないのです」「安倍の死がもたらす政治的意味、結果、最早それを考える余裕は私にはありません」という言葉が綴られていた。奈良県警が押収したこの手紙には、Xが開設したとされるTwitterのアカウント名が記されていた（前述）。
7月22日、奈良地方検察庁が奈良地方裁判所に鑑定留置を請求し、11月29日までの約4か月間の留置が認められた。
9月8日、当時付近に止められていた選挙カーを配置し、Xが手製銃を撃ったとされる場所に銃の模型や靴を置いて犯行状況を再現し、捜査員がレーザー光線を当てて距離を測る専用機材を使って、Xと安倍との位置関係を確認する捜査を行った。
同日、奈良県警が殺人容疑のほか、選挙の自由を妨害したとする公職選挙法違反容疑での刑事責任追及も視野に入れる方針と報じられた。また、旧統一教会の関連施設が入るビルに手製銃で試射し、火薬を製造したとして、建造物損壊や火薬類取締法違反、銃刀法違反容疑でも立件を検討していることが報じられた。捜査関係者によると、事件で使用された手製銃や自宅から押収された手製銃に関しても銃刀法違反や武器等製造法違反容疑での立件も視野に科学捜査研究所などで押収した手製銃の構造や性能の鑑定を行い、発射実験などで発射能力や殺傷能力の裏付けを進めている。
11月8日、奈良県警が銃刀法違反や公選法違反容疑などで追送検する方向で検討していることが報じられた。被害者は1人だが、民主主義の根幹を揺るがす重大事件と捉えて死刑求刑を見据えた捜査とされ、鑑定留置終了後の取り調べを踏まえて検察庁と協議して追送検を最終的に判断する。県警は衆人環視下で銃が発射された事態を重視し、刑が重い銃刀法違反の発射容疑の適用を視野に捜査しているが、銃刀法は既製銃を前提にしていることから、今回の手製銃が発射容疑の適用対象となるのか県警は慎重に検討するとされた。
11月17日、奈良地方検察庁が奈良簡易裁判所に鑑定留置期間の延長を請求し、2023年2月6日までの延長が認められた。しかし弁護側は「通算6カ月以上の鑑定留置はあまりにも長すぎる」として奈良地裁に準抗告を行った。奈良地裁は18日に奈良簡裁の決定を取り消し、同1月10日までに短縮した。
12月7日、Xが「母親が旧統一教会の用事に行って授業参観に来なかった」などと、精神鑑定で少年期の不満を漏らしていることが報じられた。Xが一方的に教団と母親の行動を関連づけている可能性もあり、奈良地検はこうした事情を確認するため留置期間を延長し鑑定を続け、慎重に事実関係を精査しているとされる。12月19日、奈良地検が奈良簡裁に鑑定留置期間の延長を申請し、1月23日までの延長が認められた。弁護側は「さらに延長すべき必要性は認めがたい」として奈良地裁に準抗告を行い、20日に奈良地裁は延長の決定を取り消した。
12月24日、奈良地検は事前に複数の手製銃を試し撃ちした上で殺傷能力や命中精度の高いものを選ぶなど計画的に事件に及んだ点などから、刑事責任を問えると判断し、勾留期限を迎える2023年1月13日までに男を殺人罪で起訴する方針を固めた。
2023年1月6日、県警は科学捜査研究所などの鑑定で、銃撃に使われた手製銃や押収した手製銃の一部について、殺傷能力があることを確認されたことから、銃としての性能を備えていると判断した。一方、一部の手製銃では殺傷能力が確認できなかったという。この鑑定結果を受けて、県警は公共の場での発射を禁じる「拳銃等」に該当すると結論づけた上で、発射された弾丸がこの手製銃に適合するものだったとして加重所持容疑も適用した。また、自宅にあった銃についても銃刀法違反で、一連の銃と火薬は武器等製造法違反の無許可製造容疑や火薬類取締法違反の無許可製造容疑で追送検し、建物を銃撃した建造物損壊と銃刀法違反の発射容疑でも追送検する方針を固めた。

## 刑事裁判
2023年1月13日、奈良地検はXを殺人罪と銃刀法違反で奈良地方裁判所へ起訴した。歴代最長政権を担った首相経験者が街頭演説中に襲撃された異例のテロ事件であり、Xの目的は安倍を殺害して旧統一教会への社会的な批判を集めることであったことから、検察側は犯行の計画性と執拗性に加えて、民主主義の根幹である選挙期間中に首相経験者が殺害されたという事件の重大性を捉えて死刑求刑も選択肢に入れるとみられる。
2月13日、県警はXを事件前日に旧統一教会の関連施設が入る建物に向けて手製銃を試し撃ちしたとする建造物損壊や銃刀法違反、無許可で銃を製造したとする武器等製造法違反など5つの容疑で追送検した。Xは取り調べに対し、選挙を妨害する意思を明確に示してはいなかったものの、公衆の面前で発砲すれば、結果的に演説が中止になるという「未必の故意」があったと県警は判断し、公職選挙法違反容疑でも追送検した。14日に奈良地検はXを大阪拘置所に移送した。弁護側は「遠方の拘置所は弁護活動に支障をきたす」として、15日に奈良地裁に準抗告を申し立てたが棄却された。弁護側は最高裁に特別抗告したが2月28日付で棄却された。
3月30日、奈良地検はXを武器等製造法違反など4つの罪で追起訴した。公職選挙法違反容疑は嫌疑不十分で不起訴とした。本事件で、公職選挙法違反罪の適用の可否が焦点となったのは、事件全体の動機の立証に影響するとの見方があったからとされ、警察当局を中心に公職選挙法違反罪で起訴した方が「民主主義への挑戦と主張しやすく、厳刑につながる」との見方もあった。

### 第一審
4月20日、司法情報公開研究会共同代表の江川紹子らは刑事裁判の第一審が係属する奈良地裁に対し、本事件は選挙活動中に行われた政治的テロであり、事件後に多くのデマがSNS上で広がったことからも裁判に透明性が求められるなどとして、公判前整理手続きの公開を求める要望書を提出した。
5月18日、奈良地裁は第1回公判前整理手続きの期日を6月12日に指定し、初公判に向けて非公開の手続きで争点整理や証拠調べなどが行われることとなった。本事件は男の母親が教団に多額の献金をしていたことから、恨みを募らせた末に安倍を銃撃する形で社会の耳目を集めることが目的であったことから、裁判では男の境遇など情状面を踏まえた量刑が争点とみられた。

#### 公判前整理手続
6月12日、第1回公判前整理手続きが予定されていたが、奈良地裁に不審物が届いたことから、爆発物処理班が出動して不審物の確認作業が行われた。裁判所前は一時騒然となり、その日の公判前整理手続きは中止となった。不審物の中身はインターネット上で集めた約1万3000人分の減刑嘆願書を印刷したものであった。
10月13日、第1回公判前整理手続が奈良地裁で行われた。Xは出席せず、裁判官、検察官、弁護人の3者で20分ほどの間非公開で行われた。また、同日には正面玄関以外の出入り口を封鎖し、金属探知機を設置して来所者の手荷物検査を実施するといった警備を敷いた。
2024年7月3日、第4回公判前整理手続が奈良地裁で行われた。Xも出席し、手続きは40分ほどで終了した。弁護団は「初公判は2025年以降になる」との見方をメディアに示した。
9月13日、弁護団側がXの情状鑑定を奈良地裁に請求し、却下されていたことが分かった。弁護団によると、「適切な量刑を判断するために必要」として請求。異議申し立ても却下されたという。
奈良地裁は2025年6月13日、裁判員裁判による初公判の開廷期日を10月28日14時に指定した。初公判以降の裁判の日程については未定である。

## 影響
本事件は『読売新聞』が実施した2022年の「日本10大ニュース」読者投票により、全有効投票数（26,606通）の91.2％となる24,254票を獲得し、第1位に選出されている。
2024年3月、文部科学省は2025年度から教育機関で使用される予定の教科書の検定結果を公表。この中で本事件について、自由社と育鵬社が発行する中学用教科書「社会科の歴史と公民」にて記載されていることが明らかになった。

### 政界

#### 参議院選挙
事件当日は第26回参議院議員通常選挙の選挙期間中であり、各政党は街頭演説などの選挙活動を予定していたが、事件を受けて自民党・立憲民主党・公明党・日本維新の会・国民民主党・NHK党は同日中の選挙活動を見合わせた。一方で、日本共産党委員長の志位和夫は「暴力に対して民主主義が屈したという形になってはいけない」として選挙活動を続ける意向を示した。れいわ新選組・社会民主党も選挙活動を続けた。
翌7月9日の選挙活動について、自民党総裁の岸田文雄は、8日の記者会見で「民主主義の根幹である自由で公正な選挙は絶対守り抜かなければならない。暴力に屈してはならない」と述べ、予定通り行うこととし、各党党首も同様の理由で予定通りの選挙活動を行った。NHK党党首の立花孝志は秋葉原での選挙演説の冒頭で黙祷を呼び掛けた。また、会場によっては金属探知機が用意されたり、手荷物検査が実施されたりする場所もあるなど、物々しい雰囲気となった。内閣総理大臣経験者の応援演説では、陣営スタッフは時事通信社の取材に対し、「スタッフの数はいつも通りだが、警察はいつもより多く感じる」と述べた。
総務省は10日に行われる投開票が安全に行えるよう、各地の選挙管理委員会に、警察などとの連絡体制の構築や確認を求めた。
10日、自民党本部の開票センターでは、候補者名が書かれたボードに当選のバラを付ける選挙における恒例行事の前に黙祷が捧げられた。また、バラは「血を連想させる」との理由で赤色からピンク色に変更された。公明党は同バラを党マークに変更した。立憲民主党は従来のバラを使用せず、当選者の名札を貼り付ける形式をとった。一部の当選議員も万歳三唱などを取り止めた。
日本テレビ（NNN）と読売新聞が参議院選挙後の7月11日と12日に行った世論調査では、本事件が選挙の結果に影響したと思うか調査した結果、「大いに影響した」または「多少は影響した」と回答した人が合計で86%に上ったことが12日に明らかとなった。
一方、神戸新聞社が有権者を対象に、7月11日から13日にかけて行ったLINE上での意見調査では、実際に本事件で投票に行ったり、投票先を決めたりすることに影響があったかを質問した結果、「影響していない」または「どちらかといえば影響していない」と回答した人が合わせて8割を超えた。
共同通信社は、比例区の得票数や獲得議席の増減、同社が行った7月11日、12日の全国緊急電話世論調査を鑑み、参院選での自民党の大勝は、日本維新の会に流れていた保守票が事件により自民に回帰した結果だと考察している。選挙戦の終盤では、東京や京都などで自民候補の失速が目立っていたが、保守層が事件によって投票先を変えたことで、勝利につながったとする。維新は参院選の比例得票数では立憲民主党を100万票以上上回り、約784万票と野党第1党であったが、この事件がなければ、結果的に「議席も得票ももっと伸びた」と分析している。

#### 政治家と旧統一教会との関係
本事件の実行犯の男が、世界平和統一家庭連合（旧統一教会）への積年の恨みが犯行の動機になったと報じられたことで、旧統一教会と政治家との関係に注目が集まっている。本事件後、複数の政治家に旧統一教会との接点があったことが明らかになった。弁護団とともに旧統一教会を調査しているジャーナリストの鈴木エイトは、旧統一教会と関係を持つ政治家は自民党を中心に多数いると指摘した。
8月13日、共同通信は全国会議員712人にアンケート調査を行ったところ、期限内に583人が回答し、旧統一教会の関連団体のイベントに出席したり、選挙協力を受けたりした接点のある議員が106人に上ると明らかにした。加えて、その8割近くにあたる82人が自民党所属の議員であると報じた。
政府
本事件発生時の政権である第2次岸田内閣の閣僚は、7月22日に文部科学大臣の末松信介、26日に防衛大臣の岸信夫と国家公安委員長の二之湯智、8月2日に経済産業大臣の萩生田光一と少子化担当大臣の野田聖子、5日に環境大臣の山口壯と経済安全保障担当大臣の小林鷹之が旧統一教会との接点があることを認めた。また、経済再生担当大臣の山際大志郎も関連団体への接点があることが明らかになった。
| 日      | 役職                 | 氏名       | 内容・説明 | 脚注  |
| ------- | -------------------- | ---------- | --- | ----- |
| 7月22日 | 文部科学大臣         | 末松信介   | 2020・2021年、旧統一教会の関係者が末松の政治資金パーティー券を計4万円分購入。 旧統一教会側からイベントへの祝電を求められて応じた。 旧統一教会側に便宜を図ったことはなく、常識の範囲内と説明。      | [410] |
| 7月26日 | 防衛大臣             | 岸信夫     | 旧統一教会の関係者に選挙の際、ボランティアとして手伝ってもらうことがあった。 | [411] |
| 7月26日 | 国家公安委員長       | 二之湯智   | 2018年、旧統一教会の関連団体のイベントで、「実行委員長」を務めた。 名前を貸しただけであり、それ以上の付き合いはないと説明。                                                                        | [412] |
| 8月2日  | 経済産業大臣         | 萩生田光一 | 旧統一教会の関連イベントで挨拶。 承知の上での付き合いではないと説明。 | [413] |
| 8月2日  | 少子化担当大臣       | 野田聖子   | 旧統一教会の関連団体が主催した会議に祝電を送付。 同会議に、野田の代理として秘書が出席。 「共催」という形であったため見過ごしたと説明。                                                             | [413] |
| 8月3日  | 経済再生担当大臣     | 山際大志郎 | 2013年分の政治資金収支報告書に、旧統一教会の関連団体に1万円の会費を支払っていた旨が記載。 神奈川新聞社の取材に対し、「政治資金に関しては、法令に従い適正に処理し、その収支を報告している」とした。 | [415] |
| 8月5日  | 環境大臣             | 山口壯     | 旧統一教会の関連イベントに、過去数回、祝電を送付。 機械的に出しただけで、意識的ではないと説明。 | [414] |
| 8月5日  | 経済安全保障担当大臣 | 小林鷹之   | 旧統一教会の関連団体に対し、祝電を送付したり、地元の会合で挨拶。 地元の支持者の依頼に対応したと説明。                                                                                              | [414] |
岸田は、7月31日の記者会見で、政治家と旧統一教会との関係について、国民の関心が高いとし、「政治家の立場からそれぞれ丁寧に説明していくことが大事だ」と述べた。また、内閣官房長官の松野は8月8日、岸田の指示として各閣僚に対し、「国民に疑念を持たれることのないよう、政治家としての責任において点検し、厳正に見直しを行う」ことを要請した。
岸田が8月10日に内閣改造を行い、新たに発足した第二次岸田改造内閣の人事について、岸田は「自ら（旧統一教会との関係を）点検し、厳正に見直していただくことが、新閣僚、党役員においても前提となる」と述べ、前述した旧統一教会との接点を認めた閣僚7人を交代させた。しかし、新内閣では発足同日までに、留任した山際に加え、外務大臣の林芳正（前内閣からの留任）、厚生労働大臣の加藤勝信、経済安全保障担当大臣の高市早苗、総務大臣の寺田稔、環境大臣の西村明宏、地方創生担当大臣の岡田直樹の7人が旧統一教会との関係を認めた。さらに、8月15日には、法務大臣の葉梨康弘も旧統一教会との接点があることを認めた。朝日新聞は、15日までに同内閣の副大臣や大臣政務官に任命された54人のうち、4割近くにあたる23人に旧統一教会との接点があることが確認できたと報じた。
政府は8月15日、旧統一教会と閣僚ら政務三役の関係について「個人の政治活動に関するもので、調査を行う必要はない」とする答弁書を閣議決定した。
国会
8月4日、立憲民主党幹事長の西村智奈美は、旧統一協会をめぐる霊感商法や献金などの被害について国会に調査委員会を設置するよう、立憲民主党は自民党に対して要望したが、自民党はこれを拒否したと明かした。
自民党
7月26日、自民党幹事長の茂木は、記者会見で「党として（旧統一教会と）組織的な関係がないことはすでにしっかり確認している」と述べた。さらに、8月2日には、党の関係部局に旧統一教会との関係を調査した結果として、「これまで（党としては）一切の関係を持っていないと確認できた」とした。しかし、党所属の国会議員と旧統一協会との接点が次々と明らかになっていることを受け、8日、自民党総裁の岸田が党役員会で旧統一教会との関係を点検し、見直すよう指示し、翌9日、茂木は党所属の国会議員に対し、旧統一教会との関係を点検して見直すとともに、党として把握すべき事案があれば報告するよう文書で指示した。8月13日には前述の通り、共同通信による調査で、82人の自民党所属の国会議員に旧統一教会との何らかの接点があることが明らかになった。
2022年9月8日、自民党の内部調査によって、自民党所属の国会議員379人のうち179人（47%）が統一教会と何らかの接点があったと明らかになった。その中でも、選挙で支援を受けるなどの一定以上の関係を認めた議員は121人に上り、自民党は121人の氏名を公表した。
立憲民主党
8月2日、立憲民主党幹事長の西村は所属国会議員と旧統一教会との関係を調査した結果を公表し、金銭の授受や選挙での支援はなかったと発表した。しかし森田俊和や中川正春ら8人に関連団体の会合に祝電を送るなどの接点があったと明かした。さらに後日、次期幹事長の岡田克也・次期国会対策委員長の安住淳・元代表の枝野幸男・次期選挙対策委員長の大串博志など6人も旧統一教会と関連があるとされる「世界日報」の取材を受けるなどの接点があったことが分かり、何らかの形で旧統一教会と関わりがある議員は14人となった。その翌日、参議院選挙で当選し、国政に復帰したばかりの辻元清美元国会対策委員長も旧統一教会の関連団体「世界平和女性連合」が主催した勉強会に出席していたことが明らかになり、関わりのある議員が15人となった。
公明党
8月5日、公明党幹事長の石井啓一は、党所属の国会議員1人が、旧統一教会の関連団体のイベントに出席したと明かした。それ以外の党所属の国会議員には、旧統一教会や関連団体との関わりはないとした。
日本維新の会
日本維新の会は、旧統一教会との関係について、全62人の所属国会議員を対象に調査したところ、8月5日時点で14人に関連団体へのイベントに出席するなどの接点があったと公表した。
国民民主党
7月19日、国民民主党代表の玉木雄一郎は、旧統一教会と関連があるとされる「世界日報」の元社長から、2016年に計3万円の寄付を受けていたことを明かした。その上で、適正に処理されたとし、返還しない考えを示した。玉木は「私としても国民民主党としても、旧統一教会あるいは後継組織の集会やイベントに参加したことはない」とした。8月2日、幹事長の榛葉賀津也が「世界日報」に取り上げられたことがあり、代表代行の前原誠司が同じく旧統一協会と関連があるとされる「ワシントン・タイムズ」に広告を出していたと明らかにした。5日、玉木は、党内に旧統一教会の問題についての調査会を立ち上げると発表し、フランスなどの法規制を参考に、法整備も含めた対策を検討するとした。
れいわ新選組
8月5日、れいわ新選組政策審議会長の大石晃子は、旧統一教会との関係について、全8人の所属国会議員を対象に調査したところ、旧統一教会やその関連団体との接点は確認されなかったと発表した。

### 経済
本事件により、日経平均株価は上げ幅を縮小した。円が対ドル、対ユーロなどで1 円程度急騰した。

### メディア・イベント

#### 7月8日
本事件発生後、日本放送協会（NHK）や民放のテレビ各局は、ゴールデン・プライムタイムを含む8日の番組編成を急遽変更し、報道特別番組に切り替えた。また、テレビ局によっては、キャスターが喪服で出演した。また、NHKニュース・防災アプリやTVerなどで報道特別番組のリアルタイム配信が行われた。
- NHK（総合テレビ）は、事件発生の約9分後にあたる、11時42分にニュース番組に切り替え、速報で事件発生を報じた[117][118]。正午の通常ニュースも本事件を報道した上[445]、その後も予定されていた編成を変更し、報道を続けた[442]。19時からの『NHKニュース7』は1時間15分拡大し、20時45分まで放送した[446][447][注 23]。
  - 視聴率を計測しているビデオリサーチによると、『NHKニュース7』を放送した19時から19時30分は、平均個人視聴率9.9％・平均世帯視聴率17.4％（関東地区）を記録し、同番組の前4週平均を大きく上回った。日刊スポーツはこの数値について、「事件の衝撃と関心の高さを示す形となった」と報じた[449]。また、12時から13時まで放送した本事件を報じる『ニュース』は、平均個人視聴率7.0％・平均世帯視聴率13.4％（関東地区）となり、平日の昼間にも関わらず、7月4日〜10日の1週間に放送された報道番組の中で、民放含め7位の高視聴率を記録した[447][注 24]。
- 日本テレビは、11時55分より放送を開始していた情報番組『ヒルナンデス!』の放送内容を変更し、正午ごろより報道フロアからの報道に切り替えた[442]。19時から放送予定であった『クイズ!あなたは小学5年生より賢いの?SP』、21時から放送予定であった『金曜ロードショー』枠の映画『竜とそばかすの姫』はそれぞれ延期し、19時から『NNN news every.特別版』、21時から『news zero特別版』を編成した[440]。
- テレビ朝日は、『大下容子ワイド!スクランブル』内で事件を報じ、13時から放送予定であった『徹子の部屋』と13時30分から放送予定であった『DAIGOも台所〜きょうの献立何にする?〜』（朝日放送テレビ制作）、その後の『東京サイト』やテレビドラマ再放送を休止し、放送時間を延長した[441][442]。また、その後の『スーパーJチャンネル』も拡大版を編成した[443]。18時50分から放送予定であった『ザワつく!金曜日』、20時から放送予定であった『マツコ&有吉 かりそめ天国 2時間SP』をそれぞれ延期し、21時54分から放送予定であった『報道ステーション』を前倒して放送した[440][443]。
- TBSテレビは、『ひるおび』内で事件を報じ、14時から15時に『Nスタ』をベースとした報道特別番組を編成したため、同日の『ゴゴスマ -GO GO!Smile!-』（CBCテレビ制作）は、13時55分から14時と15時から15時49分の2部制で放送した[443]。19時から放送予定であった『この歌詞が刺さった!グッとフレーズ』と、同日は23時15分からの放送予定[注 25]であった『A-Studio+』を延期、また22時から放送予定であった金曜ドラマ『石子と羽男-そんなコトで訴えます?-』の初回放送を翌週15日に延期し、『Nスタ』と『news23』による報道特別番組を編成した[443]。
- テレビ東京は、12時27分『昼めし旅 〜あなたのご飯見せてください!〜』を中断して本事件の速報を報道[450]。しばらくして『昼めし旅』は再開するが12時48分に再び中断し、内閣官房長官・松野の会見を伝えた[450]。その後『午後のロードショー』枠の映画『トリプルX』でも一時中断し、岸田のコメントを放送したのち、『ゆうがたサテライト』内でも本事件を報道した[450]。17時10分からは報道特別番組を編成し、その後の子供向け番組『ウタぷしゅ』中、再び番組を中断し、安倍の死去を報じた[450][注 26]。それ以降は、アニメ番組『パウ・パトロール』、『妖怪ウォッチ♪』、『ポケットモンスター』と単発バラエティ番組『所でナンじゃこりゃ!?』、『日経スペシャル ガイアの夜明け』、『ワールドビジネスサテライト』など放送終了まで放送時間を変えず通常通り放送した[440][451][452][453]。
- フジテレビは、11時45分より放送を開始していた情報番組『ポップUP!』の放送内容を変更し、正午から報道センターからの報道に切り替えた[442][443]。また、19時以降に放送予定であった『坂上どうぶつ王国 3時間SP』『人志松本の酒のツマミになる話』『週末はウマでしょ!』『全力!脱力タイムズ』『ネタパレ』をそれぞれ延期し、『FNN緊急特報』を編成した[440][注 27]。
  - 同日14時から新代表取締役社長への就任記者会見を行った港浩一は、「選挙という民主主義の根幹に関わる場面での卑劣な犯行で、言論を暴力で封じようとする暴挙は断固許すことができない。この事件について通常の番組内容を変更して報じており、引き続きしっかり伝えていきたい。」と述べている[443]。

ラジオ局においても、TBSラジオやTOKYO FMなど、通常編成を中断し報道特別番組を放送した局もあった。なお、NHKは11時41分からラジオ第1放送で速報と11時41分からはFM放送とのサイマル放送で本事件を報じたが13時5分からは『第26回参議院議員通常選挙政見放送（比例代表）』を放送する関係でFM放送のみで伝え政見放送終了後再びサイマル放送で伝えた。
安倍のものまねで知られる、ビスケッティ・佐竹正史が出演するラジオ番組『JPとビスケッティ佐竹の「どよめく化け者」』は「諸事情により」、同日の放送を見送った。
TOKYO MXなどで同日深夜（翌日9日未明）に放送予定であった、テレビアニメ『てっぺんっ!!!!!!!!!!!!!!!』の第2話が諸般の事情によりとの理由で放送中止となり、第1話の再放送に差し替えられた。本編には、大統領暗殺計画を阻止する内容があるため、本事件を配慮したものとみられている。なお、翌週16日は第3話が放送され、第2話のあらすじは公式ウェブサイトから一時削除された。第2話は同年9月10日以降に順次放送・配信されたが、BS日テレのみ過去回の再放送となり欠番とされた。
吉本興業などの芸能事務所、映画会社などが相次いでイベントの開催を中止した。また、一部のYouTuberは8日の動画配信を取り止めたほか、タレントの香取慎吾は、20時から予定していたTikTokでの生配信を取りやめると、16時に発表した。さらに、アイドルグループの乃木坂46は予定していたSHOWROOMでの生配信を取りやめたほか、櫻坂46は22時に公開予定であった、新曲「摩擦係数」のミュージック・ビデオの公開を延期した。ヴィジュアル系エアーバンドのゴールデンボンバーは、19時から予定していた喜矢武豊が出演する生配信を中止した。

#### 7月9日以降
事件発生から一夜明けた9日以降は一部の事前収録の情報番組を生放送に差し替えた事例や以下の事例を除き、テレビ各局共にほぼ通常通りの編成に復帰した。
- NHK総合テレビは、7月9日19時30分から放送予定であった『第11回明石家紅白!』を延期し、直前の『NHKニュース7』を20時まで拡大。直後の20時台には『NHKスペシャル』を急遽編成し、「安倍晋三元首相 銃撃事件の衝撃」と題した特別番組を放送することを8日に発表。また、11日の『クローズアップ現代』でも「緊急報告・安倍元首相銃撃の衝撃」を放送した[471]。
- NHK Eテレは、7月11日と12日の『忍たま乱太郎』を内容を変更して放送すると発表した[472]。
- テレビ朝日は、7月9日21時55分から放送予定であった『電脳ワールドワイ動ショー』を延期し、直前の『サタデーステーション』を22時55分まで拡大することを同日に発表した[473]。
- TBSテレビは、7月9日21時から放送予定であった『世界・ふしぎ発見!』を延期し、22時から放送予定であった『情報7daysニュースキャスター』を拡大・前倒しすることを8日に発表した[474]。
- テレビ東京は、7月9日13時28分から放送予定であった『Are you ready?池上彰の参院選直前SP』[注 29]を休止の上ネット配信に変更し[注 30]、緊急報道特別番組を編成することを同日発表した[450]。
- フジテレビは、7月9日16時30分から放送予定であった『FNS歌謡祭 夏 ドキドキ直前SP』をお蔵入りし、17時30分から放送予定であった『FNN Live News イット!』を拡大・前倒しして、『Live News イット!緊急前拡大 安倍元首相 銃撃で死亡』を放送した[475]。
- 毎日放送は、7月9日12時54分から放送予定であった『よしもと新喜劇』の予定内容を過去の放送回に変更した[476]。

また、本事件発生後から数日間、報道特別番組編成の影響並びに続報における報道内容考慮などを理由として、一部の企業のテレビCMが自粛され、ACジャパンのCMに差し替えられた。CM総合研究所によると、ACジャパンのCM放映数が平時の50倍超に増加しており、企業CMの自粛が相次いだ東日本大震災（2011年）以後では最多としている。

### 二次被害

#### 便乗犯
安倍が銃撃されてから間もない7月8日11時55分頃と12時25分頃に、当初安倍が応援演説に向かう予定だった長野県選挙区の松山三四六の事務所に「次はお前だ」などと襲撃を予告する脅迫電話があった。長野中央警察署は翌日に静岡市在住の67歳の男を脅迫容疑で逮捕した。
8日17時20分頃、Twitter上の群馬県公式アカウントの投稿に対して、県知事の山本一太に危害を加えることをほのめかす書き込みがされた。書き込みは「安倍（中略）の次はお前だ」などとした上で、山本を名指しするものであった。県は翌9日に前橋警察署に被害を届出し、26日、群馬県警察は伊勢崎市在住の58歳の男を脅迫容疑で逮捕した。山本は29日の定例会見で、「（本）事件の直後だったため、身の危険を感じてすぐに警察に相談した」と述べている。
7月26日5時20分頃、兵庫県明石市長の泉房穂の殺害を予告するメールが、明石市ではない別の県内自治体に送信された。メールには泉が辞職しなければ自作銃を用いて殺害するという内容が記されていたが、泉は翌27日の記者会見で、「市長の立場からして辞職するわけにはいかない。警察に対応を求めたい」などと述べた。
8月5日、名古屋市に河村たかし（名古屋市長）の殺害を予告するメールが届いていたことが判明した。本事件を引き合いにした内容で、愛知県警察は被害届を受理し、脅迫容疑で捜査している。

#### 山口敬之・百田尚樹・西村博之の投稿
事件の一報を受けて東京の自宅を出た安倍昭恵は7月8日15時20分に新幹線の京都駅に降り立ち、乗り換えのため近鉄の京都駅へ向かった。
15時36分、ジャーナリストの山口敬之は自身のFacebookに、安倍と麻生太郎と自身のスリーショットの写真を掲載し、「信頼できる情報筋から、救命措置の甲斐なく安倍晋三元首相がお亡くなりになったとの情報が入りました。悔しく、残念です」と綴った。1時間ほどのあいだに山口の投稿記事のシェアの数は450に達した。
16時40分、実業家の西村博之（ひろゆき）は山口の投稿のスクリーンショットを自身のTwitterに掲載し、「安倍晋三元首相と親交が深くインタビュー本を出版した山口敬之氏によると、安倍元首相は亡くなったそうです」と綴った。西村の投稿はまたたく間に拡散され、リツイートの数は1万を超えた。
昭恵が安倍晋三のいる奈良県立医科大学附属病院に到着したのは16時55分だった。その4分後の16時59分、作家の百田尚樹は自身のTwitterにおいて、「安倍晋三さんが亡くなられました。悔しいの一言です。今からYouTubeでライブ配信を行ないます」と投稿した。
17時3分、医師が安倍の死亡を確認した。その第一報は、17時48分から49分にかけてNHK、毎日新聞、日本経済新聞などにより報じられた。
山口と百田のフライング投稿に対し批判が集中した。7月8日18時29分、百田はTwitterを更新し「まったくどうでもいいことだが…メディアの発表前に、私や山口敬之氏が安倍さんの訃報を知らせたということで非難している人たちがいる。そんな人たちに言いたい。メディアの発表がすべてなのか？」と反論したが、翌9日に態度を一変。同日夜、東京スポーツは「百田氏はフォロワーからも諫められ『そうですね。気が動転して、そうした配慮を失念していました。反省です』と意気消沈していた」と報じた。
7月8日19時3分、山口はFacebookを更新し「私は独自のルートを使って、ご家族にこの事実が確実に伝わっている事を確認して、さらに安倍さんの他の近親者や関係各位にも確認をした上で、皆さんに報告しました」「各方面に二重三重の確認を取った上で公開したのであって、ご家族への配慮や情報リテラシーの面でも問題があったとは思いません」と自身の情報の正当性を主張した。その後山口は7月11日に「発信時点では、関係者から生還不能状態であり、家族の到着を待って蘇生措置を終了するという情報を得た」と状況を説明した上で、16時過ぎに「昭恵夫人が奈良に到着し、対面後蘇生措置を止めた」という情報を得たことで訃報を発信したものの、実際は昭恵は奈良に向かっている途上で結果的に誤報であったとし、加えて正確な情報確認を怠っており、発信についても冷静さを欠いていたとして謝罪した。
また、これらと類似する報道機関による誤報も発生した。毎日放送は8日14時55分頃、同社が運営するニュースサイト「MBS NEWS」や「Yahoo!ニュース」に掲載された記事で、安倍の「死亡が確認された」と誤って配信し、約25分後の15時20分頃に「心肺停止」に訂正された。原因として同社は、報道情報局所属のニュース配信の担当者が、独自取材によって死亡を確認したと勘違いし、当初「心肺停止」としていた部分を書き換えたとしている。なお、この時点でテレビでは「死亡」と報じていなかった。同社の代表取締役社長である虫明洋一は20日の記者会見で、「重大な事案について、誤った内容を配信したことは誠に遺憾であり、ご覧頂いた方々を混乱させるに至ったと深く反省しております。今後は、チェック体制を重層化し、再発防止に努めてまいります」と述べた。

#### フェイクニュース・陰謀論
7月8日15時台、SNS上で実行犯の男と同姓同名の大学教員を容疑者とする虚偽の投稿が流れたと毎日新聞が報じた。
実行犯が統一教会の分派である世界平和統一聖殿の信者だとする噂も出回ったが、7月9日、世界平和統一聖殿の日本支部「日本サンクチュアリ協会」は「容疑者は接点も関係も一切ない」との声明を発表した。なお、同教会は安倍を支持している。
フランスの極右政治家ダミアン・リュウは、日本のゲームクリエイター小島秀夫の写真と「極左が殺した」というコメントを添えて、あたかも小島が犯人であるかのようなデマをTwitterで発信。その後デマは削除され、リュウは小島とそのファンに対し謝罪した。ギリシャのテレビ局ANT1、イランのニュースサイトMashregh Newsも、同様のフェイクニュースを発信した。VICEの報道によると、デマの出所は4chanの/pol/であるとされる。小島が代表を務めるコジマプロダクションはフェイクニュース・デマへの抗議を表明すると同時に、法的措置を検討することを示唆した。
7月8日、SNS上で「奈良医大にクレームの電話が殺到してる」という噂が流れ、「クレーム」「クレームの電話」がトレンド入りした。7月9日、小説家で医師の知念実希人は「奈良医大にクレームが入っているようですが、絶対に辞めて下さい。（中略）（病院の対応は）全て完璧です。救命できなかったのは外傷が余りに重かったからです」とツイートした。同日、中日スポーツと日刊スポーツは、これらネット上の言説を取り上げて「クレームの電話が殺到してる」とする記事を作成して配信した。しかし、7月9日13時にSmart FLASHが奈良医大に電話で取材したところ、大学側はクレーム殺到の事実はないと否定した。
7月13日、ジャーナリストの阿比留瑠比が、文化人放送局のYouTubeチャンネル上に「銃撃事件を巡っては単独犯ではないのではないか。これはインターネット上に出回っている動画でも最初から最後までまったくブレずに一発目失敗した時も動かさず、二発目成功した動画で容疑者を綺麗に映すというあらかじめそこを狙っていて、それを報告するために撮った画像がある。この画像を当局が解析して調べたら、転載を繰り返しているが、元を辿ればウルグアイの放送局に行き着く。この事件はまだ背景のある話なのではないか。このことは警察も把握している」との動画を投稿した。
7月15日、元陸上幕僚長の岡部俊哉が、言論テレビのYouTubeチャンネル上に「私自身が事件の映像を見た感想では、映画のワンシーンを見ているような感じがして、逆に言えばそれがあまりにも違和感を感じた。これだけ大きな衝撃音があった場合というのは普通の人であればビクッとなるが、この映像からは見て取れない。こういう綺麗なと言うか、動かない映像というのはなかなか撮れない。二つ目は録画している人の注意が安倍前首相の姿から全然外れていない。あれだけ大きな音、それに爆炎がドーンと出てきた、それも2回も。それなのにずっと安倍首相を注視している。これだけ冷静にあれだけ周りの人が逃げまどって、しゃがんだり色々している状況の中で、かのカメラだけが冷静に安倍前首相をずっと撮り続けている。そして安倍前首相の姿が視界から消えた後に、ゆっくり犯人逮捕の方にターンしている。この動画はエクアドルの放送局経由で日本に拡散されたもので、エクアドル自体は情報機関が多く集まっている」との動画を投稿した。
8月2日、夕刊フジは、日米情報当局から入手した情報として「中国は『安倍氏を台湾に行かせるな。強行するなら報復する』と、日本を水面下で脅迫していた。中国やロシア、北朝鮮の工作員まで動いていた。安倍氏も、官邸も、警察当局も把握していた。一方で、奈良県警の〝手抜き警備〟は前代未聞だった」とし、米国や英国など、各国の情報機関は安倍の暗殺を単独犯行で終わらせようとする日本の当局に重大疑念を持っているとした上で、「容疑者に協力者がいた可能性があること、死因について救急救命医と奈良県警の発表に食い違いがあること、致命傷を与えた銃弾1発が体内で消えて捜査当局は説明をしていないこと、危機管理上問題がある場所で街頭演説が行われたこと、情報機関が使う特殊弾丸には体内で溶けるものがある」と報じた。
8月6日、ジャーナリストの山口敬之が、文化人放送局のYouTubeチャンネル上に「悪意を持ったスナイパーがガリウム弾を打ち込んで、安倍氏の心臓を激しく損傷して即死させた上で、その痕跡を消す為に生きている事にして長く輸血をしたという仮説が成立する。この仮説で最も恐ろしいのは、政府の誰かの指示でやった事になる。少なくとも政府、あるいは奈良県警、奈良の救急救命本部が誰かの指示で無駄な輸血を長くした事だけは間違いない。スナイパーがガリウム弾を撃ったとの筋書きで物を見ると、無駄な輸血とか、なぜ臨空じゃなくて奈良県立医大だったのかとか、ドクターヘリに乗せるまで50分かかっているという様々な疑惑が容疑者ではない別のスナイパーが発した銃弾によって心臓を激しく損傷し即死したと仮定した時に色々な疑問点が解消される」との動画を投稿し、一部ユーザーによって拡散された。山口は、奈良県警の発表では男が発砲した銃弾のうちの2発が安倍の左腕部と右前頸部に命中したとしているが、男のいた位置から首の右側面に命中させることは不可能であるという点を根拠の一つに挙げた。
その後、山口敬之は2023年5月26日発売の『月刊Hanada』7月号から複数犯説を唱える連載を開始した。山口の連載は同年7月3日配信の「世界日報」の記事でも取り上げられるなど、他媒体の後押しも受けた（後述）。山口がこれまでに『月刊Hanada』に寄稿した関連文章は以下のとおり。
- 2023年7月号 「安倍元総理暗殺『疑惑の奈良県警』」
- 2023年9月号 「『陰謀論』と呼ぶマスコミの無責任」
- 2023年11月号 「政権内部にも渦巻く『○○単独犯説』への不信感」
- 2024年1月号 「銃創への説明が二転三転！奈良県警発表の絶対的矛盾」
- 2024年2月号 「『○○単独犯』と反トランプ勢力」

8月16日、YouTube上に「事件現場近くのあるビルの屋上にスナイパーが狙撃するための小屋が設置されていた」との動画が投稿され、一部ユーザーによって拡散された。ところが、18日、オンラインメディアのBuzzFeedは、ビルの関連会社に問い合わせた結果として、この投稿はデマであると報じた。お笑いタレントのほんこんが、このいわゆる「スナイパー小屋」の情報を自身のTwitterなどで拡散したとして批判が集まり、ビル関係者による法的措置が検討され、20日、自身のYouTubeチャンネルで謝罪・撤回する事態となった。
8月16日、アサ芸プラスは「米国のナンシー・ペロシ下院議長が8月2日に台湾を訪問。中国がこれに反発し、大規模な軍事演習を行った。実は同時期に、安倍氏も訪台する計画だった。訪台を阻止したかったのは中国だけではなく、米国も同じでペロシ氏の訪台は4月から持ち上がっており、中国と手打ちするシナリオを作っていた。安倍訪台でそれをかく乱されてはたまらないと、不快感を示していた」とし、米中双方にとって安倍の存在が邪魔であったことと、致命傷を与えた弾丸1発が発見されずに体内で溶けた可能性が考えられることから、情報機関員が使用するガリウム銃弾と呼ばれる特殊な弾丸が使用されたとの見方を報じた。
また、他にもTwitter等のSNS上で「安倍氏事件はヤラセ」「自作自演だ」「銃撃された人物は影武者だ」「暗殺されたのは、世界経済フォーラム（WEF）の命令に従わずにワクチンを義務化せず、国民にイベルメクチンを配布したからだ」等の陰謀論が多数発信された。
インターネットセキュリティー企業のSola.comの分析によると、安倍晋三銃撃事件に関するデマを広めていた主要なアカウント5つは、ロシアによるウクライナ侵攻に関してロシア側の主張に基づいたデマや、それ以前には新型コロナワクチンに関して、「人口削減計画の一環」と訴えたりするデマを積極的に発信していた。また「親ロシア」「反ワクチン」といった特徴を持つグループと繋がり相互にリツイートする連携も見て取れた。同社の担当者は「投稿内容が日本になじみがないものだったり、投稿時間がロシアのサンクトペテルブルクのビジネスアワーと一致したりするなど不審な点が複数みられた」と指摘しており、安倍氏銃撃を巡る陰謀論の拡散に、海外の勢力が関与している可能性があるとした。
2023年1月、公安調査庁経済安全保障特別調査室に所属する公安調査官が陰謀論をメールで送付していたことが報じられた。調査官は「（安倍晋三銃撃事件の）真犯人は別のスナイパー」「ディープステート（闇の政府）が米国を裏で支配している」「トランプの選挙不正は事実」等の陰謀論を同僚に送ったとされ、取材に対し「メールを自分が出したかどうかはノーコメント」と答えている。
同年2月16日号の週刊文春の記事は、警察が詳細な検証を行ったのか国民に情報を公開していないことが「スナイパー説」「警察が真実を隠している」などの陰謀論を生んでいるとして、徹底した検証と情報の公開を求める声を掲載している。
同年2月17日、アサ芸プラスは、西側諸国の国際諜報活動に詳しい専門家の証言として「被告は3年間、任期自衛官として海上自衛隊に勤務しており、艦載武器を扱う砲雷科員として護衛艦『まつゆき』にも乗艦し任期満了で退職したが、防衛機密の一端を知る人物をターゲットに中国がハニートラップを仕掛けてくることは、かねてから指摘されていたこと。そんな中、中国共産党が時間をかけて被告を籠絡した上で、習近平の指示のもと、中共の敵である右派の安倍元総理を暗殺した」と報じた。
同年7月3日、『世界日報』が「安倍元首相暗殺から1年 消えない単独犯への疑念」と題する記事を配信。前述の山口敬之の複数犯説を紹介するとともに、「別の方向から弾が飛んできた可能性を否定できない」「致命弾を放ったスナイパー以外にも、現場で指示役や連絡役のような者がいた可能性は十分考えられる」と書き記した。
県警は、首の中央線よりわずかに右寄りの位置が命中箇所であり、少し振り返れば当たる場所と説明した上で3D映像による再現実験も行ったほか、男の撃った弾丸が安倍の首に命中したことが複数の防犯カメラ映像の解析でも確認されていることから、第三者の関与はあり得ず、男の立ち位置と命中箇所に矛盾点はないとしている。また、男は旧統一教会に傾倒した母親が多額の献金をしたため生活が困窮し、教団と関係の深い安倍を銃撃したとされる。こうした動機には論理の飛躍もみられ、山口は男が別の共犯者から指示を受けたとの見方も示しているが、県警はスマートフォンの連絡先や検索履歴を消去分も含め全て捜査した上で、単独犯であると結論付けている。捜査幹部は「単独犯の確たる証拠はあるが、すべてを発表すれば公判に影響し、不利になる可能性もある。歯がゆい思いだ」と述べている。

#### メンタルヘルス
本事件発生の瞬間を直接目撃したり、テレビ報道やSNSなどで視聴・閲覧した人々の心の不調も発生しており、奈良市が7月10日に開設した電話相談窓口には同月13日までの時点で82件の相談が寄せられ、その内の4割が奈良市民であったこと翌14日に奈良市長の仲川げんが明らかにしている。また、同月15日までの時点では同窓口に104件の相談が寄せられた。さらに、奈良県は7月11日に本事件を目撃し不安やストレスを感じている人などの相談に乗るための電話相談窓口を設置し、同月29日までの時点であわせて23件の電話が寄せられた。
日本放送協会 (NHK) や朝日新聞・産経新聞・毎日新聞・時事通信などの報道各社は本事件に関する映像を見過ぎることはストレスを高める要因になり得るとの旨を報じ、注意を呼びかけた。NHKは、本事件の速報を伝えるニュースの中で、事件発生時の映像が放送される直前に、「銃声が流れます」などとテロップ等で伝えた。また、7月9日に放送された、TBS系列の『情報7days ニュースキャスター』では、本事件に関する映像が放送される直前に、司会の安住紳一郎（同局アナウンサー）より「大変ショッキングな事件です。映像を見るのがつらいと感じている人は無理はしないでください」と呼びかけられた。7月10日に放送された、テレビ朝日系列の『サンデーLIVE!!』でも同様に、同局アナウンサーの野上慎平より、「これからご覧頂く映像には銃声の音も含まれます。映像をご覧になって不安やストレスを感じる方は視聴をお控えください」と呼びかけられた。
8月5日、奈良市消防局は本事件における救急活動の報告書を開示し、本事件の現場に出動した救急隊員や消防隊員ら24人のうち、6人 (25%)が心的外傷後ストレス障害 (PTSD) と見られる症状を訴え、産業医の面談を受けたと明らかにした。6人の症状については「比較的安定しており、現時点（8月5日時点）では通常通り業務に従事している」としている。市消防局の担当者は多くの観衆の面前で元首相の救命活動を行うという特殊性ゆえに、「精神的なショックが大きかったのだろう」と指摘した。

### 国内の反応
本事件を受け、各界の多くの著名人が反応を寄せた。本項ではその一部を掲載する。なお、本項で述べている「選挙」や「遊説」、「応援演説」は特記がない場合、本事件の2日後に投開票が行われた、第26回参議院議員通常選挙によるものを指す。

#### 政府・国会関係者
- 当時内閣総理大臣の岸田文雄は7月8日、遊説先の山形県からヘリコプターによって帰京した後、官邸で記者団の取材に応じ、涙目で声を震わせながら「まず、本日、お昼前ですが奈良県において安倍晋三元総理が銃撃され現在、深刻な状況にあると聞いております。今、懸命の救急措置が行われていると承知しております。まず何とか一命を取り留めていただくよう心から願っております」と安倍の現状を説明した[547]。その後、安倍の死去が確認されると、同日夜、談話を発表した。その中で「本日、突然の蛮行により、元総理大臣、安倍晋三氏が逝去された。民主主義の根幹たる選挙が行われている中、安倍氏の命を奪った卑劣な行為は、断じて許されるものではなく、最も強い言葉で非難する」と述べ、銃撃を非難し、「突然の訃報に接し、悲しみの念を禁じ得ない。国民の皆さまとともに、心から哀悼の意を表し、ご冥福をお祈り申し上げる」と述べた[548]。
- 安倍の実の弟で防衛大臣の岸信夫は7月8日、記者団の取材に応じ、「民主主義に対する冒とくだ。特に参議院議員選挙のさなかにこのような暴力によって言論の弾圧が行われるようなことがあってはならないことで、断固として非難を致したいと思う」と述べ、銃撃を非難し、「回復されるよう祈っている」と述べた[549]。
- 内閣官房長官の松野博一は、7月8日13時前にメディアの取材に応じ、「いかなる理由であれ、今回のような蛮行は許されるものではなく、断固非難する」とした上で「政府としては各種の対応に万全を期している」と目を潤ませながら述べた[550]。
- 財務大臣の鈴木俊一は、7月8日、記者団の取材に応じ、「なんとか一命をとりとめ回復していただきたいと思っていたが、残念ながらお亡くなりになり、痛恨の極みだ。心からご冥福をお祈り申し上げる。そしてご家族に心からお悔やみ申し上げたい」「戦後最長の政権を担い、日本に大変大きな功績を残された」「個人的にもそりが合って仲良くさせていただいた」などと述べた[551]。
- 安倍と同じ山口県を地盤とする外務大臣の林芳正は、7月8日、G20外務大臣会合が行われていたインドネシア・バリ島で取材に応じ、「（自身が）議員になる前、安倍氏も議員になる前から同じ地域ということで知遇を得ることができた。安倍内閣では農林水産大臣（第2次・第3次）、文部科学大臣（第3次第3次改造・第4次）で閣僚としてもお仕えした。まだ亡くなったと信じられない。大きな穴が開いたような、大きな喪失感を持っている」と述べた[552]。
- 総務大臣の金子恭之は、7月8日、記者団の取材に応じ、「びっくりしており、本当に残念だ。ありえないことが起き、本当に腹立たしく怒りがこみ上げてきている」と事件を批判し、「安倍元首相は、これまで、しっかり日本を支えていただいた。本当に残念で、心よりご冥福をお祈り申し上げたい」と哀悼の意を表した[553]。また、10日に投開票される参議院議員通常選挙の実施について「投票所や開票所での不測の事態に備え、警察を含めた関係機関への通報・連絡体制の構築の確認など対応に万全を期すよう地方自治体の各選挙管理委員会に対して、直ちに通知を出す。また総務省では、非常時に備えて内閣の危機管理部門との連携を構築する」と述べた[553]。
- 法務大臣の古川禎久は、7月8日、記者団の取材に応じ、「安倍元首相は長きにわたって我が国の国政を主導した極めて有力な政治家だった。個人的には親しくご指導いただくなど、楽しい思い出もたくさんある。突然のことに強い衝撃を受けており、うまく言葉も見つからないが、今はただ悲しくてならない。ご冥福をお祈りする」と哀悼の意を表した[553]。その上で「いかなる理由であれ、暴力で言論を封じる行為は断じて許されないものであり、卑劣非道な犯行を厳しく非難する」と事件を批判し、事件の捜査に関して「今後、捜査が進められ、警察から検察に事件が送致されるものと考えられるが、検察当局で、関係機関と連携し、事案の真相解明に努めるものと承知している」と述べた[553]。
- 文部科学大臣の末松信介は、7月8日、記者団の取材に応じ、「昨日（7日）応援演説をしてもらったばかりなので本当に信じられない。国際社会がこのような状況の中でまだまだ活躍いただけた方だけに、無念のひと言に尽きる。憲法改正も含めて、安倍元首相の思いを我々が引き継がなければいけない」と述べた[553]。
- 農林水産大臣の金子原二郎は、7月8日、記者団の取材に応じ、「安倍元首相のご冥福を心からお祈りいたします」と哀悼の意を表した上で「日本の経済社会の発展のために多大な貢献をされた偉大な政治家をこのような形で失うことはまことに遺憾だ。暴力で言論を封殺する行為は民主主義への挑戦で許されない。断固として非難する」と事件を批判した[553]。
- 経済産業大臣の萩生田光一は、7月8日、記者団の取材に応じ、「本当に信じられないことが起きた。民主主義の基盤をつくる選挙の最中の蛮行は絶対に許せず、強い憤りを感じる」と事件を批判し、安倍について「安倍氏は、私を国政に導いていただいた恩人であり、今日まで政治活動を一にしてきたので、本当に今は言葉がない。この国の将来を常に憂いていた姿を、かたわらで見てきた一人としてしっかり遺志を継いでいきたい」と述べた[553]。
- 少子化対策担当大臣の野田聖子は、7月8日、自身のFacebookにて、「安倍元首相の訃報に接し、まだ信じられない気持ちだ。何とか一命を取り留めていただくことを願っていたが、残念でならない。いかなる理由であれ、民主主義の根幹である選挙期間中に起きた今回の蛮行は許されるものではなく、断固として非難する」と事件を非難し、「当選同期として、およそ30年間、苦楽を共にした友人として、心からご冥福をお祈りする」と安倍の冥福を祈った[553]。
- 万博担当大臣の若宮健嗣は、7月8日、記者団の取材に応じ、「安倍元首相のもとで安全保障政策や外交政策の役目を果たさせてもらい、ご指導いただいた。歴代の総理大臣の中でも特別な存在で、心の底から尊敬する大好きな人だった。亡くなったことは日本の損失だ。ご冥福をお祈りするとともに、遺志を継いで次の時代をつくる決意を新たにした」と述べた[553]。
- 衆議院議長の細田博之は、7月8日、「痛恨の極みだ。自由な言論を封殺しようとする卑劣な行為に強い怒りと非難を表明する」との談話を発表した[554]。
- 参議院議長の山東昭子は、7月8日、「突然の悲報に接し、深い悲しみに暮れている」との談話を発表し、「言論を暴力でねじ曲げる行為を断じて許すことはできず、言葉にならぬ激しい憤りでいっぱいだ」と事件を批判した[554]。

#### 国政政党

##### 自由民主党
- 自由民主党副総裁の麻生太郎は、7月8日、安倍の訃報に接し、「安倍元首相とは互いに助け合ってきた間柄だった。病気を克服してきたというのに銃弾に倒れることになったのは本当に残念に思う」とコメントした[553]。
- 自由民主党幹事長の茂木敏充は、7月8日、党本部で開かれた緊急会合の後、記者団の取材に応じ、事件について「今回のテロ行為は、民主主義に対する挑戦であり、断固抗議する」と述べた上で、翌9日の選挙活動について「暴力に屈しないとの断固たる決意の下、各地の事情も踏まえ、選挙活動は予定通り進めることにした」 と語った[555][556]。
- 自由民主党政務調査会長の高市早苗は、7月8日、自民党本部で記者団の取材に応じ、「安倍氏のご家族はどんなにつらいかと思う。私たちもショックで悔しく、言い表せないぐらいの怒りを覚えている。本当に偉大な国家観を持った政治家だった。安倍氏の心に映された思いをしっかりと受け継いで歩み続けていくことで恩返ししたい」と述べた[553]。
- 自由民主党総務会長の福田達夫は、7月8日、記者団の取材に応じ、「昭恵夫人をはじめとするご遺族の皆さまに心からお悔やみを申し上げたい。本当に腹立たしい」と涙声で述べた[557]。
- 自由民主党選挙対策委員長の遠藤利明は、7月8日、記者団の取材に応じ、「安倍元首相とは当選同期で、若いとき1年間、毎日一緒にいて、仕事をさせていただいた。オリンピック・パラリンピックの開催では、いろんな助言もいただき、協力もいただいた。『遠藤さん、成功してよかったね』。あの一言は今でも忘れられない。何としても、この選挙でいい報告をしたいと思っている」と述べた[557]。
- 自由民主党参議院幹事長の世耕弘成は、7月8日、記者団の取材に応じ、涙声で「大変な業績を残した。そして歴史上最長の首相をお務めになった方だ。私にとっては、兄であり師匠という。本当に長い間ご指導いただいた方だ。苦しい難局を一緒に乗り切った思い出もたくさんある。心からご冥福をお祈りいたしたい」と述べた[557]。
- 安倍が総裁時代に党幹事長を務めた、衆議院議員の二階俊博は、7月8日夜に記者団の取材に応じ、「非常に穏やかで相手の気持ちを察する、本当に心の優しい人格者。まだ懐かしく思い出を語る気持ちになれない」「歴史に残る宰相として日本国のかじ取りを担っていただいたことに改めて心から感謝と敬意を表したい」と述べた[558]。
- 第2次安倍政権で内閣官房長官を務め、2020年に安倍の後を継いで内閣総理大臣となった衆議院議員の菅義偉は、7月9日、「卑劣極まりない事件だ。絶対に許してはならない」と事件を批判した[559]。その上で今後の選挙活動について「党が団結して戦いを勝ち抜くことが大事だ」「安倍さんの気持ちを考えても、選挙運動を取りやめるべきではない」と述べた[559]。
- 第2次安倍政権で外務大臣や防衛大臣などを務めた、衆議院議員の河野太郎は、7月8日、自身のTwitterにて「安倍晋三元総理の心からのご冥福をお祈りします。私も安倍内閣で外務大臣、防衛大臣を務め、安倍外交の一翼を担いました。故人の遺志を受け継ぎ、自由で開かれたインド太平洋の実現に力を尽くします」と追悼のコメントを寄せた[560]。
- 自由民主党総裁選挙で2度争い、第2次安倍政権下で党幹事長や地方創生担当大臣を務めた、衆議院議員の石破茂は、7月9日、山形県上山市内での街頭演説で、「考え方が違うところはたくさんあり、憲法や経済政策について、いろいろな論争をした。その安倍さんがいなくなって、心の中に大きな穴があいたようだ」と、安倍の死を悼んだ[561][562]。その上で、「暴力で政治家や言論の自由が倒される五・一五事件や二・二六事件を思い起こさせる。このようなことがあってはならない」と事件を批判し、「警備態勢が万全であったかも検証しなければならない」と警備態勢の検証の必要性を訴えた[563]。また、防衛大臣経験者として、被疑者が元自衛官であることも触れ、「国を守るために奉職した人がこのような行動に出たのは誠に残念」と語った[563]。
- 第4次安倍第2次改造内閣で環境大臣を務めた[564]、衆議院議員の小泉進次郎は、7月8日、「言葉がない。民主主義の根幹の選挙期間中に暴力で世の中を変えようという動きは決して許されず、怒りを禁じ得ない」との談話を発表した[565]。
- 第2次安倍改造内閣で経済産業大臣を務めた[566]、衆議院議員の小渕優子は、7月8日、「ご逝去の報に信じられない思いだ。選挙中の卑劣な蛮行は決して許されない」と事件を批判した[567]。
- 第2次安倍政権時に衆議院議長を務めた大島理森は、7月8日、「大きなショック、大変な衝撃を受けた。民主主義への挑戦であり、暴力による言論の封殺は絶対に許されるものではない」と事件を批判した[568]。
- 安倍政権下で文部科学大臣や衆議院議長を務めた伊吹文明は、7月8日、6日後の14日に安倍と食事をする約束をしていたと話し、「伝統的規範を大切に社会を動かしていこうという保守の理念は共有していた。同志を失い、残念でならない」と述べた[569]。
- 第2次安倍政権下で法務大臣や党幹事長を務めた谷垣禎一は、7月8日、「今の日本で解決すべき問題は何かを常に考え、そのために闘う政治家であり、日本政治史に名を残す偉大なリーダーだった。民主主義が最も敵とすべき暴力で安倍さんを失ったことに怒りを覚える。心からご冥福をお祈りする」とコメントした[569]。

##### 公明党
- 公明党代表の山口那津男は、7月8日、公明党本部にて「心からお悔やみを申し上げたい。激しい憤りを感じており、暴挙を断じて許してはならない。言論封殺を跳ね返し、民主主義の本来あるべき姿を示していきたい。安倍氏と長く政権を担ってきた思いや成果について、今後とも充実を図るよう努力していきたい」と述べた[553]。

##### 立憲民主党
- 立憲民主党代表の泉健太は、7月8日、立憲民主党本部にて「心からご冥福をお祈りするとともにこのようなテロ行為が発生したことは許されず、断固として非難したい。立憲民主党とは異なる政治的スタンスを持たれていたが国政に多大なる歩みを残され、わが国をリードされた元総理大臣として心から哀悼の誠をささげたい」と述べた[553]。
- 衆議院議員の小沢一郎は、7月8日、奥州市で街頭演説を行った際、事件について触れ、「私は彼のおやじさんの安倍晋太郎さんからの付き合いですから、大変残念で心からお悔やみ申し上げます」と述べたうえで、「自民党の長期政権が招いた事件と言わざるを得ない」と発言し、その後記者団に対しても「社会が安定して良い政治が行われていれば、こんな過激な事件は起きない。自民党がおごり高ぶり、勝手なことをやった結果だ」と語った[570][571]。小沢の発言は世論から批判を浴びた[572]こともあり、翌9日、党代表の泉健太は「背景や全容はいまだ不明だ。その状況で、事件と長期政権など何かを不用意に関連付けるべきではない」として、小沢に対し党として注意したことを公表した[571]。
- 元衆議院議員の辻元清美は、7月9日、高槻市内で街頭演説に臨んだ後取材に応じた。2020年8月末、安倍が2度目の内閣総理大臣を辞任した際に、辻元が「お疲れ様でした」と声をかけると、安倍からは「僕も辻元さんと激論できないのが寂しい」と笑顔で返されたとのエピソードを明かした。辻元は「訃報を聞き、あの笑顔が脳裏をよぎりました。心からご冥福をお祈りします」と追悼。演説では安倍の祖父である岸信介が太平洋戦争（大東亜戦争）開戦時の東条内閣で商工大臣を務めていたことを引き合いに、「私の祖父は赤紙一枚で戦争に行かされ、遺骨も見つかっていない」とし、「戦争に行かせた側の孫と、行かされた側の孫が、国会で激論をかわす。これが民主主義です。テロ、暴力に屈しません」と断言した[573]。

##### 日本維新の会
- 日本維新の会代表で大阪市長の松井一郎は、7月8日、「民主主義の根幹である選挙の期間中に暴力をもって言論を封じることは絶対にあってはならず、厳重に抗議する」とした上で、「この国を良くしていこうという安倍元首相の強い想いに私も同じものを抱き、強く共感していました。志半ばでこのような事態になり無念な思いです」と述べた[553]。

##### 国民民主党
- 国民民主党代表の玉木雄一郎は、7月8日、赤坂で記者団の取材に応じ、「大変残念で大きな存在が日本の政界から失われてしまった。まさに『巨星墜つ』で心の中にぽっかりと穴があいたような気がする」と述べ、「今回の蛮行は民主主義に対する重大な挑戦であり、脅威だ。暴力に屈してはならないので、民主主義の最大の発露である選挙活動は継続し、言論や選挙活動の自由をしっかりと守り抜いていかなければならない」とした[553]。
- 国民民主党代表代行で衆議院議員の前原誠司は、7月9日の京都市内の街頭演説で、安倍の死に対し哀悼の意を表し、「公私ともに仲良くさせて頂きました。例えば砂糖がなくなれば貸し借りしたり、通行証を貸し借りしたり。若いときは一緒に食事も行った」と懐かしみ、「今は与野党と立場も違い、総理としてやられたことは良い事もあれば、悪い事もある。でも、暴力で人の命を亡くすなんて事は絶対にあってはいけないこと」「個人的には大好きでしたし、元総理に対して、皆様方と一緒にお悔やみ申し上げ、ご冥福をお祈りしたい」とコメントした[574]。

##### 日本共産党
- 日本共産党委員長の志位和夫は、7月8日、名古屋市内の街頭演説で「心からのお悔やみを申し上げたい。政治的立場は異にしていたが、同じ年に生まれ、当選も同期で同時代をともに生きた者として大変悲しく寂しい思いだ」と述べた[553]。

##### れいわ新選組
- れいわ新選組代表の山本太郎は、7月8日、NHKの取材において「ショックしかない。安倍氏は私たちとは政治的なスタンスは対極にあるが、2度も総理大臣を務め、非常に大きな力を持った政治家だった。銃撃で命を失われたことにまだ自分の中で整理がつかない。言論を暴力で封じようとする動きに私たちが言論で徹底的にたたかっていくことを誓うしかない」と述べた[553]。

##### 社会民主党
- 社会民主党党首の福島瑞穂は7月8日、自身のTwitterにて「安倍元総理が亡くなったという報道です。ショックです。改めてテロに強く抗議をします。そして、心から哀悼の意を表します」と述べた[553]。

##### NHK党
- NHK党党首の立花孝志は、7月8日、NHKの取材において「本当に残念でならない。安らかに眠ってほしい。犯人を許せないという気持ちと同時に、こうしたことが二度と起きないようにするにはどうしたらいいのか考えなければならない」と述べた[553]。

##### 参政党
- 本事件2日後に投開票が行われた参院選で公職選挙法上の国政政党の要件を満たし、自身も当選を果たした[575]参政党副代表兼事務局長の神谷宗幣は、7月8日に自身のTwitterで、自民党時代の2012年に第46回衆議院議員総選挙に出馬し、安倍とともに街頭演説を行った際の写真を添付し、「信じられません。10年前に彼（安倍）に声をかけてもらい、国政選挙にでました。自民党を辞めて、この10年お会いしてませんでしたが、選挙の時の応援のお礼だけはちゃんと言いたかった」と綴り、哀悼の意を表した[576]。

#### 首長・地方政界
- 第1次安倍内閣で内閣総理大臣補佐官や防衛大臣を務めた、東京都知事の小池百合子は、7月8日、事件直後に開いた定例会見で、「大変ショックであります。とても心配しています。どのような理由であっても、こういった蛮行は許すことができません。民主主義への挑戦。激しい怒りを感じます。まずは、ご無事であるように祈っております。」と涙声で述べた[577]。その後、安倍の訃報を受け、「無事を信じていたが、大変残念でならない。民主主義の根幹を揺るがす今回のテロ行為は、断じて許されるべきものではない」「この国のかじ取りに力を尽くされた。アベノミクスによる経済再生や戦略的な外交など、数々の功績に深く敬意を表する」などとコメントし、哀悼の意を表した[578]。
- 第2次安倍内閣で内閣府特命担当大臣を務めた、群馬県知事の山本一太は、7月8日、事件直後に記者団の取材に応じ、「ぼうぜん自失で、言葉を失ったまま。いかなる理由があろうと断じて許されない、卑劣な行為だ」と事件を批判し、涙ぐみながら「私にとっては本当に特別な方。今の日本にもどうしても必要な人だと思う」「政治家としてあれだけの試練を乗り越えてこられた方ですから、必ずこの危機を乗り越えて帰ってきてくれるということを信じたい」などと述べ[579]、「警備を検証し、二度とこういうことが起こらないようにしてほしい」と再発防止に向けた対応を求めた[567]。その後、安倍の訃報を受け、「国会議員初当選以来のご指導と知事就任後も応援いただいたことに感謝の言葉しかない」とコメントした[567]。
- 全国知事会会長を務める鳥取県知事の平井伸治は、7月8日、事件について「民主主義に対するテロであり筆舌に尽くしがたい蛮行に強い憤りを禁じ得ない」と批判した上で、「安倍元総理大臣は『地方と心を一つに』と地方創生の推進に大きな業績をあげられた。心よりご冥福をお祈りし、感謝の誠をささげます」と哀悼の意を表した[553]。
- 全国都道府県議会議長会会長を務める秋田県議会議長の柴田正敏は、7月8日、声明を発表し、安倍が地方創生の推進に取り組んだことへの感謝の意を表するとともに、事件について「言論が暴力によって封殺されることはあってはならず、今回のような民主主義の根幹である選挙に際しての暴挙に、強い憤りを禁じえません」と非難し、政府に対して事件の再発防止に取り組むよう求めた[580]。
- 全国市長会会長を務める福島県相馬市長の立谷秀淸は、7月8日、声明を発表し、東日本大震災をはじめとする自然災害への対策や新型コロナウイルス感染症への対応、地方創生への取り組みに感謝の意を表するとともに、事件について「選挙期間中の活動に対する暴挙は、民主主義の根幹を揺るがす卑劣極まりないものであり、断じて許すことはできない。平穏な住民生活に対する重大な脅威であって、強い憤りを覚えるところである」と非難した[581]。
- 全国市議会議長会会長を務める横浜市会議長の清水富雄は、7月8日、声明を発表し、デフレ経済からの脱却、地方創生の推進、大規模災害の復旧・復興、新型コロナウイルス感染症への対応などへの取り組みに感謝の意を表するとともに、政府に対して事件の再発防止に取り組むよう求めた[582]。
- 全国町村会会長を務める熊本県嘉島町長の荒木泰臣は、7月8日、声明を発表し、東日本大震災や熊本地震などの災害への対応、新型コロナウイルス感染症への対応、地方創生への取り組みに感謝の意を表するとともに、政府に対して銃犯罪の取り締まりを強化するよう求めた[583]。
- 全国町村議会議長会会長を務める新潟県湯沢町議会議長の南雲正は、7月8日、声明を発表し、地方の再生や活発化、自然災害や感染症への対応、被災地の復旧・復興などへの取り組みに感謝の意を表するとともに、政府に対して事件の再発防止に取り組むよう求めた[584]。
- 事件当時、佐藤の応援のため現場に居合わせた奈良市長の仲川げんは、7月14日、「馴染みのある場所で世界を震撼させるような凶行が行われたのは残念な思い」などとコメントした[585]。

#### 皇室・宮内庁
- 宮内庁次長の池田憲治は、7月11日の定例会見において、「天皇・皇后両陛下は、突然の訃報に接し、大変残念に思い、心を痛め、ご遺族の皆さまの悲しみを案じておられるのではないかと拝察する」と述べたうえで、宮内庁として、「皇位継承がつつがなく行われるよう、一連の儀式、行事の円滑な実施にご尽力をいただいた。感謝を申し上げ、ご冥福をお祈りしたい」とコメントした[586]。

#### 財界・企業
- 日本銀行総裁の黒田東彦は、7月8日、「誠に残念でならない。さまざまな分野で大変に大きな功績をあげられた。経済の分野においては、長期間続いたデフレからの脱却と持続的な経済成長の実現に向けて、多大な成果を残された。強力なリーダーシップにより、日本経済の発展に尽くされたことに心より敬意を表する」などとコメントを発表した[587]。
- 日本経済団体連合会（経団連）会長の十倉雅和は、7月8日、「突然のことで大変驚き、衝撃を受けている。このような政治に対する暴力は、いかなる理由をもってしても断じて許されることではない。安倍元首相は、在任期間最長の総理大臣として、わが国の憲政史上、最も傑出した総理大臣の1人であるとともに、世界に誇り得る政治リーダーだった」と談話を寄せた[588]。
- 日本自動車工業会会長で、トヨタ自動車社長の豊田章男は、7月8日、「世界平和と日本の未来を誰よりも案じ、全身全霊で尽力した元首相の無念は、心中察するに余りある。憲政史上最長の安定政権を土台に、卓越した外交や安全保障に足跡を残すとともに、アベノミクスを掲げた強いリーダーシップにより、リーマン・ショックや東日本大震災から力強い回復を先導した」などとコメントを発表した[589]。
- 日本郵政社長の増田寛也は、7月8日、「第1次安倍内閣の時に総務大臣として仕事をご一緒した。首相として約9年弱の期間、リーダーとして日本国を牽引したことに感謝を申し上げるとともに、心からご冥福をお祈りする」などとコメントを発表した[590]。
- キヤノン会長兼社長で、かつて経団連会長も務めた御手洗冨士夫は、7月8日、「わが国の憲政史上最長となる盤石な政権を築き、後世に残る多大な功績を残した。このようなかけがえのない方を失ったことは国家的損失だ。退任後も精力的に政治活動を続けていた矢先に志半ばで凶弾に倒れた安倍元首相の無念の思いを察するに、まさに断腸の思いだ」とコメントを発表した[591]。
- 安倍が1979年から1982年まで会社員として勤務していた神戸製鋼所は、7月8日、「安倍元首相は、首相に就任されてからも当社事業所にご訪問いただいたことがありました。今後もさらなるご活躍を期待しておりましたが、卑劣な行為により命を絶たれたことは、痛恨の極みです」とのコメントを発表した[592]。
- 一般社団法人Colabo代表理事で社会活動家の仁藤夢乃は、「暴力を許さず抵抗する活動を私も続けている」とした上で「今回のような事件が起こりうる社会を作ってきたのはまさに安倍政治であって、自民党政権ではないか」と私論を述べた[593]。

#### 拉致被害者・家族
安倍が生前、最重要課題としてあげ、父・晋太郎の秘書時代から取り組んできた、北朝鮮による日本人拉致問題の被害者ならびにその家族の反応は以下の通り。
- 北朝鮮による拉致被害者家族連絡会（通称：家族会）代表で、拉致被害者・横田めぐみの弟でもある、横田拓也は、7月8日、記者団の取材に応じ、「私にとっては、身内の一人と言ってもいいほど身近な方だった。そうした家族のような方が凶弾に倒れて亡くなり、本当に悔しいし、悲しい」「（安倍は）私たちの親の世代が苦しんでいたときから手を差し伸べてくれた恩人」「言葉にできないほどつらく悲しい」などと述べた[596][595]。
- 横田めぐみの母・早紀江は、7月8日、安倍の訃報に接し、ショックが大きく、対面での取材は受けられないとした上で、「安倍さんは拉致問題を解決したいと長い間言い続け、アメリカをはじめとする各国に対しても協力を得ようと頑張ってくださっていた。亡くなられたのは、非常に残念だ。このような世の中になり、本当に嫌になってくる」などとコメントを寄せた[597]。
- 拉致被害者・有本恵子の父・明弘は、7月8日、「東京に行ったら、必ず安倍さんの事務所を訪ねた」「いろんな国会議員がいるが、一番話しやすい政治家だった」「身内を亡くしたような気分」などと述べた[594]。
- 2002年、安倍が内閣官房副長官として北朝鮮に渡り、その際に開催された日朝首脳会談によって帰国が実現した[594]、拉致被害者の曽我ひとみは、7月8日、居住地の新潟県佐渡市を通じて、「あまりにも突然の訃報に際し、自分自身何をどうすればいいのか分かりません。この20年以上もの長い長い間、拉致問題解決のために全身全霊で取り組んでくださった、その姿は絶対に忘れることはできません」「佐渡にもわざわざ足を運んでくださったり、私が肺がんになった時も、設備の整った病院で治療が受けられるようにしてくださいました。また息抜きの時間も必要だとプライベートの時間も作ってくださいました。私だけでなく、私たち家族に対しても何かと気にかけてくださり、大変やさしくしてくださったこと、家族全員忘れることはありません」「本当に尊い方を亡くし、悲しみで一杯です。ご冥福を心からお祈りすることしか出来ない私が、とても歯がゆくこの気持ちをどこに持っていけばいいのか分かりません」などとコメントを発表した[598]。
- 同じく2002年に帰国が実現した、拉致被害者の蓮池薫と妻・祐木子は、7月9日、居住地の新潟県柏崎市を通じてコメントを発表し、「（安倍は）拉致問題解決に多大な貢献をされた。今後、拉致被害者の帰国を実現する上で主導的な役割を果たしていただけると思っていただけに無念でならない」とし、銃撃事件について「卑劣で許しがたい行為」と非難した[599]。

#### 芸能界
- テレビ番組での共演経験もある、松本人志（ダウンタウン）は、7月8日、自身のTwitterで、「安倍元首相のご冥福をお祈りいたします。ただただショックです」と投稿した[600]。
- テレビ番組『SMAP×SMAP』（関西テレビ・フジテレビ系）のコーナー「BISTRO SMAP」で共演経験のある、中居正広は、7月9日、自身が司会を務める『中居正広のキャスターな会』（テレビ朝日系）の冒頭部を急遽、生放送とし、「非常に残念な事態になってしまいました。昨日、安倍晋三元総理が銃で撃たれ、亡くなりました」と沈痛の面持ちで、本事件を伝えた[470][601]。
- 安倍本人から公認をもらい安倍のものまねを披露している、佐竹正史（ビスケッティ）は、7月8日、「何を言ったらいいかまだわかりません。ただ、自分が芸人として今日までやってこれたのは安倍晋三さんのモノマネ芸人として活動できたから。初めてお会いさせていただいた日から何度も笑って迎えてくださり本当に感謝しかありません。心から、心から、ご冥福をお祈り致します」とつづった[602][603]。
- 安倍本人から公認をもらい安倍のものまねをしており、安倍主催のクリスマスパーティーに参加したり安倍が公邸から引っ越す際に手伝いをしたりするなどの交流がある、福本ヒデ（ザ・ニュースペーパー）は、突然の訃報でショックのあまり、一時はネタの封印も考えたが、「安倍さん（のものまね）を続けてください」という声が多数届き、7月9日、「社会のムードを見ながらになりますが、安倍さんは『ど〜んどんやってください』と許してくれると思う」と述べ、ものまねの継続を誓った[604]。
- 安倍のものまねをすることがあり、安倍が内閣総理大臣在職時の2017年には桜を見る会に出席した、伊達みきお（サンドウィッチマン）は、7月9日、自身が出演するラジオ番組『サンドウィッチマン ザ・ラジオショーサタデー』（ニッポン放送）で「もうモノマネもしないですよ、僕は。封印ですね」と明言。最後に「けっこうショックが大きいです。やはり1度、お会いしているというのも大きかったかな。なかなかお話しできる立場じゃないし、我々なんかは」と締めくくった[605]。

#### スポーツ界
- 大相撲本場所で内閣総理大臣杯を安倍本人から受け取ったことのある元横綱・朝青龍のドルゴルスレン・ダグワドルジは、7月8日、自身のTwitterで、「Shock shock」と手を合わせて拝む絵文字を4つ添えて投稿。その後も「特別に銃いじってある！」などと続報に触れ、「こんな奴！何の為に！？」と犯行現場の捉えた報道写真を貼り付けて嘆いた[606]。さらに、「言葉に出来ない」「悲しな本当に悲しい」と投稿した[607]（原文ママ）。
- 元横綱・白鵬の間垣親方は、7月8日、自身のTwitterで、安倍から内閣総理大臣杯を授与された際の写真を添付し、「安倍晋三元総理、ご冥福をお祈りします」と投稿した[607]。
- 元横綱・日馬富士のダワーニャム・ビャンバドルジは、7月11日、自身のTwitterで、安倍から内閣総理大臣杯を授与された際の写真を添付し、「安倍晋三元総理がお亡くなりになられました。世界一安全な国といわれる日本でこのような事件が起こったことに大変ショックを受けています。言葉にならないほど悲しくて残念でなりません。モンゴルとの外交に尽力してくださった安倍晋三元総理に心からご冥福をお祈りいたします」とコメントした[608]。
- 元横綱・北勝海で、日本相撲協会理事長の八角親方は、7月9日、「驚きと悲しみに堪えません。令和元年（2019年）5月、当時のトランプ米国大統領を大相撲にご招待され、共に観戦された際の真摯（しんし）なお姿が目に浮かび、忘れることはございません。長く国益と国民のために尽力され、多大なる経験を今後もお役立ていただけると信じておりましたが、残念でなりません」とコメントした[609]。
- サッカー元日本代表で、カンボジア代表の監督を務める本田圭佑は、7月8日、自身のTwitterで、2016年に自民党本部で安倍と会談した際の写真を添付し、「悲しい」と英語で投稿した[607]。
- 7月8日のプロ野球・読売ジャイアンツ対横浜DeNAベイスターズ戦が行われた東京ドームでは試合開始直前の17時50分過ぎに「先ほど、元首相の安倍晋三さんが、お亡くなりになりました。哀悼の意を表し、黙祷を行いたいと思います」と場内アナウンスが流れた。また、この日から10日までの同カードではメインゲート前・バックスクリーン上部の日本国旗を半旗にした[610][611]。
- 安倍がサンケイアトムズ時代以来のファンだったプロ野球・東京ヤクルトスワローズの監督で、2021年1月にサンケイスポーツの企画で対談したことがある髙津臣吾は、7月8日、取材に応じた際、「残念です。ヤクルトの昔からの歴史や野村克也監督のことなど、すごく詳しくて、本当にヤクルトのことが好きなんだなと感じた。野球も好きでいらした」と安倍を偲んだ[612][613]。
- 7月9日のラグビー リポビタンDチャレンジカップ2022の日本対フランス戦が行われた国立競技場では、両チームの選手が入場後、国歌斉唱の前に黙祷を行った[614]。また、フランス代表は、安倍を追悼し名前入りジャージーを贈呈した[615]。
- 7月10日に初日を迎えた大相撲・名古屋場所では、初日恒例の協会挨拶前に安倍を悼み、八角理事長（元横綱・北勝海）、横綱・照ノ富士ら三役以上の力士が土俵上で黙祷を捧げた。その他の日本相撲協会員も黙祷を行った[616]。

#### 施設
- 東京タワーは、安倍への追悼を表し7月9日夜のライトアップを消灯した[617]。
- 首相官邸などでは7月11日に日本国旗を半旗とした。内閣官房長官の松野は「亡くなったのが8日の夕刻だったため、翌営業日の本日（11日）から掲揚することにした」としているが、各国の動きを見て10日に掲揚を判断したとされ、閣僚経験者からは「安倍氏への配慮が足りない。判断が遅すぎる」との声が出ていたとされる[618]。

### 国外の反応
- 欧米のメディアは、本事件について「assassination（暗殺）」という表現を用いて報じた[619]。
- 7月12日の会見で外務大臣の林芳正は「これまで259の国・地域・機関等から計1700件以上の弔意メッセージが寄せられている」と発表している[620]。

#### 北アメリカ
アメリカ合衆国
- CNNやAP通信はNHKの報道を引用する形で緊急ニュースとして東京から報じた[621][622][623]。ABCやNBC、FOX、ニューヨーク・タイムズなどの主要メディアもホームページ上にて速報扱いで伝えている[623][624]。
- 有力週刊誌「タイム」は7月15日発行予定の次回号表紙に安倍を採用すると同時に「日本で最も長く首相を務めた安倍晋三の遺産」と題した特集を行うことを同月8日に公式Twitterにて発表した[625][626]。
- バイデン政権並びに大統領顧問団
  - 第46代合衆国大統領ジョー・バイデンは「何よりも、安倍元首相は日本国民を深く思いやり、その生涯を日本国民のために捧げました。攻撃された瞬間も、彼は民主主義の仕事に従事していた。まだわからないことがたくさんありますが、暴力的な攻撃は決して許されるものではなく、銃による暴力は常に、その影響を受けたコミュニティに深い傷跡を残すものだということは、私たちも知っています。米国は、この悲しみの瞬間にある日本とともに歩んでいます。彼のご家族に深い哀悼の意を表します」とコメントした[627]。その後、ホワイトハウスを含む全世界のアメリカ政府および米軍関係施設、ならびに軍関係船舶において、7月10日日没まで半旗を掲揚するよう指示した[628]。
  - 国務長官のアントニー・ブリンケンは主要20カ国・地域（G20）外相会合に出席のため、インドネシアを始めとする東南アジア諸国を歴訪していたが、安倍の死去に哀悼の意を示すために急遽7月11日に日本を訪問し、東京で日本政府の高官と会談することを同月9日に国務省が発表[629][630][631]、11日に岸田総理大臣と会談し、直接哀悼の意を伝えるとともに、バイデン大統領から安倍元首相の家族に対して書かれた手紙を手渡した[632][633]。
  - 駐日大使のラーム・エマニュエルは自身のTwitterで、「安倍晋三元首相の銃撃事件を受け、悲しみを覚えるとともに大きな衝撃を受けています。安倍さんは日本の優れた指導者であり、米国にとって揺るぎない盟友でもあります。米国政府と米国民は、安倍さんのご無事を願うとともに、ご家族と日本国民のために祈っています」と投稿した[634]。
  - 財務長官のジャネット・イエレンは、外交日程を変更して訪日し、駐日大使のエマニュエルとともに増上寺で執り行われた通夜に参列、妻の昭恵らに面会し弔意を伝えた[635]。
- 第1次トランプ政権並びに大統領顧問団
  - 第45代大統領ドナルド・トランプは自らが立ち上げたソーシャルメディアのアプリで「とてつもなく悲惨なニュース」「彼は私の真の友人であり、さらに重要なことに、アメリカにとっての友人でもありました。彼を心から愛し、賞賛してくれた日本の素晴らしい人々にとって大きな打撃です。シンゾウと彼の美しい家族のために私たちは皆祈っています！」とコメントした[636]。しかし、彼の死を知ると「世界にとって最悪なニュースだ！」と銃撃事件を非難したうえで、「彼は他の誰とも違うリーダーであったが、何よりも壮大な国、日本を愛し、大切にする人であった。彼のような人は、もう二度と現れないだろう」とコメントした[637]。
  - 第48代副大統領マイク・ペンスは「安倍晋三氏の死去により、日本は巨人を失い、アメリカは我々の最も偉大な友人を失いました。安倍さんは日本で最も長く首相を務めただけでなく、アジア太平洋地域の自由な世界のための比類なき擁護者であり、その死を深く悼みます」とコメントした[638]。
- 第44代大統領バラク・オバマは「安倍元首相は、自らが仕えた国と、日米間の並外れた同盟の両方に献身的に尽くされました。日米同盟を強化するために行った活動、広島と真珠湾を一緒に訪問した感動的な経験、そして昭恵夫人が私とミシェル（妻）に示してくださった優しさを、私はずっと覚えています」とコメントした[627]。
- テクノロジー企業大手・Apple最高経営責任者（CEO）のティム・クックは「彼はとても重要なリーダーで、彼と一緒に時間を過ごせたことは光栄だった。私の心は、彼の最愛の人と日本のすべての友人と共にあります」とのコメントをTwitterに投稿した[639]。
- 電気自動車企業大手・テスラCEOのイーロン・マスクは「ひどいニュースだ」とコメントした[639]。
- 証券取引所のNASDAQは、取引所ビルにおいて「安倍晋三の功績と生涯を称える」追悼広告を表示した[640]。

 カナダ
- 第29代カナダ首相のジャスティン・トルドーは、「信じられないほど衝撃的で、深く悲しんでいる。世界は志ある偉大な人物を失った。カナダは親しい友人を失った」「友よ、あなたがいなくなると寂しくなる」と追悼した[27]。

#### ヨーロッパ
イギリス
- イギリス女王のエリザベス2世は天皇に弔辞を送り、「安倍晋三元首相の突然の訃報に接し、私たち家族は深い悲しみに包まれています。安倍夫妻が2016年にイギリスを訪問された際にお会いしたことは、とても良い思い出です。安倍元首相の日本への愛と、イギリスとの絆をこれまで以上に緊密にしたいという思いは、明らかでした。この困難な時期に、安倍元首相のご家族と日本の皆様に深いお悔やみを申し上げます」とした[641]。
- 第77代首相ボリス・ジョンソンは「安倍晋三元首相に関する非常に悲しいニュースです。未曽有の時代に彼が発揮したグローバルなリーダーシップは、多くの人々の記憶に残るでしょう。安倍晋三元首相のご家族、ご友人、そして日本国民の皆さまに思いを寄せています。英国はこの暗く悲しい時にあなた方と共にあります」とコメントした[642]。
- 英国放送協会 (BBC)も速報で報道した[643]。

 ドイツ連邦共和国
- 第9代連邦首相オラフ・ショルツは、自身のTwitterで「安倍元首相の遺族、私の同僚の岸田首相、そして日本の友人たちにお悔やみを申し上げる。このような困難なときにドイツは日本のそばに寄り添う」などと投稿した[644]。
- 安倍が首相在任時に連邦首相であった、第8代首相アンゲラ・メルケルは、自身のホームページに「日本と世界は偉大な政治家を失った」「私の気持ちは安倍氏、安倍夫人、そして彼の家族と共にある」などと哀悼のコメントを掲載した[644][645]。

 フランス
- 第25代フランス大統領エマニュエル・マクロンは、「安倍晋三元首相が受けた凶悪な攻撃に大変ショックを受けています。偉大な首相の家族や愛する人たちに思いを寄せます。フランスは日本人に寄り添っています」とコメントした[646]。
- フランス通信社 (AFP通信)も速報で報道した[643]。

 イタリア
- 第67代閣僚評議会議長マリオ・ドラギは、「今回の事件にイタリアは大きな衝撃を受けている。安倍氏はその革新的な精神と改革的なビジョンにより、日本そして国際政治において偉大なリーダーだった」などとコメントを発表した[647]。

 バチカン
- ローマ教皇のフランシスコは、バチカン国務長官のピエトロ・パロリン枢機卿を通して駐日教皇大使レオ・ボッカルディ大司教宛に弔文を送り、その中で安倍元首相の死去に深い悲しみを表し、元首相の遺族、元首相と親しかった人々、そして日本の国民に、心からのお悔やみと深い哀悼の意を述べると共に、「無分別なこの事件の後、日本の社会が平和と非暴力に対するその歴史的な取り組みをより強めることができるように」と祈りを捧げた[648]。

 ロシア連邦
- ロシア連邦大統領のウラジーミル・プーチンは、妻の昭恵に「犯罪者の手は、長きにわたり日本政府を率い、両国間の関係発展に多くを成し遂げた、優れた政治家の命を絶った」「この素晴らしい人物の記憶は人々の心に残るだろう」などと弔電を送った[649][650]。
- ロシア連邦出身のフィギュアスケート選手で、平昌オリンピック金メダリストのアリーナ・ザギトワは自身のInstagramで、「謹んでお悔やみ申し上げます」と投稿した[651]。
- タス通信も速報で報道した[643]。
- ソビエト連邦の書記長、大統領を務めていたミハイル・ゴルバチョフは、「安倍元総理大臣の死去の知らせに対して衝撃を受けた。ご遺族や日本の皆様に心からお悔やみ申し上げる」と声明を発した[652]。

 ウクライナ
- ウクライナ大統領のウォロディミル・ゼレンスキーは、「安倍晋三元首相への残酷な暗殺は恐ろしいニュースです。この困難な時期に、彼の家族と日本の人たちにお見舞い申し上げます。この忌まわしき暴力行為に言い訳は通用しません」とコメントした[653]。

 ベラルーシ
- 駐日ベラルーシ大使館は、「現代の重要な政治家、安倍晋三元首相の急逝を深い悲しみをもって知りました。このような恐ろしい犯罪は、現代の世界では起こってはなりません。安倍氏のご逝去は、日本にとっても国際社会にとっても大きな損失です。心より哀悼の意を表しますとともに、ご家族と日本国民の皆様、日本政府にお見舞い申し上げます。」と表明した[654]。

 セルビア
- セルビア大統領のアレクサンダル・ヴチッチは、「安倍元総理は謙虚な人格者として尊敬申し上げてきた。ゆえに今回の事件による逝去には大変驚いており、残念である」との弔意を表明した[655]。

 アイルランド
- アイルランド首相のミホル・マーティンは、「日本の元首相、安倍晋三の恐ろしい死に、私は深く悲しんでいます。安倍晋三氏は強固で献身的な民主主義者であり、選挙を控えた選挙活動という最も民主的な活動をしている最中に殺害されたことは特に衝撃的です。有権者の前で自分の主張を展開し、投票を求めることは、民主的な政治家として我々が信じることの核心です。安倍元首相への攻撃は、民主主義そのものへの攻撃です。平和を愛する日本という国で起こったことは、なおさら衝撃的です」とコメントした[656]。

 ベルギー
- ベルギー首相のアレクサンダー・デ・クローは自身のTwitterで、「安倍元首相に対する襲撃に大変驚き、深く衝撃を受けております。ベルギーは安倍元首相の家族と日本の人々に心からの哀悼の意を表します」と弔意を表した[657]。

 スイス
- スイス大統領のイグナツィオ・カシスは岸田宛てに書簡を送り、弔意を伝えた。

 スペイン
- スペイン首相のペドロ・サンチェスは弔問記帳で、「この度の安倍晋三元総理大臣の逝去に対し、スペイン政府及びスペイン国民を代表し、深い悲しみをもって哀悼の意を表します。日西関係をより強固なものにする機会となった、2018年の安倍晋三元総理大臣のスペイン訪問を忘れることはありません。」と記した[658]。

 ポルトガル
- ポルトガルのサッカーリーグであるプリメイラ・リーガ（ポルトガル1部）のポルティモネンセSCはクラブの公式SNSを通じ、「日本の元首相・安倍晋三の痛ましい死を知り、大変残念に思います。彼の死の悲しい知らせとともに、日本のファミリーと人々に、深い哀悼の意を表します」と表明した[659]。

#### アジア
中華人民共和国
- 中国国内でもメディアが日本の報道を引用する形で一斉に本事件を速報した。また、同国の短文投稿サイト微博でも検索ランキングで上位3位まですべて本事件に関するワードが占めるなど、中国国内でも注目された[660]。
- 中国国家主席兼中国共産党中央委員会総書記の習近平は、岸田と妻の昭恵宛てに「安倍氏の突然の死を深く残念に思う」「安倍氏は両国関係の改善に尽力した」などと弔電を送った[661]。
- 中国外交部報道官の趙立堅は、安倍の死去が確認される前に、｢この突然の事件にショックを受けた。状況の進展を追っており、安倍前首相が危険な状態から抜け出し、すぐに回復することを望んでいます｣とコメントした[662]。

 大韓民国
- 韓国大統領の尹錫悦は、妻の昭恵に「日本の憲政史上、最長期間を務めた首相であり、尊敬される政治家を失った遺族と日本国民に、哀悼と慰労の意を伝える」などと弔電を送った[663]。また、尹を支える与党・国民の力も「経済政策のアベノミクスは、安倍氏のトレードマークであり、長期低迷に陥った日本経済の復興のために努力した政治家だった。テロはどんな理由でも正当化できない」などとコメントを発表した[663]。
- 韓国前大統領の文在寅は、自身のFacebookで「とても残念で悲痛な思いだ」「ご冥福を祈り、家族と日本国民に哀悼と慰労の意を伝える」などと投稿した[664]。また、革新系野党の共に民主党や正義党も弔意を示す声明を発表した[665][666]。
- 父である辛格浩（日本名:重光武雄）の代から家族ぐるみで岸や安倍家との親交があった韓国ロッテグループ会長の辛東彬（日本名:重光昭夫）は近日中に日本を訪問し、安倍の遺族などと面会することが7月11日に報じられた[667][668]。
- 聯合ニュースなどが一斉に速報で伝えた[669]。
- 2022年8月12日、世界平和統一家庭連合は、文鮮明の死後10年にあわせて、ソウルで国際会議を開催。トランプ前政権で国務長官を務めたマイク・ポンペオやカナダのスティーヴン・ハーパー前首相など各国の閣僚経験者が出席した。会合の冒頭、檀上のスクリーンに安倍の顔が映し出され、教団幹部が促す形で、参加者は安倍の死を悼んだ。トランプ前米国大統領は10分にわたるビデオメッセージを送り、「安倍元首相は良き友人であり、偉大な人物であった。人々は彼を懐かしむだろう。深い哀悼の意を表する」と述べた。会議の途中、安倍を追悼するセレモニーも行われた[670][671]。

 中華民国（台湾）
- 台湾（中華民国）総統の蔡英文は自身のFacebookで、「暴力という不法行為を厳重に非難する」と投稿した[672]。
- 台北駐日経済文化代表処駐日代表の謝長廷は自身のFacebookで、1 週間前の表敬訪問の際に訪台を招請したところ安倍が快諾したことを明かし、「この上ない悲しみと残念な気持ちでいっぱいです」「安倍氏は台湾にずっと友好的で、いくつもの台日友好政策を推進して来られました」などと述べた[673]。
- 台北市信義区にある台北101では、安倍の死去を追悼し7月8日夜に約4 時間にわたり「謹んで哀悼の意を表する 安倍首相」「台湾の永遠の友」「感謝 安倍首相」「台湾への支持と友情」などのメッセージ[注 32]をビルの壁面に映し出した[674]。
- 日本台湾交流協会事務所には、蔡英文をはじめ、行政院長蘇貞昌、衛生福利部長陳時中、外交部長呉釗燮、立法院長游錫堃、中国国民党主席朱立倫ら与野党や財界の要人が相次いで訪問し、弔問記帳を受付初日となった11日の訪問者は約1,500人に上った[675]。

 モンゴル
- モンゴルの元大統領特使で元横綱・朝青龍のドルゴルスレンギーン・ダグワドルジは自身のTwitterで、現役時代に内閣総理大臣杯の授与式で安倍からトロフィーを受け取った際の写真と、モンゴルの夕焼けの写真を添え「言葉に出来ない。今赤空。本当に悲しい」と投稿した[676]。

 タイ
- タイの外相はANNの取材に対し、「プラユット・チャンオチャ首相は彼の友人に起きたことにショックを受けている」などと述べた[677]。

 ベトナム
- ベトナム首相のファム・ミン・チンは、ベトナム共産党、ベトナム政府、ベトナム国民を代表し、岸田に弔電を送った。また、外相のブイ・タイン・ソンは、林宛に弔電を送った[678]。

 シンガポール共和国
- シンガポール首相のリー・シェンロンは、自身のFacebookで「大きな衝撃を受けている。ばかげた暴力行為だ」「安倍氏はシンガポールの良き友だ」と投稿した[679]。

 マレーシア
- マレーシア外相のサイフディン・アブドゥッラー（英語版）は、自身のTwitterで、「安倍氏の遺産と貢献はいつまでも生き続けるだろう」と投稿した[680]。

 インドネシア
- インドネシア大統領のジョコ・ウィドドは、自身のTwitterで、「逝去した安倍元首相に最も深い哀悼の意をささげる」と投稿した[680]。また、インドネシア外相のルトノ・マルスディは、G20外相会合の閉幕後の議長国会見の冒頭で、「悲しい知らせを受け取った」「国と国民のために尽くした安倍氏の姿はすべての人の模範として、いつまでも忘れられることはないだろう」とコメントした[681]。

 フィリピン
- フィリピン外相のエンリケ・マナロ（英語版）は、「安倍氏は多くのフィリピン人から称賛されている」とコメントした。また、前大統領のロドリゴ・ドゥテルテは、「世界で最も影響力のある指導者の一人だった」と声明を発表した[680]。

 カンボジア
- カンボジア首相のフン・センは、岸田宛ての書簡に「大きな衝撃を受け、深く悲しんでいる」「安倍氏は地域の平和と安定、繁栄に寄与した傑出した政治家」と称えた[680]。
- 首相のフン・センはカンボジア国民に対して9日、10日は喪に服し、全土でカンボジア国旗を半旗にするよう指示した[682]。
  - 首相の指示を受けて9日、観光相のトン・コンは通達を発出、全土で10日はカラオケやディスコ、ビアガーデンなどの営業停止、レストランでのアルコール提供を禁止した[682]。

 ミャンマー連邦共和国
- ミャンマー国軍の広報官であるゾーミントゥンは、「このニュースを聞いた時、我々はショックを受け驚きました。この事件を非難します」と述べた。また、「安倍元総理はミャンマーの古くからの良き友です。」「我々ミャンマーは、国内外でのテロ行為を非難しています」とコメントした[683]。

 インド
- インド首相のナレンドラ・モディは、自身のTwitterで「最も親しい友人の一人の悲劇的な死に言葉にできない衝撃と悲しみを受けた」と投稿し、死去の翌日である7月9日はインド全土で喪に服すことを発表した[684]。

 パキスタン
- パキスタン首相のシャバズ・シャリーフは自身のTwitterに、「日本の安倍晋三元総理はパキスタンと日本との関係において計り知れない貢献をされました。この困難な時期に我々は日本国民と連帯します」と投稿した。

 ブータン
- ブータンは安倍が死去したことを受けて、7月9日を追悼の日とし、国内各地や海外の大使館などで半旗を掲げた。また、ブータン外務省によると、寺院で国王のワンチュク・ナムゲルと王妃のジェツン・ペマ・ワンチュク、政府高官らが祈りをささげた[685]。

 モルディブ
- モルディブ大統領のイブラヒム・モハメド・ソーリフは、自身のTwitterで、「日本の安倍晋三元総理の訃報に深い悲しみを覚えています。優れた手腕を持つ政治家で、モルディブ国民は、大きな喪失に向き合うご家族、日本国民と政府に心からの哀悼を送ります」と投稿した。

 アフガニスタン
- アフガニスタン・タリバン政権の外務省報道官は、Twitterで「安倍晋三元首相が暗殺されたことについて、日本政府および国民に深い哀悼の意を表します」と述べた。さらに、日本のアフガニスタンに対するこれまでの支援に触れ、「日本はアフガニスタンと緊密な関係を保ち、これまでもアフガニスタンの人々に多大な人道支援を提供してくれました」「今回の事件について、アフガニスタン国民は、日本国民にとって大きな損失であると考え、同情しています」とした[686]。

 トルコ
- トルコ大統領のレジェップ・タイイップ・エルドアンは安倍を「友人」と呼び、「深い悲しみを覚える」と表明。「この凶悪な攻撃を実行した者を非難する。安倍氏の家族や日本の人々、政府にお悔やみ申し上げる」と述べた[687]。

 イスラエル
- イスラエル首相のヤイル・ラピドは、「安倍氏は近代日本の最も重要な政治リーダーの一人であり、イスラエルと日本の間に素晴らしい関係を築いた真の友人だった。日本国民と日本政府に哀悼の意を表したい」とする声明を発表した。大統領のアイザック・ヘルツォークも哀悼の意を表した[688]。

 パレスチナ
- 駐日パレスチナ常駐総代表部はTwitterで哀悼の意を表し、「安倍元首相の逝去の知らせに接し、謹んでお悔やみ申し上げます」と述べた[689]。

 イラン
- イランのアブドラヒアン外相は、安倍を「傑出した政治家」とし、「イランと日本との両国民間の関係発展をはじめとする貴重な貢献を忘れることはない」と述べた。

 アラブ首長国連邦
- アラブ首長国連邦のムハンマド・ビン・ザーイド・アール・ナヒヤーン大統領は「深い悲しみ」を表した。

 サウジアラビア
- サウジアラビア国王でありサルマーン・ビン・アブドゥルアズィーズが首相を務める閣僚評議会（内閣）は、「安倍元首相、その家族、そして日本に哀悼の意を表する」と発表した。

 クウェート
- クウェート外務省は、ソーシャルメディアに投稿した声明文で、「暴力に対するクウェート国の原則と確固たる姿勢を強調します。地域・国際レベルでの安倍氏の姿勢と貢献、そしてクウェートと日本の友好関係を強固にした同氏の役割を、感謝しながら思い出しています。クウェート国は、友好的な日本の人々、天皇陛下、安倍元首相のご遺族に、謹んでお悔やみ申し上げます」とし、安倍の死につながった「卑劣な行動」を非難すると表明した[690]。

 カタール
- 駐日カタール大使館はTwitterに、「安倍晋三元首相の逝去の知らせに接し、カタール国大使館は心からお悔やみ申し上げます。ご遺族の皆様、日本の皆様に、謹んでお悔やみ申し上げます」と投稿し、カタール政府の哀悼の意を表明した[690]。

 バーレーン
- バーレーン外務省は、「バーレーン王国外務省は日本の安倍晋三元首相の暗殺を非難します。日本政府と日本の人々、ご遺族に、心よりお悔やみ申し上げます。祖国と国民に尽くした安倍氏の貢献と、両国関係を発展させた多大な努力を思い出し、バーレーン王国と日本および日本の人々との結束を誓います」との声明文を発表した[690]。

 オマーン
- オマーンのバドル・アル・ブサイディ（英語版）外相は、Twitterに投稿した声明文で、オマーンは「安倍晋三氏の殺害」を非難するとし、「私も、ご遺族や日本の人々と同じ気持ちです。尊敬される政治家で、オマーンの真の友人でした。安倍氏と知り合えたことは、大変名誉なことでした」と表明した[690]。

 ヨルダン
- ヨルダン国王のアブドゥッラー2世は、安倍が亡くなったことに衝撃を受け、悲しんでいることを表明し、「親しい友人である安倍晋三元首相を今回の凶行で失ったことに深い衝撃を受け、悲しんでいます。世界は偉大なリーダーを失い、ヨルダンと私は真の友人を失いました。ご遺族と日本の人々、日本政府に心よりお悔やみ申し上げます。」と述べた[690]。

#### アフリカ
エジプト
- エジプト大統領のアブドルファッターフ・アッ＝シーシーは「深い悲しみと哀悼の意」を示した。安倍政権時に「2国間関係はすべての面で前例のない発展を遂げた」と称えた。「安倍氏の協力関係強化への真摯な取り組みをエジプトが忘れないことを保証する」と語った。

 南アフリカ共和国
- 南アフリカ国営放送は、トップニュースで安倍の訃報を報じた。ルラマ・スマッツ・ンゴニャマ駐日南アフリカ大使は、安倍が現職の首相だった2019年にアフリカの首脳らを集めて開催した第7回アフリカ開発会議（TICAD）に触れ、「安倍氏は我々の最大の支援者の一人だった」「海外の開発支援を強く推し進めた」などと評価した。また、日本と南アフリカの経済的な結びつきが強いことを強調した上で、「このような心強い仲間を失い、大変残念だ」と安倍の死を悼んだ[691]。

 ボツワナ
- ボツワナのスランバー・ツォグワネ副大統領は、安倍の死去に対する深い哀悼の言葉を述べるとともに、安倍がアフリカ及び世界で残した功績について敬意を表した。

#### オセアニア
オーストラリア
- 首相のアンソニー・アルバニージは、「私たちは彼の家族と日本国民に思いを寄せます」とTwitterに投稿した[692]。
- 元首相のスコット・モリソンは、自身のFacebookで、「安倍元首相に関する報道に深く心を痛めています。安倍元総理はオーストラリアの偉大で賢明な友人であり、戦後における最も重要なグローバルリーダーの一人。この大変、厳しい状況に安倍元総理と昭恵夫人、そして日本の皆さまのため祈りを捧げます」とコメントした[692]。
- 元首相のマルコム・ターンブルは、「安倍晋三は現代の偉大なリーダーの一人です。今、私たちは、彼が困難を切り抜けることを願い、祈らなければなりません」とTwitterに投稿した[692]。
- シドニー・オペラハウスなど、オーストラリアの各都市において、安倍への哀悼の意を表すために日章旗の色にライトアップがなされた[28]。

 ニュージーランド
- 首相のジャシンダ・アーダーンは、自身のFacebookで、自身が飼育していた猫が死去した際に安倍が哀悼の意を寄せたことを紹介した上で、「彼は常に集中していて思慮深く、また、寛大でした。」「日本の総理大臣を最も長く務めた安倍元首相、その喪失感を多くの人々が深く感じることでしょう」と投稿した[693]。

 パラオ
- 大統領のスランゲル・ウィップスは弔問記帳にて「パラオ国民を代表し、安倍元総理大臣の痛ましい急逝に深い悲しみを表します。安倍元総理大臣は、先見性のあるリーダーであり、献身的な公僕であり、誰もが尊敬する指導者でした。自由と民主主義を推進し、自由で開かれたインド太平洋を実現するために尽力されました。太平洋の平和と繁栄を促進し、パラオと日本の人々の間の関わりやパートナーシップを深めてくださったことに感謝します。私たちは、彼を失ったことを非常に惜しく思うとともに、ご遺族と日本国民に深い哀悼の意を表します。安らかにお眠りください。」と記した[694]。

#### 中南米
ブラジル
- ブラジル大統領のジャイール・ボルソナーロはサンパウロで行われた演説で、「親しみやすく知性的、愛国的な男だった。いつも国民の幸福を追求していた」「国のために闘うとき、敵は往々にして内側にいるものだ」などと述べ、国内で3 日間服葬を行うこととした[695]。また自身のTwitterで、「犯人が厳罰に処されることを望む」とコメントした[696]。

 アルゼンチン
- アルゼンチンのマウリシオ・マクリ元大統領は自身のTwitterに「大変遺憾に思います。安倍氏は偉大な人物であり、アルゼンチンの重要な盟友であり素晴らしい指導者でした。暴力反対！」と投稿した[697]。

 キューバ
- キューバ大統領兼キューバ共産党第一書記のミゲル・ディアス＝カネルは自身のTwitterで、「安倍元首相の死をひどく残念に思う。死に至らしめた残酷な攻撃を非難する」と投稿した[695]。
- キューバ共産党機関紙グランマは、「安倍氏は常にキューバに敬意と思いやりを持ち、彼の任期中に両国の友好、協力関係は強化された」と論評、11日はキューバ全土で服喪、公共施設において半旗が掲揚された[698]。

 ペルー
- ペルー政府は「（安倍が）多国間主義（の推進）と、両国関係強化に果たした貢献は特筆に値する」とコメントした[695]。

 エルサルバドル
- エルサルバドルのナジブ・ブケレ大統領は自身のTwitterに「エルサルバドル国民及び政府、そして、妻のガブリエラと自分自らの名において、安倍晋三元総理大臣のこの度のご逝去の報に接し、謹んでお悔やみ申し上げるとともに、エルサルバドル国民は、日本国民の皆様と連帯していることをお伝えいたします。」と日本語で投稿した[699]。

#### 国際機関
国際連合
- 国際連合（国連）事務総長のアントニオ・グテーレスは、自身のTwitterで、「私は何年にもわたり安倍氏を知る機会に恵まれ、彼の同僚としての姿勢や多国間主義への献身をいつまでも忘れない」などと投稿した[700]。
- 8日、スイス・ジュネーヴにて行われた、国連安全保障理事会（安保理）の公開会合の冒頭で、議長国のブラジル国連大使が「安保理を代表し、不条理な殺害に対する悲しみと衝撃を表明する」と述べ、全理事国15カ国の代表が1 分間の黙祷を捧げた[701]。
  - 同会合では、アメリカ国連大使のリンダ・トマス＝グリーンフィールドやイギリス国連大使のバーバラ・ウッドワード（英語版）らが演説中に安倍の名をあげて死去を悼んだ[701]。

 国際オリンピック委員会
- 国際オリンピック委員会（IOC）会長のトーマス・バッハは「ビジョンを持ち、それを実現するための決意と無限のエネルギーに満ちた人だった」と述懐し、「安倍氏がいなければ、（2021年に開催した）東京オリンピックは実現しなかっただろう」などとコメントした。また、スイス・ローザンヌにあるIOC本部では3日間半旗を掲揚することを発表した[702]。

 国際パラリンピック委員会
- 国際パラリンピック委員会（IPC）会長のアンドリュー・パーソンズは「彼の仕事は社会的包摂の重要な遺産を残した。すべての人が彼らの可能性を最大限に活用する機会を与えて、より包括的で多様な日本を作るのを助けた。」と追悼の意を表した[703]。

 北大西洋条約機構
- 北大西洋条約機構（NATO）事務総長のイェンス・ストルテンベルグは、自身のTwitterで安倍との写真を添付し、「民主主義の守護者で何年にもわたる友人でもあった安倍元首相が凶悪なやり方で殺されたことに深く悲しんでいます」と投稿した[704][705]。NATO事務総長が非加盟国の元首相に弔意を示すのは異例[704]。

## その後の対策・改善策
奈良県警本部では、この事件の発生を受け、大和西大寺駅界隈及びその周辺区域における警察署の管轄区域を変更して同区域での警備を強化することを、2023年11月30日に公表した。それによると、選挙の際の演説で大和西大寺駅前を使用する機会が多く、その要人の警備上の負担を軽減することと、奈良西警察署管内の人口が増え、それに比例して業務量も増加している背景があった（2023年時点での奈良西警察署管内の警察官1人当たりの受持人口は、奈良警察署を比較対象とし、同警察署を1倍とすると奈良西警察署は1.65倍となっていた）一方で、奈良警察署管内では、2023年時点においての人口が、微々たるものながらも減少していたことから、大和西大寺駅界隈及びその周辺区域の警察署の管轄を2024年3月28日より奈良西警察署から奈良警察署へ移管した。これにより、新たに同区域を管轄する奈良警察署では、警備体制の強化および演説時に発生した場合を含む事件と事故の対処を、奈良西警察署管轄時代と比較して、可能な限り迅速化させるようにするとともに、警察官の増員を実施した。

## 当事件を題材とした作品
- 暗殺 - 柴田哲孝著[709]。
- REVOLUTION+1 - 2022年12月24日公開の日本映画。監督は足立正生。Xをモデルとする人物の半生について描く[710]。
- ザ!世界仰天ニュース2時間スペシャル 安倍元首相銃撃事件 - 2024年8月13日放送。日本テレビ製作[711]。